# PENTAXのデジタルカメラ製品一覧
PENTAXのデジタルカメラ製品一覧とは、PENTAXブランドで発売されたデジタルカメラ関係の製品の一覧である。旭光学工業（現リコーイメージング）が発売した他のフォーマットのカメラについては、以下の個別項目を参照のこと。
- PENTAXのフィルム一眼レフカメラ製品一覧:35mm判 (ねじ込み式マウント)
- PENTAXのフィルム一眼レフカメラ製品一覧:35mm判 (KマウントMF機種)
- PENTAXのフィルム一眼レフカメラ製品一覧:35mm判 (KマウントAF機種)
- PENTAXのフィルム一眼レフカメラ製品一覧:中判・110フィルム用
- PENTAXのフィルムコンパクト・APSカメラ製品一覧

## 一眼レフデジタルカメラ

### Kマウント機

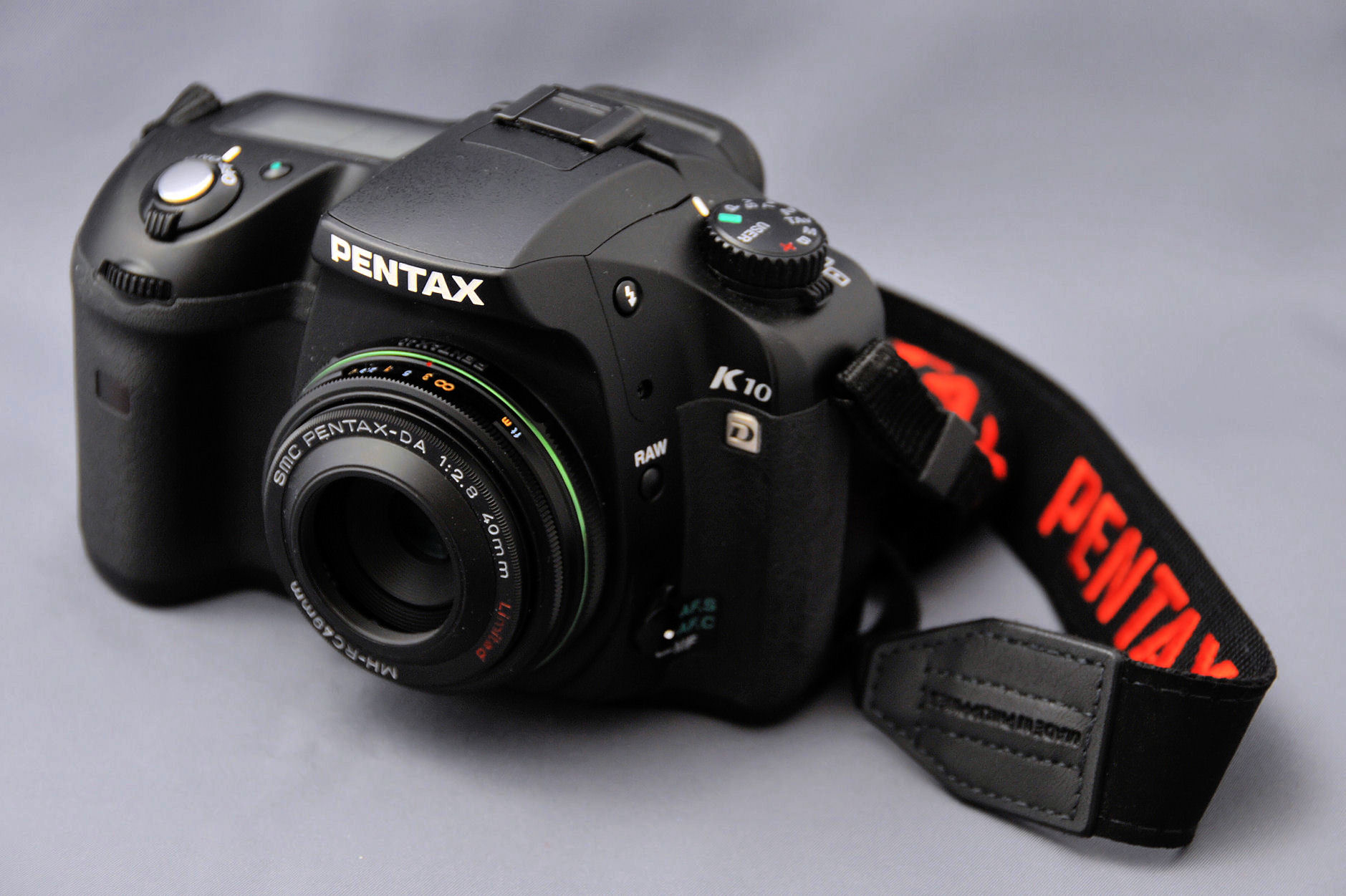
ペンタックス K10D

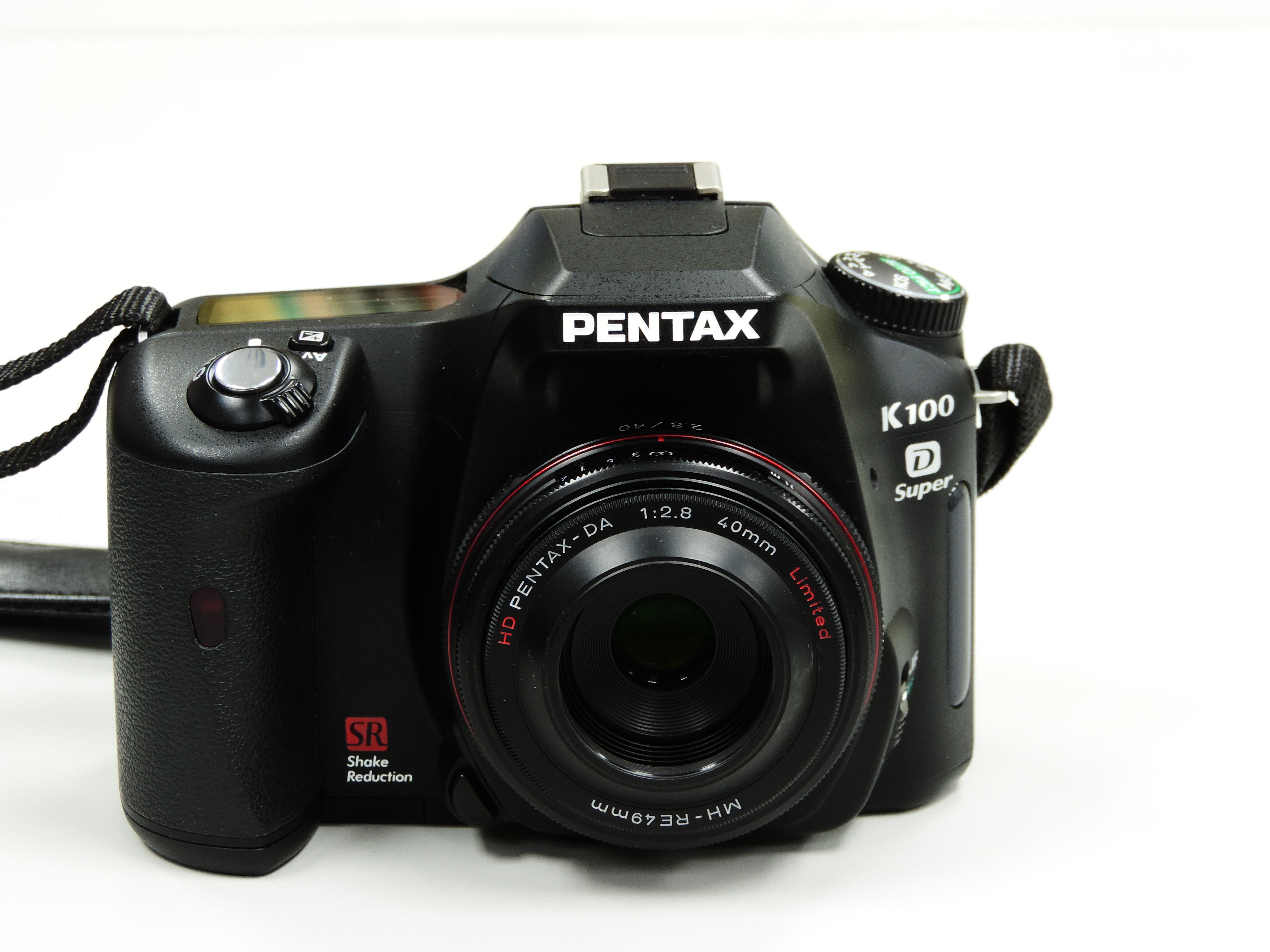
ペンタックス K100D Super

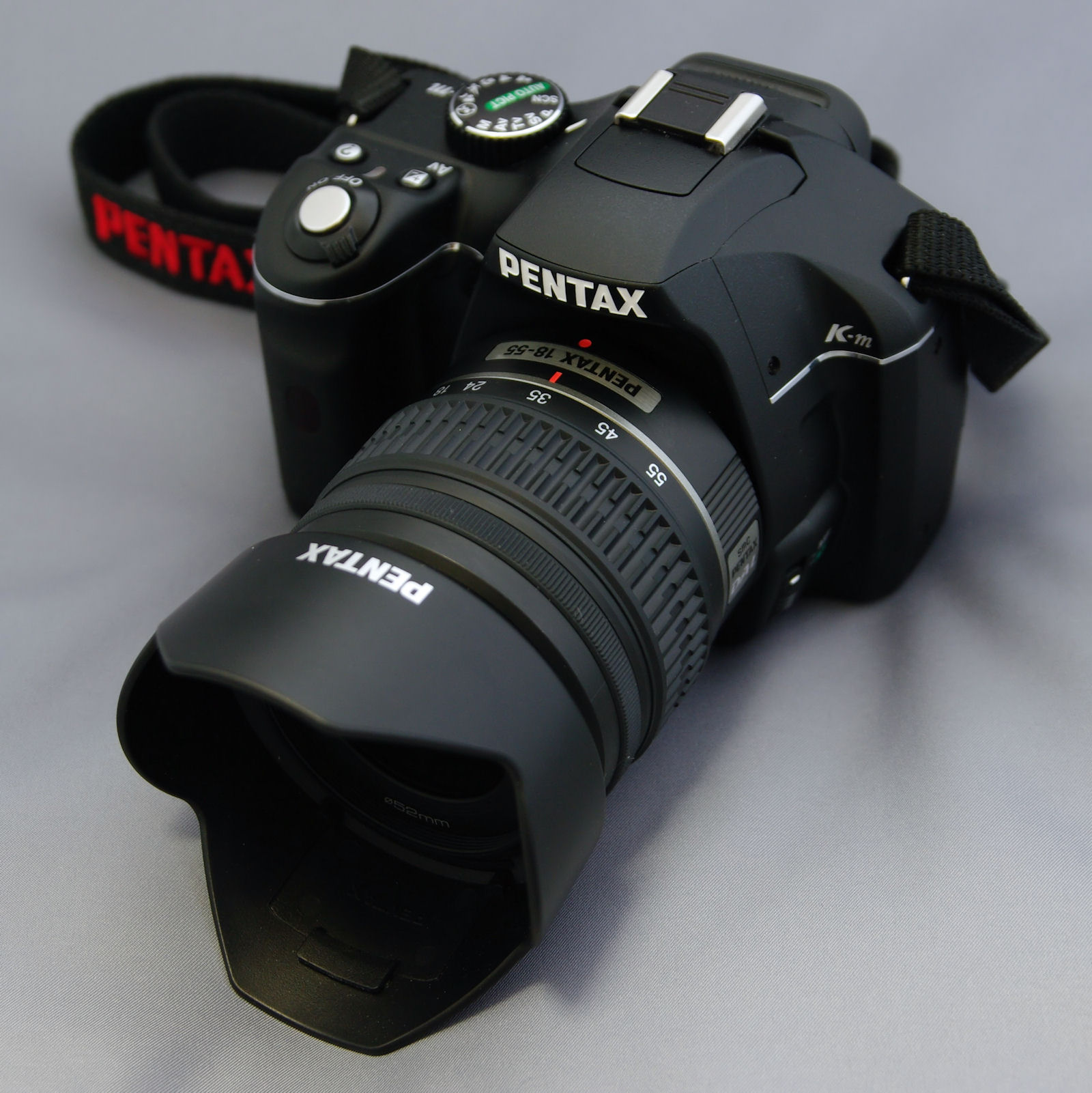
ペンタックス K-m

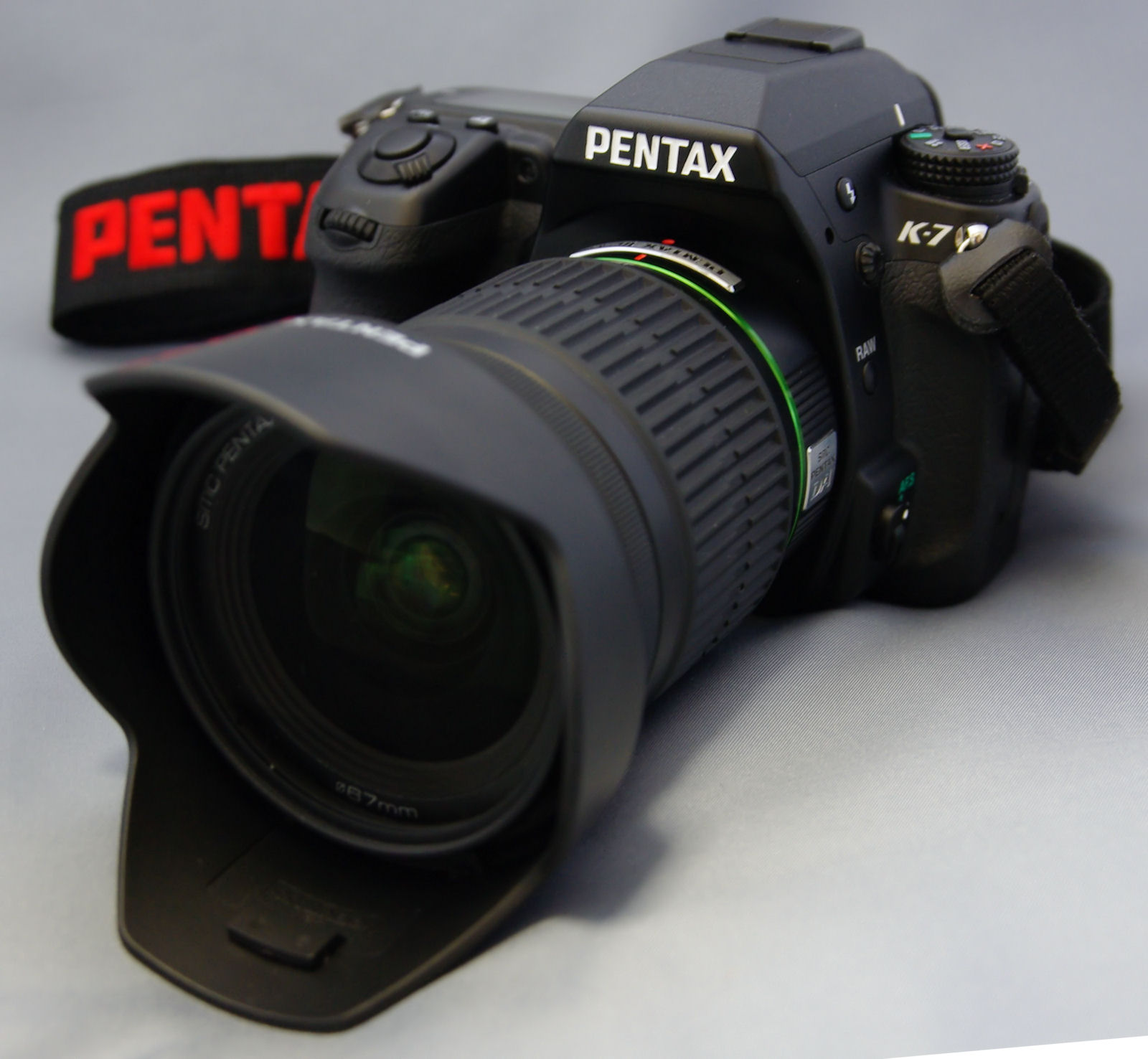
ペンタックス K-7

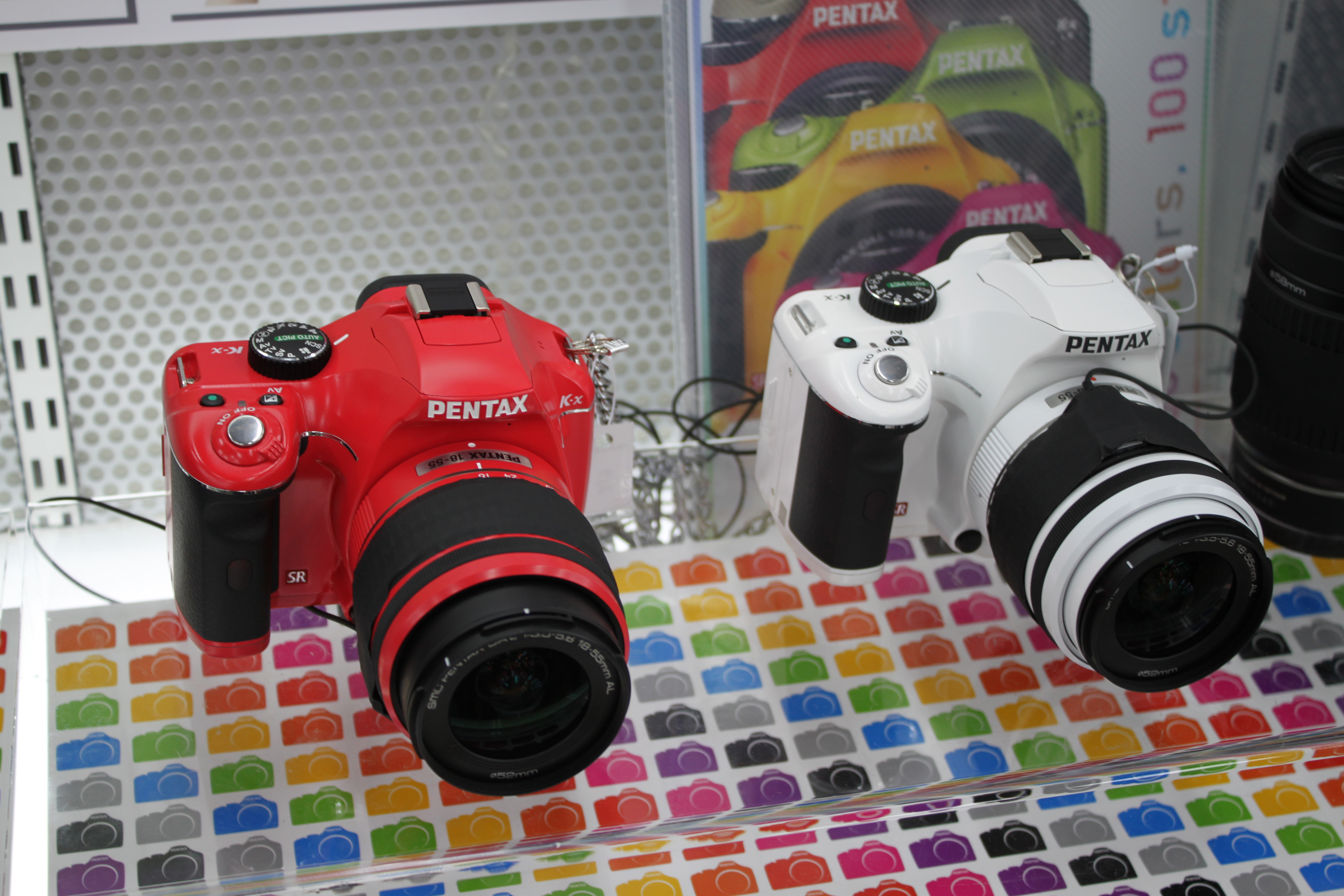
ペンタックス K-x

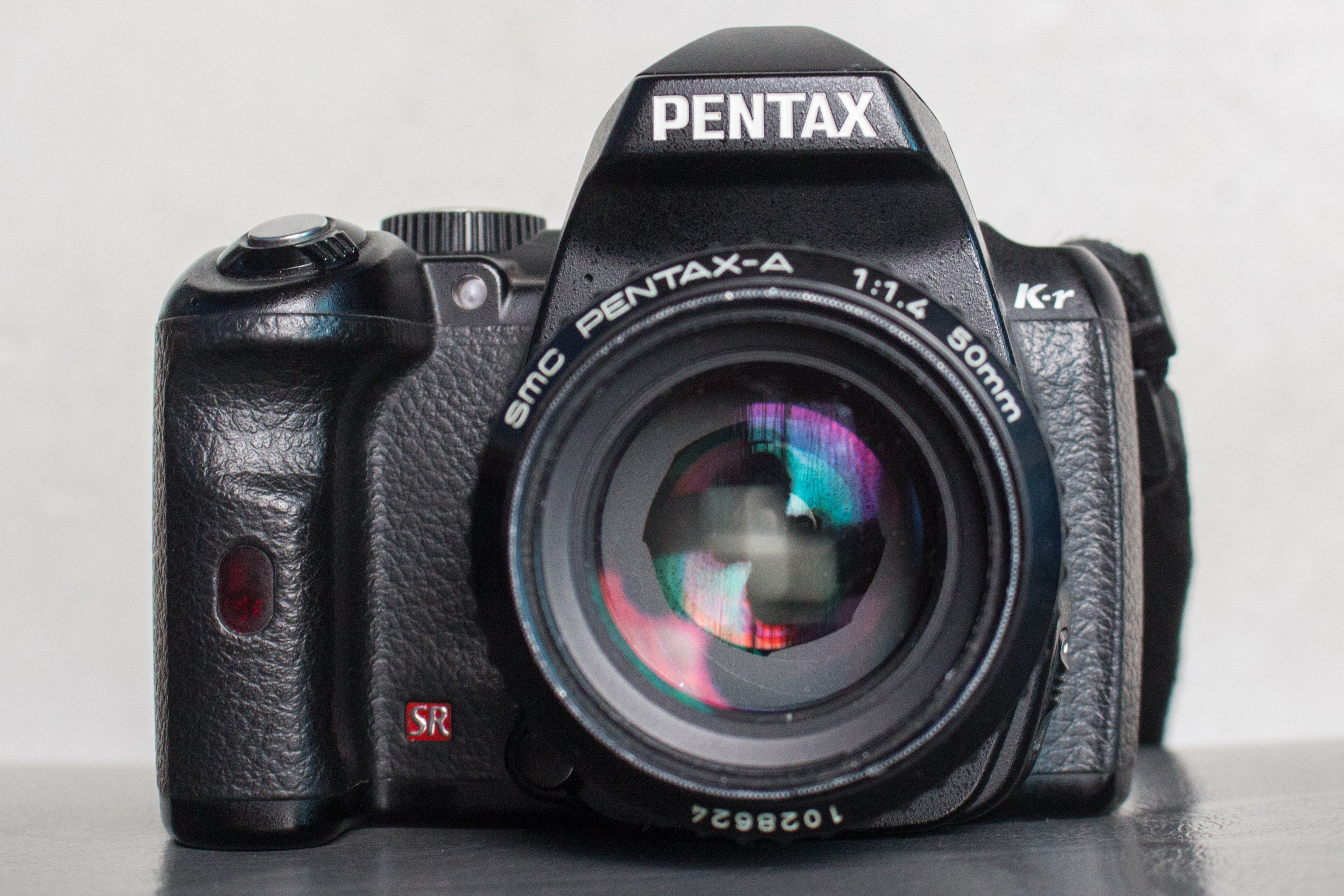
ペンタックス K-r

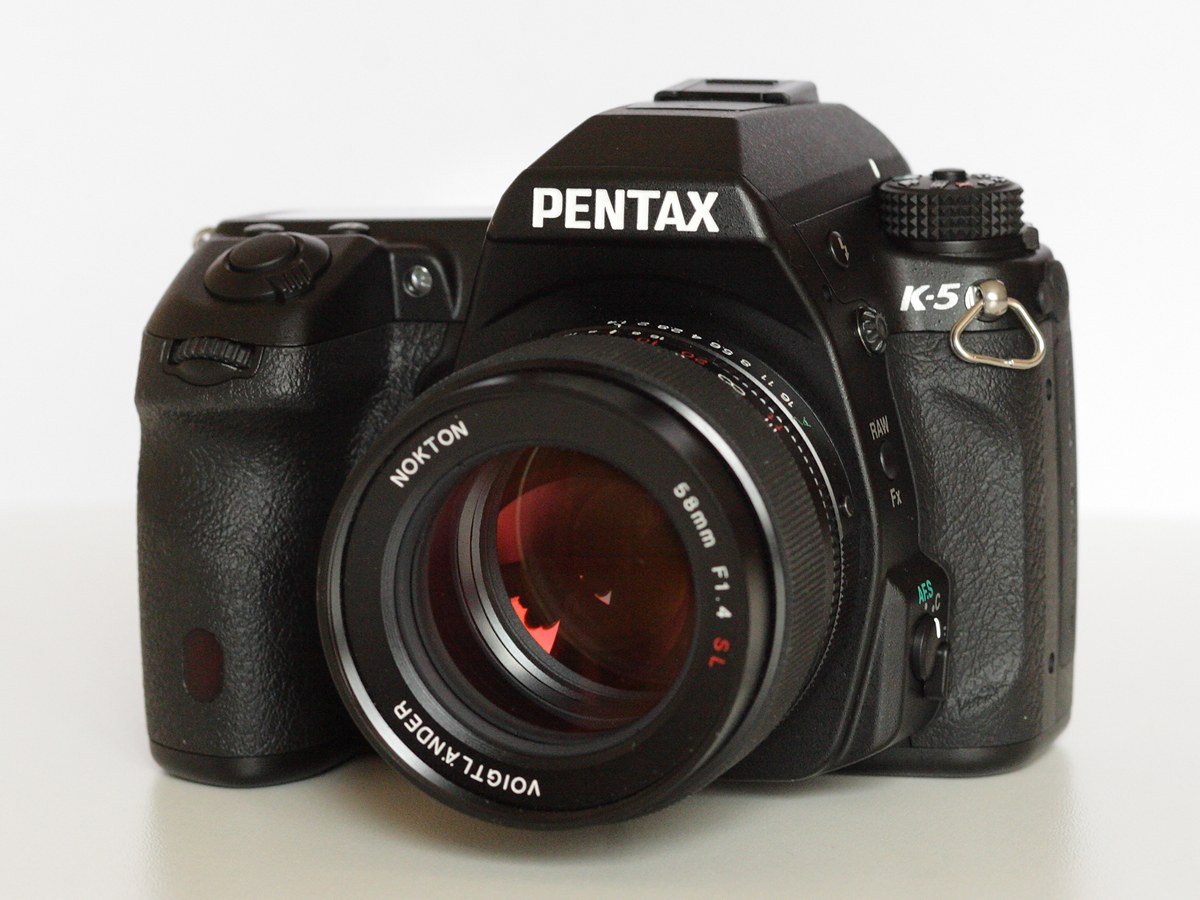
ペンタックス K-5

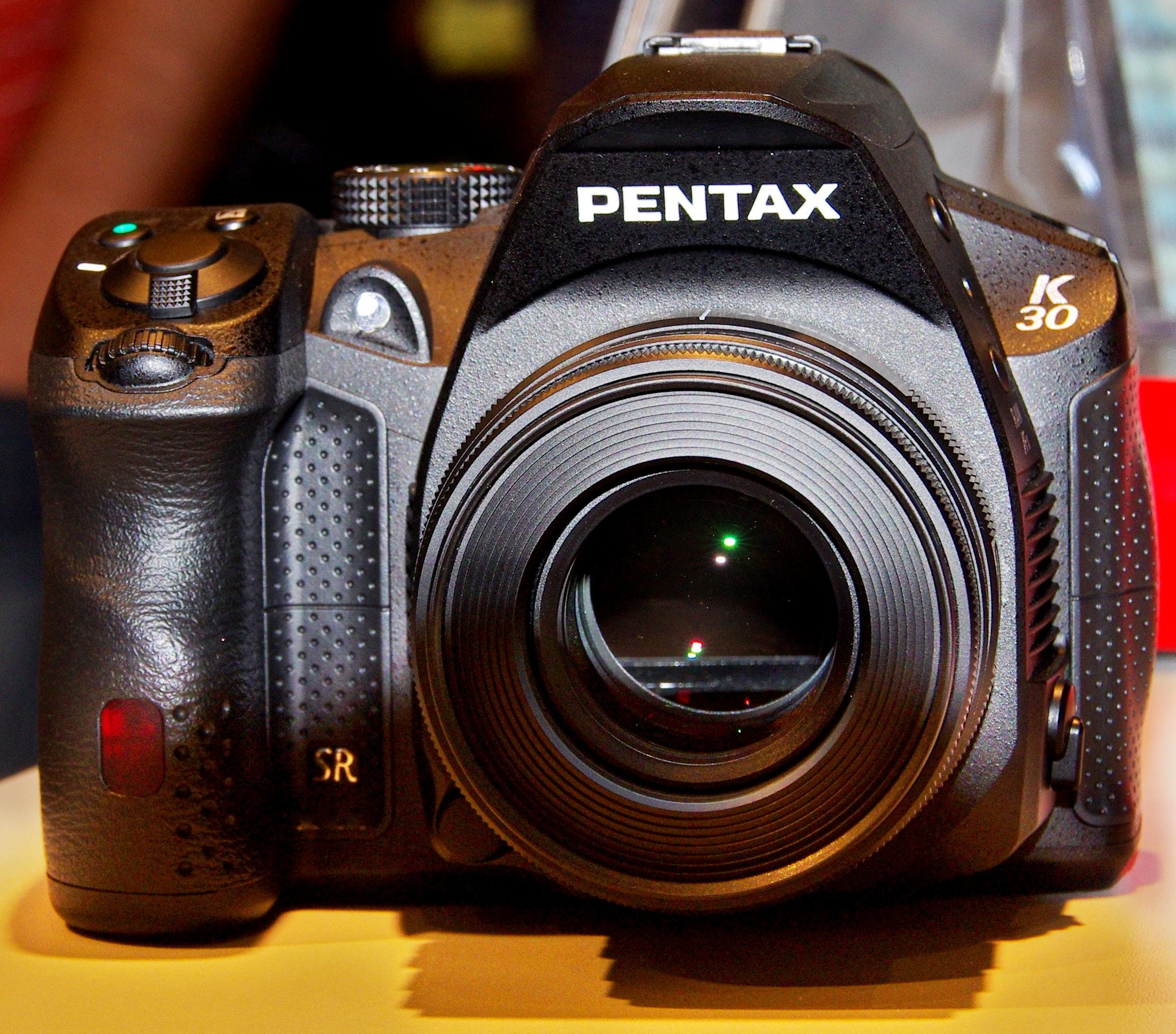
ペンタックス K-30

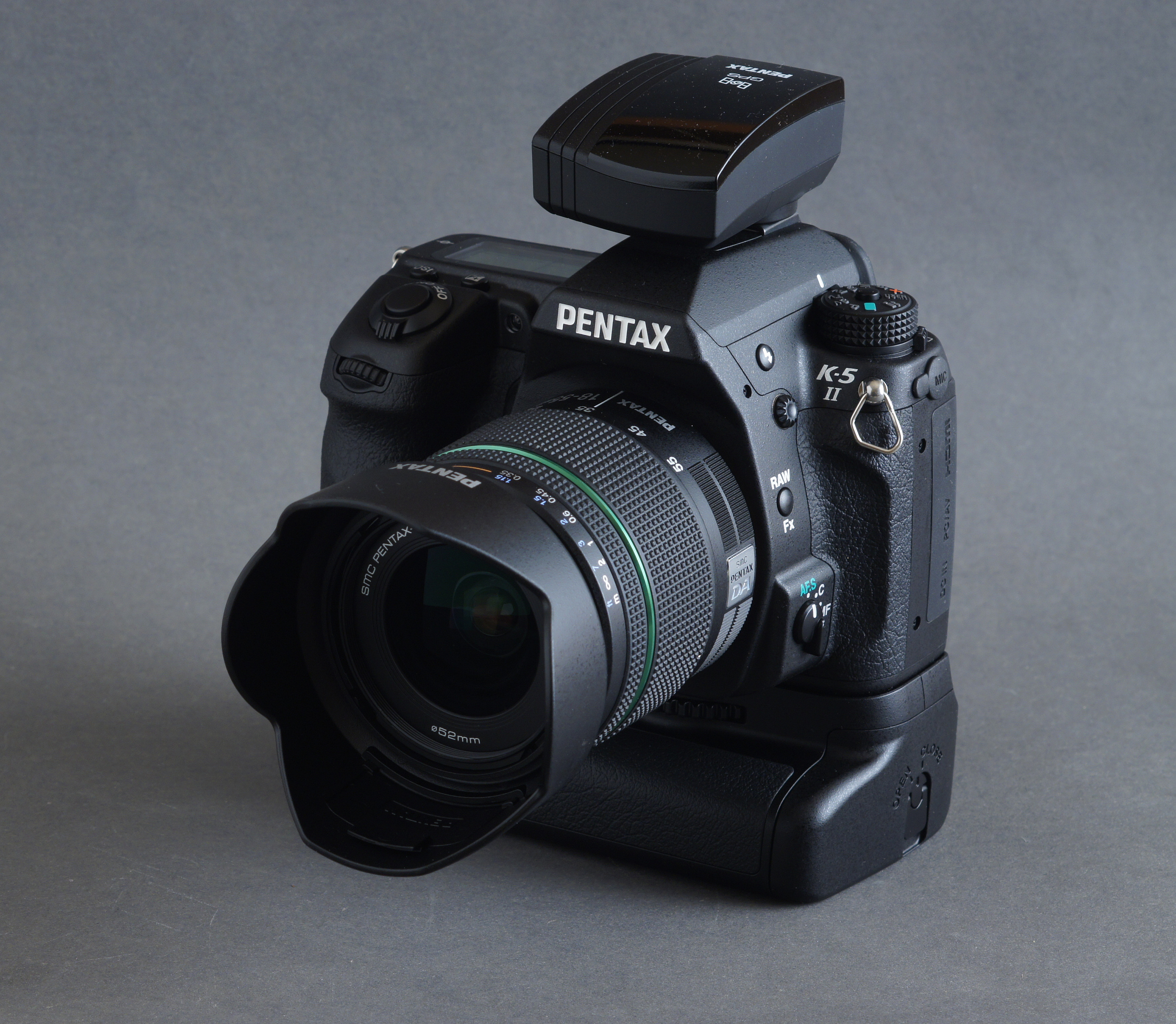
ペンタックス K-5II

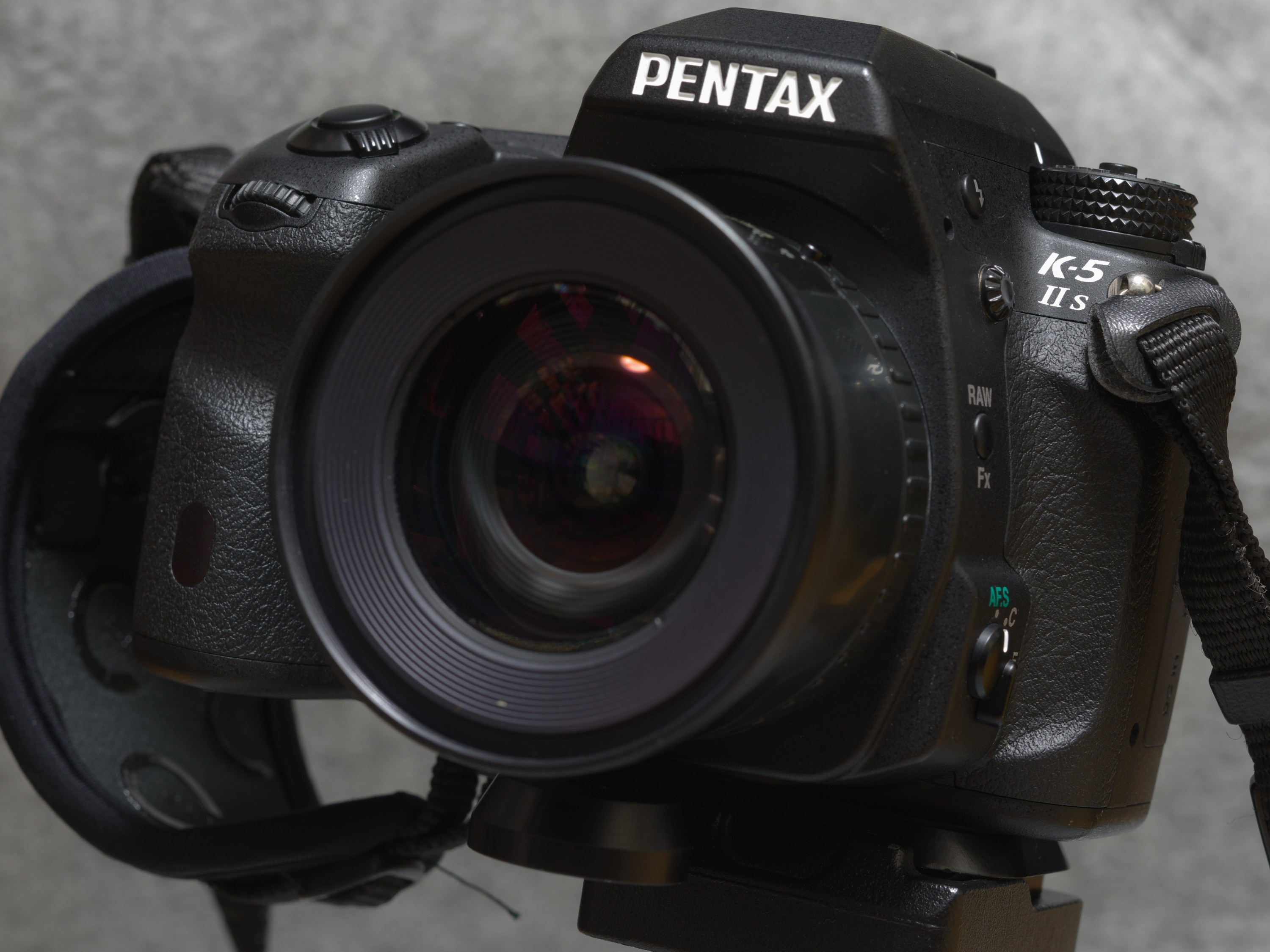
ペンタックス K-5IIs

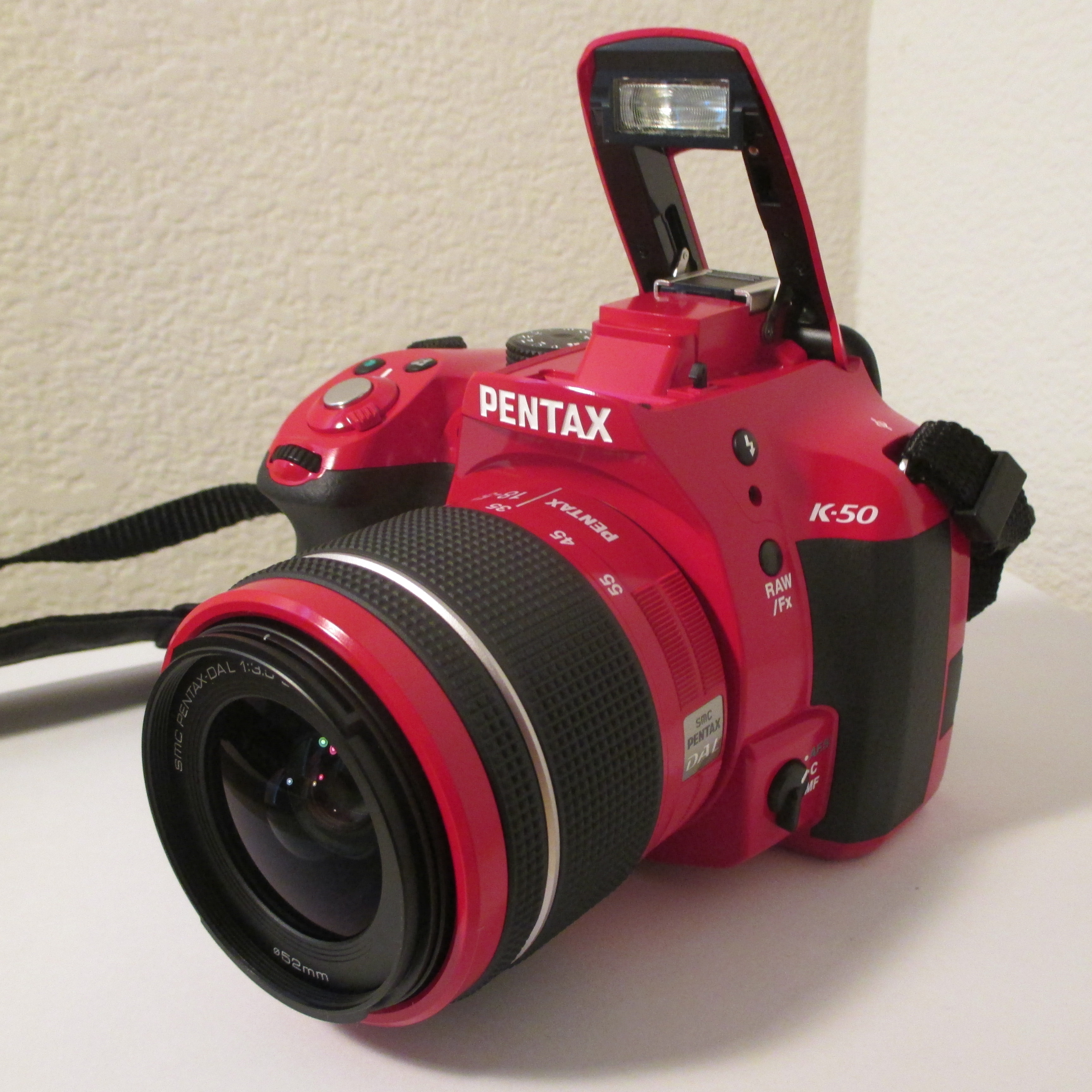
ペンタックス K-50

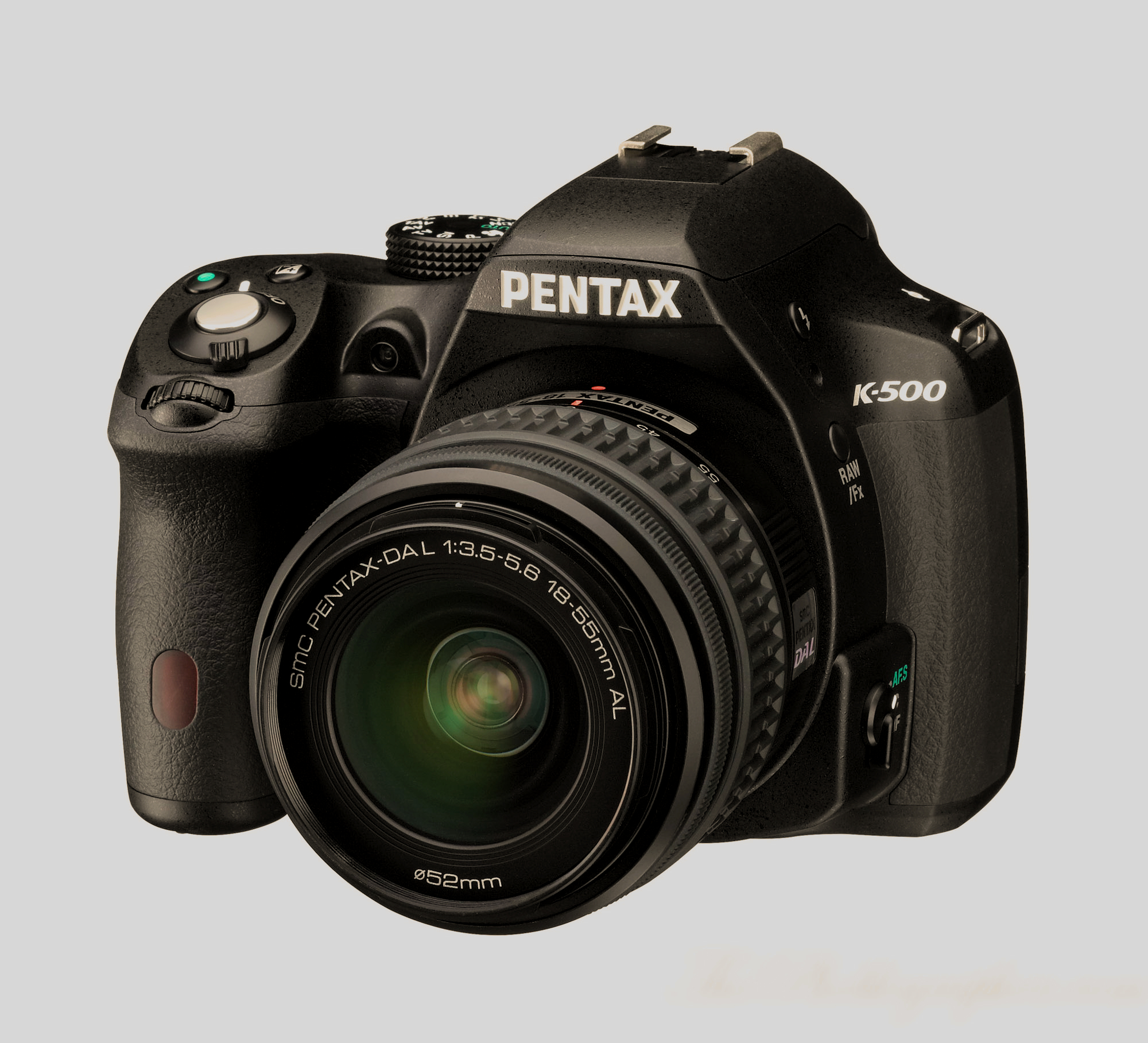
ペンタックス K-500

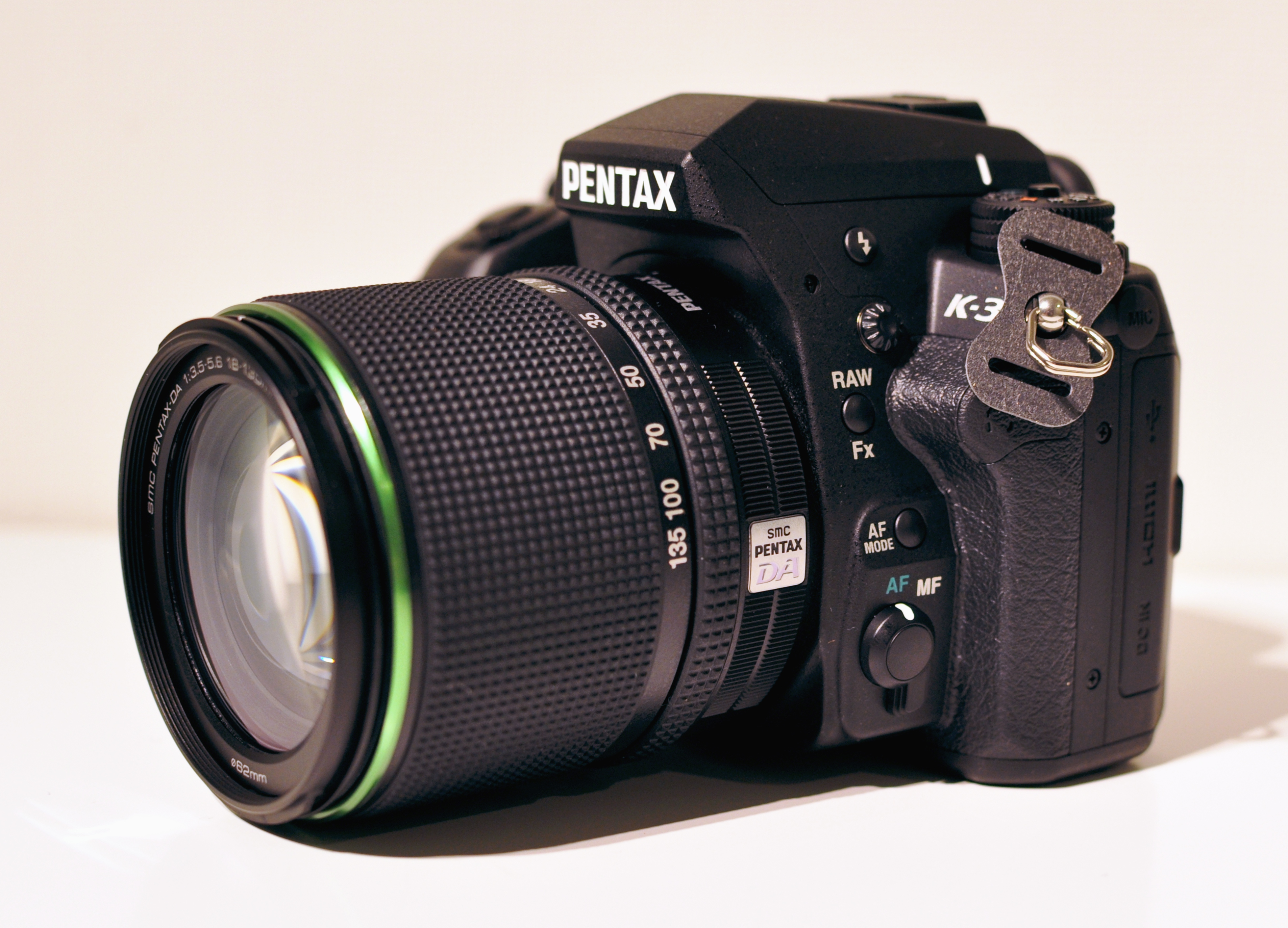
ペンタックス K-3

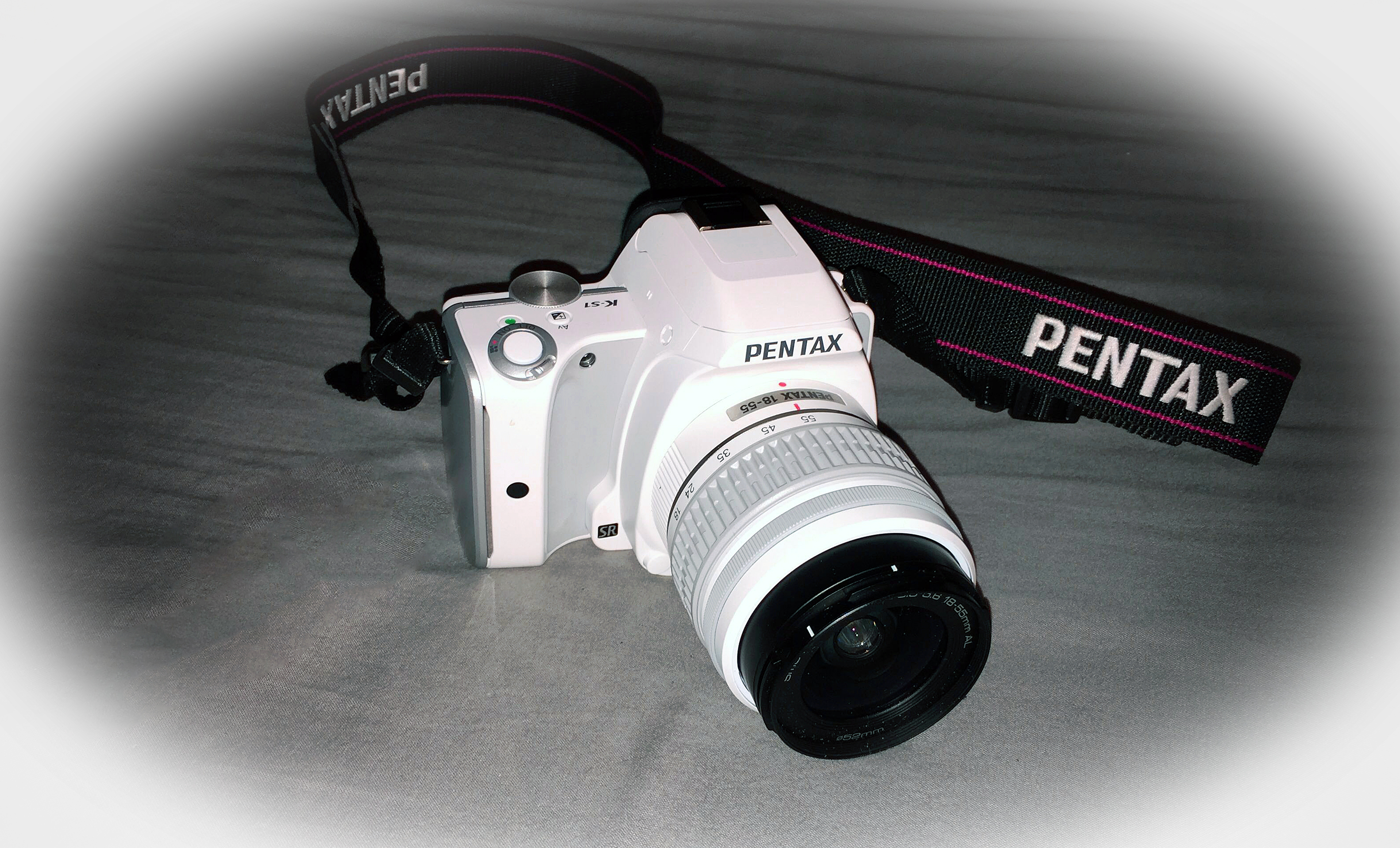
ペンタックス K-S1

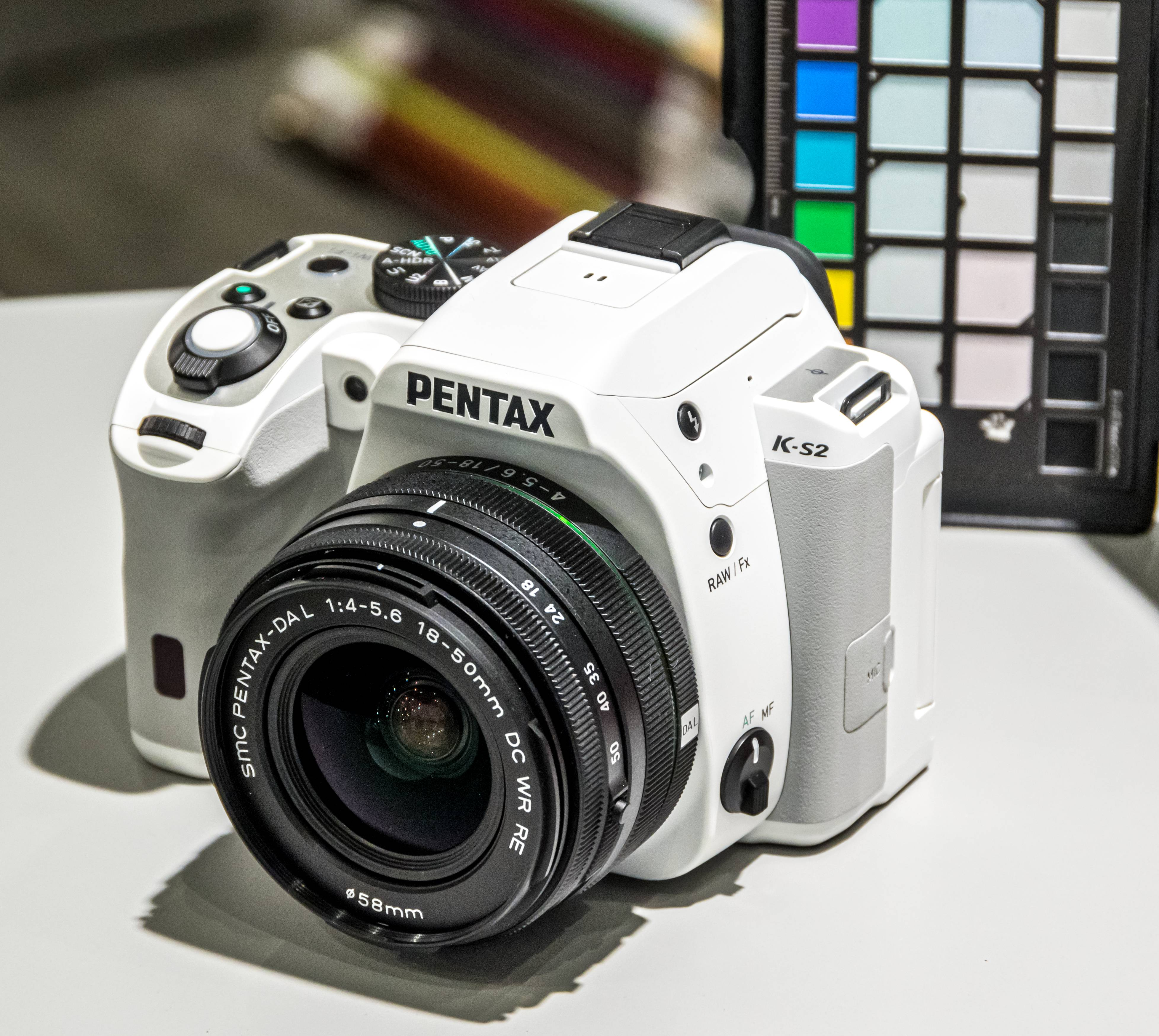
ペンタックス K-S2

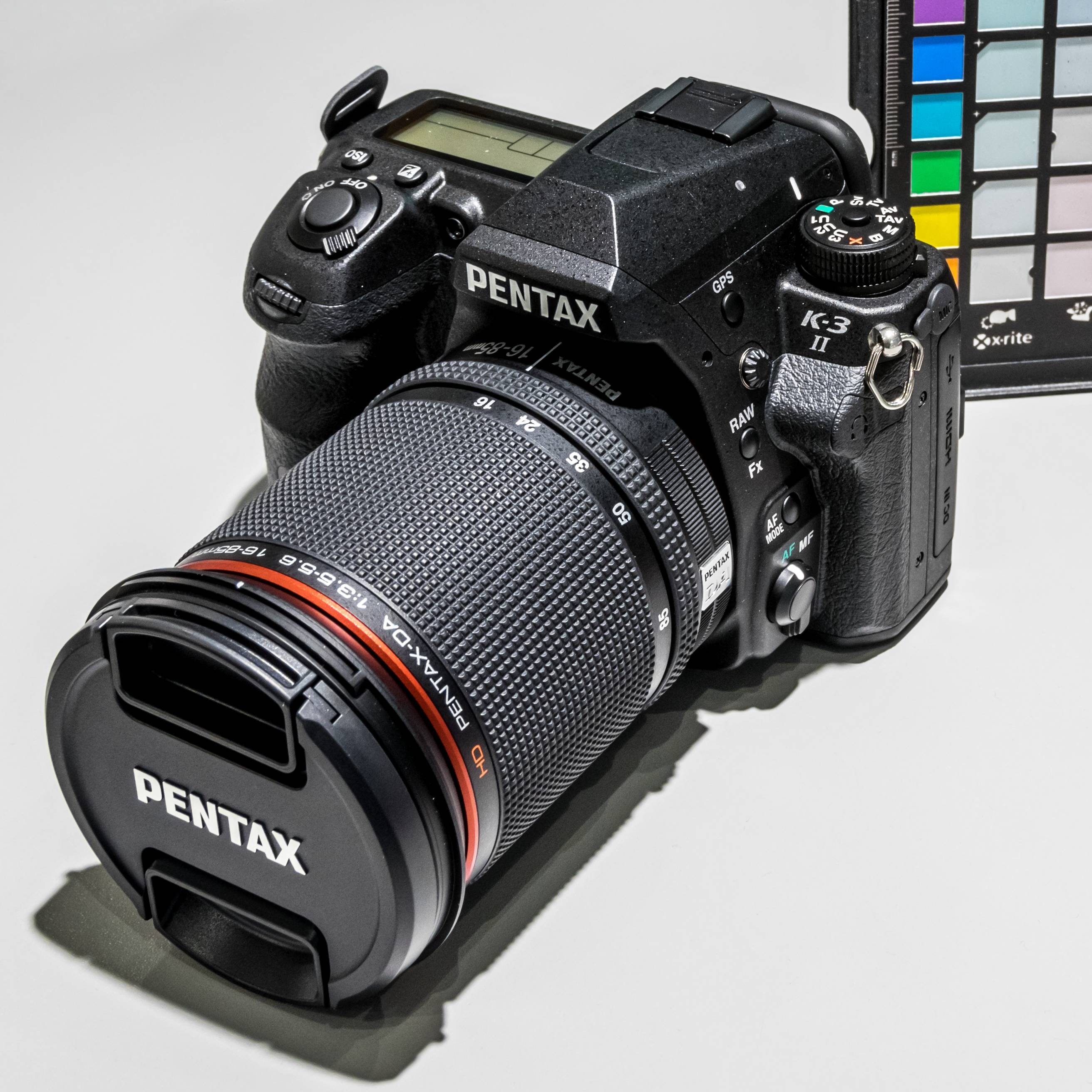
ペンタックス K3-II

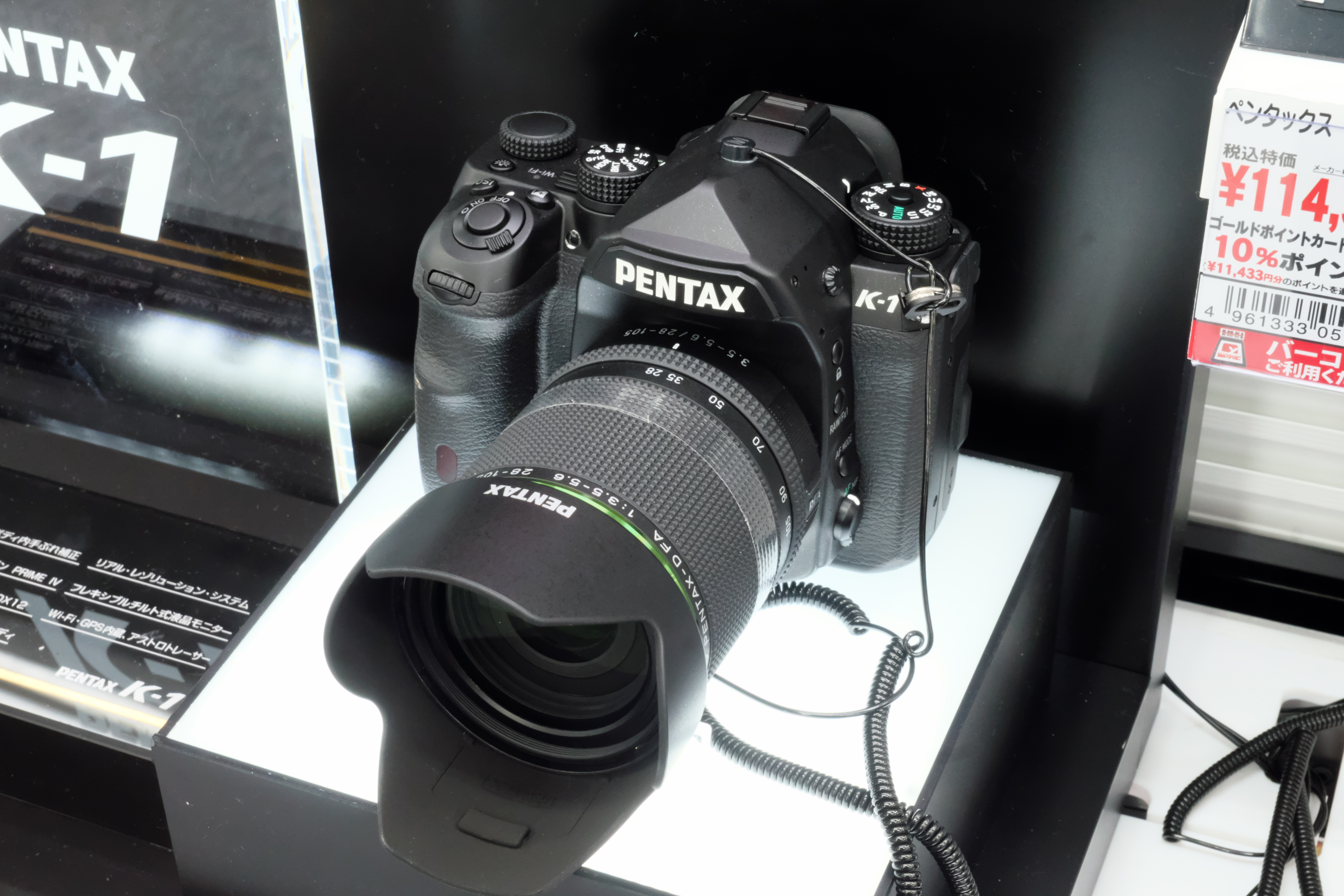
K-1

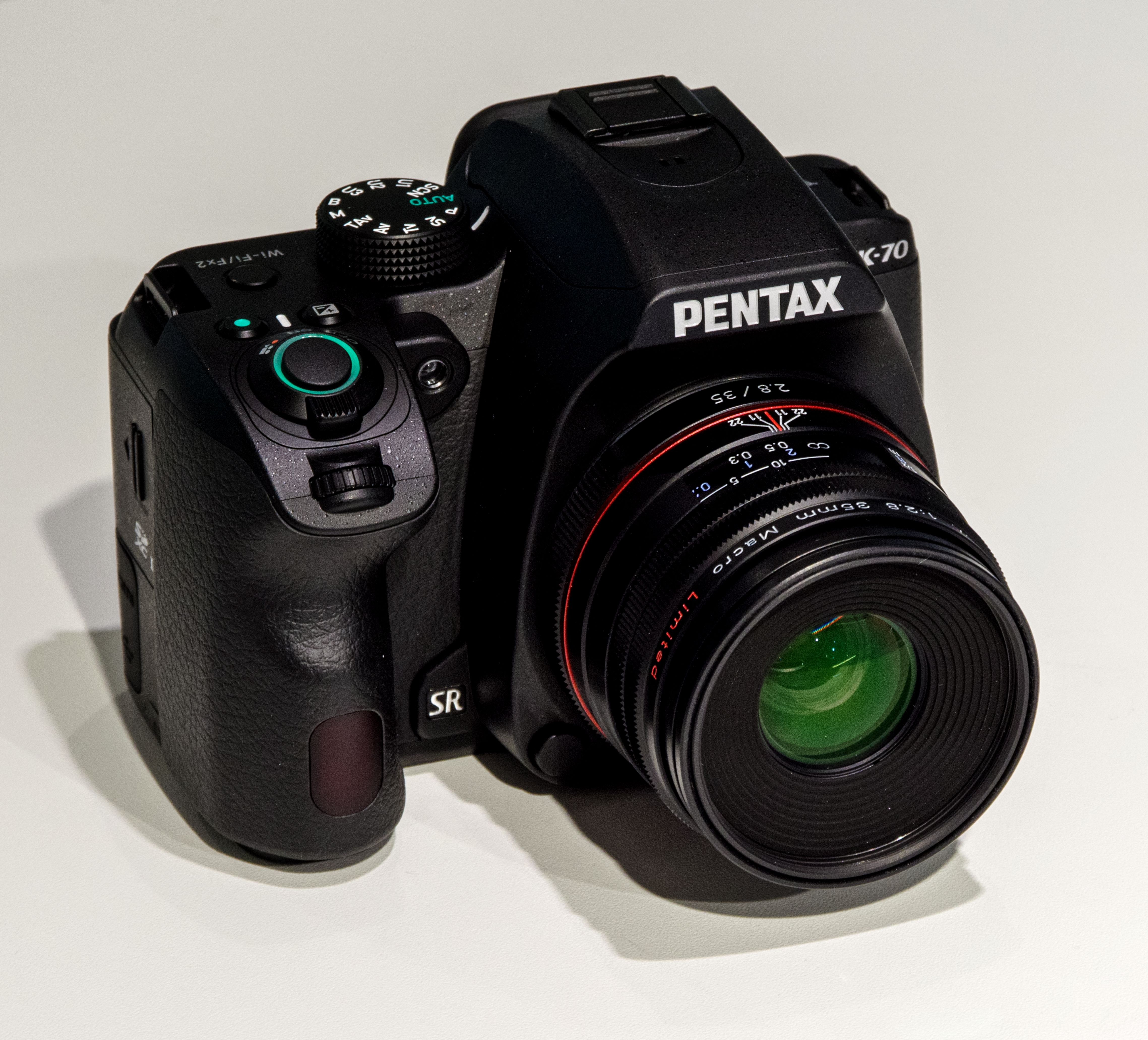
ペンタックス K-70

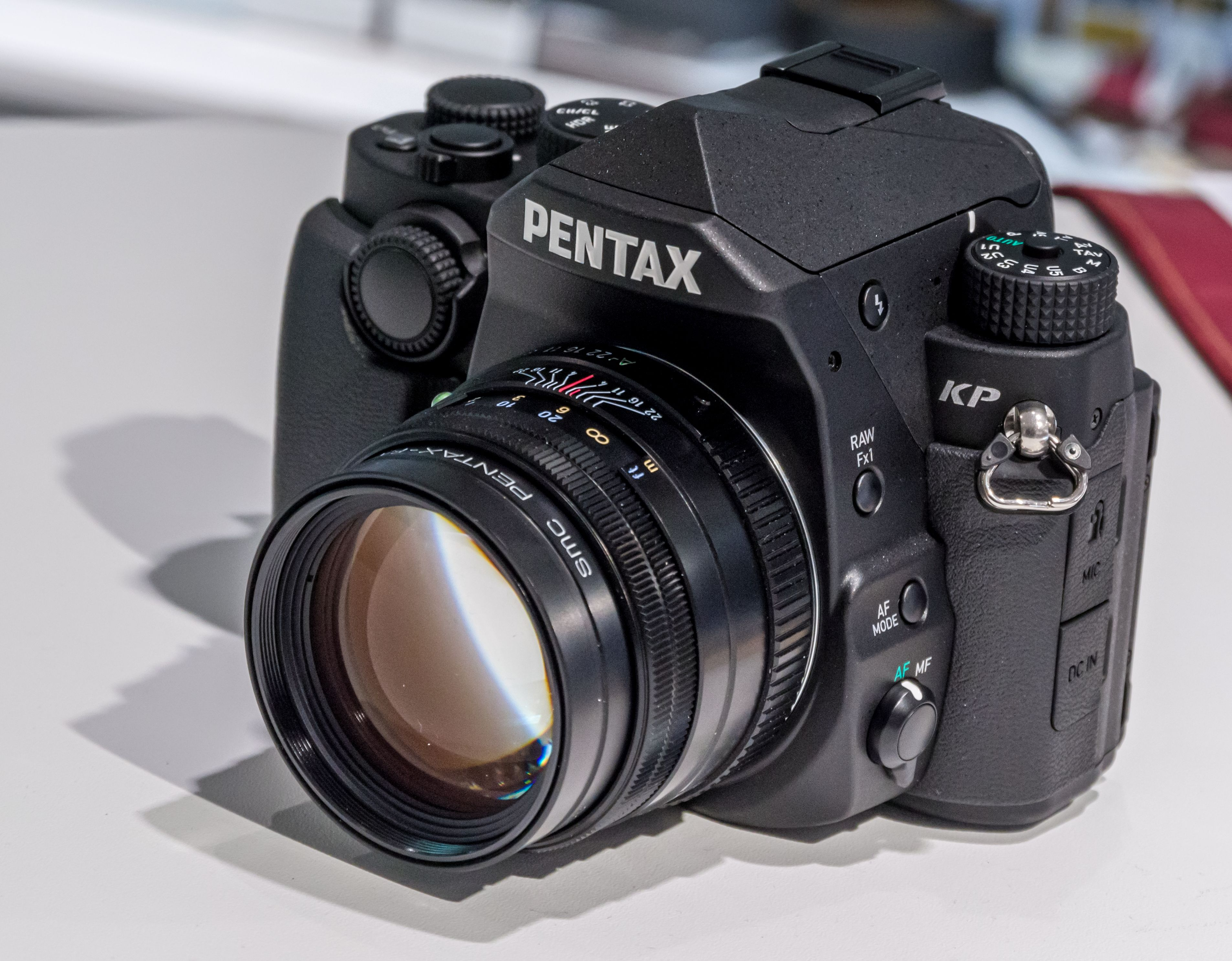
ペンタックス KP

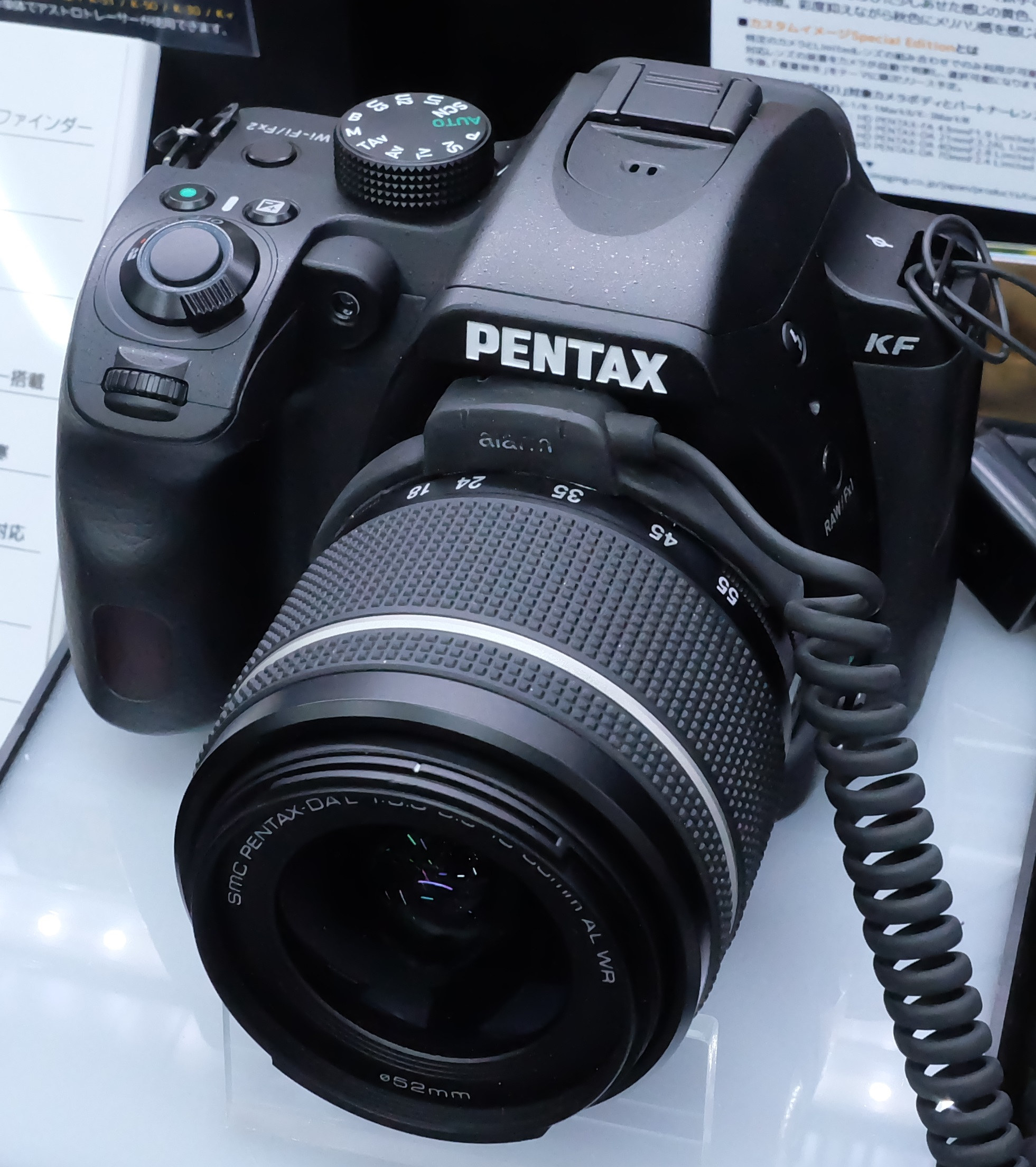
ペンタックス KF

135フィルムカメラ向けのマウントであるKマウントを備えたデジタル一眼レフカメラ。

最初に披露されたのは、2000年のフォトキナで、フィリップス製600万画素35mmフルサイズの撮像素子を搭載したレンズ交換式Kマウントデジタル一眼レフカメラ「K-1（MZ-D・MR-52）」を発表。開発のベースとなった筐体は、後にフィルムカメラ「MZ-S」として市販されるも、35mmフルサイズのデジタルカメラは「価格が非常に高価になり市場性が低い」との理由から、2001年10月に製品化の断念を発表。その後仕様を一新し、2003年にAPS-Cサイズの撮像素子をベースにして製品化された。
当初は35mm判の*istを継いだ「*istD」の名を冠した製品名でのリリースとなった。*istのコンセプトを継ぐ、軽量コンパクトなシリーズである。*ist DS・*ist DLは共に発売当時、世界最小最軽量であった。2006年7月に発売されたK100Dからは、マウント名である「K」を冠した「Kシリーズ」と呼ばれるシリーズが現在までリリースされている。
マウントに関しては、K100D以前の機種がボディ内モーター方式オートフォーカス対応のKAFマウント、K10D以降の機種はレンズ内モーター方式オートフォーカス対応の機能が追加されたKAF2マウントとなっている。KAFマウントの機種におけるオートフォーカスの動作は、従来のカメラボディ側のモーターでの駆動にも併せて対応しているレンズ（DA★16-50mmF2.8EDAL[IF]SDMなど）はボディのモーターで駆動し、レンズ内モーターのみに対応したレンズ（DA17-70mmF4AL[IF]SDMなど。KAF3マウントレンズと称する）はオートフォーカス動作をしない。また、K-50以降の機種は、絞り駆動機構が電磁制御になったレンズ（DA 55-300mmF4.5-6.3ED PLM WR REなど。KAF4マウントレンズと称する）にも対応する。なお、フィルムカメラ向けのKマウントレンズも、原則としてほぼ全てのレンズが使用可能であるが、オートフォーカスレンズ以外のものでは制限が生じる。
PENTAXの一眼レフデジタルカメラについては、長らく35mmフルサイズ機をラインナップに持っておらず、ラージフォーマット機へのニーズに関しては下述する「645D」の開発に当面は注力するとしていた。。
2016年4月28日に、初の35mmフルサイズ機となる「K-1」を発売した。
記録メディアに関しては、初代の*ist Dを除きすべてSDメモリーカードスロットのみ装備となっている。
2007年6月1日に開店した「ペンタックススクエア」で、「アサヒペンタックス(AP型)」の発売50周年を記念して制作されたコンセプトモデル「AP 50th Anniv」を公開した。ベースはデジタル一眼レフカメラ「K10D」の骨格を使用していた。発売はされてない。

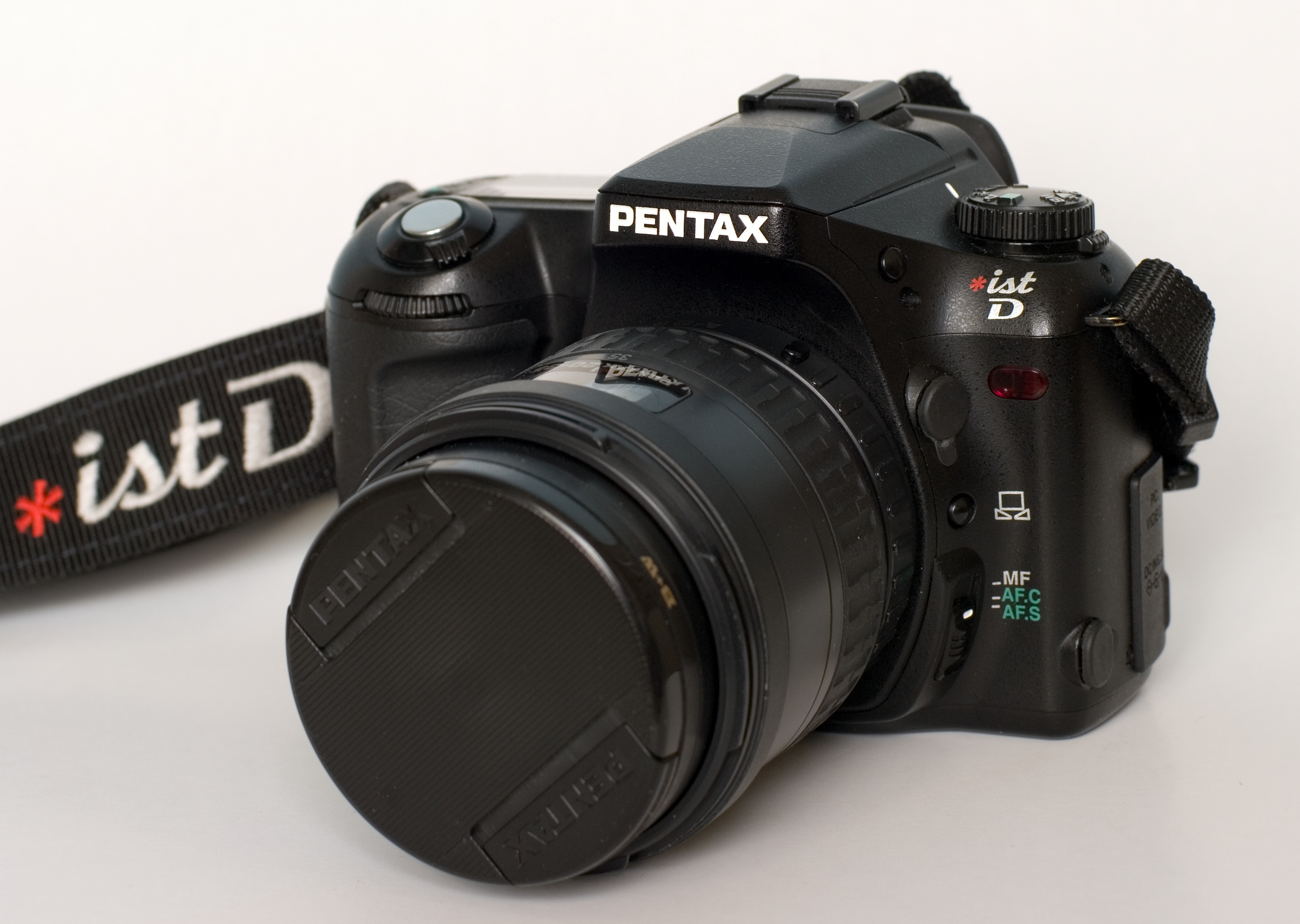
ペンタックス *istD

*ist D
2003年9月発売。初代。610万画素。KAFマウント。クイックシフトマニュアルフォーカスシステムを初採用し、PENTAXとしては初めてAFモードのままマニュアルフォーカスが可能となった。Z-1P以来のハイパーマニュアル露出、ハイパープログラム自動露出が復活。レフミラーをはじめ、各部にフィルムカメラのパーツも使われている。また、ホワイトバランスや記録サイズ設定がモードダイヤルで設定されるなど、操作性も以降の機種とは異なっている。2006年11月30日にK10Dが発売されるまでは同社デジタル一眼レフカメラで唯一の縦位置レリーズ付きバッテリーグリップ（D-BG1）装着可能機種であった。記憶媒体は、同社のレンズ交換式デジタルカメラとしては唯一、コンパクトフラッシュを採用している。なお、「*ist」の読み方は「イスト」で、「*」は発音しない。*istのシリーズ名を冠してはいるものの、形状や操作性は初代*istよりもMZ-Sを継承している点もみられる。

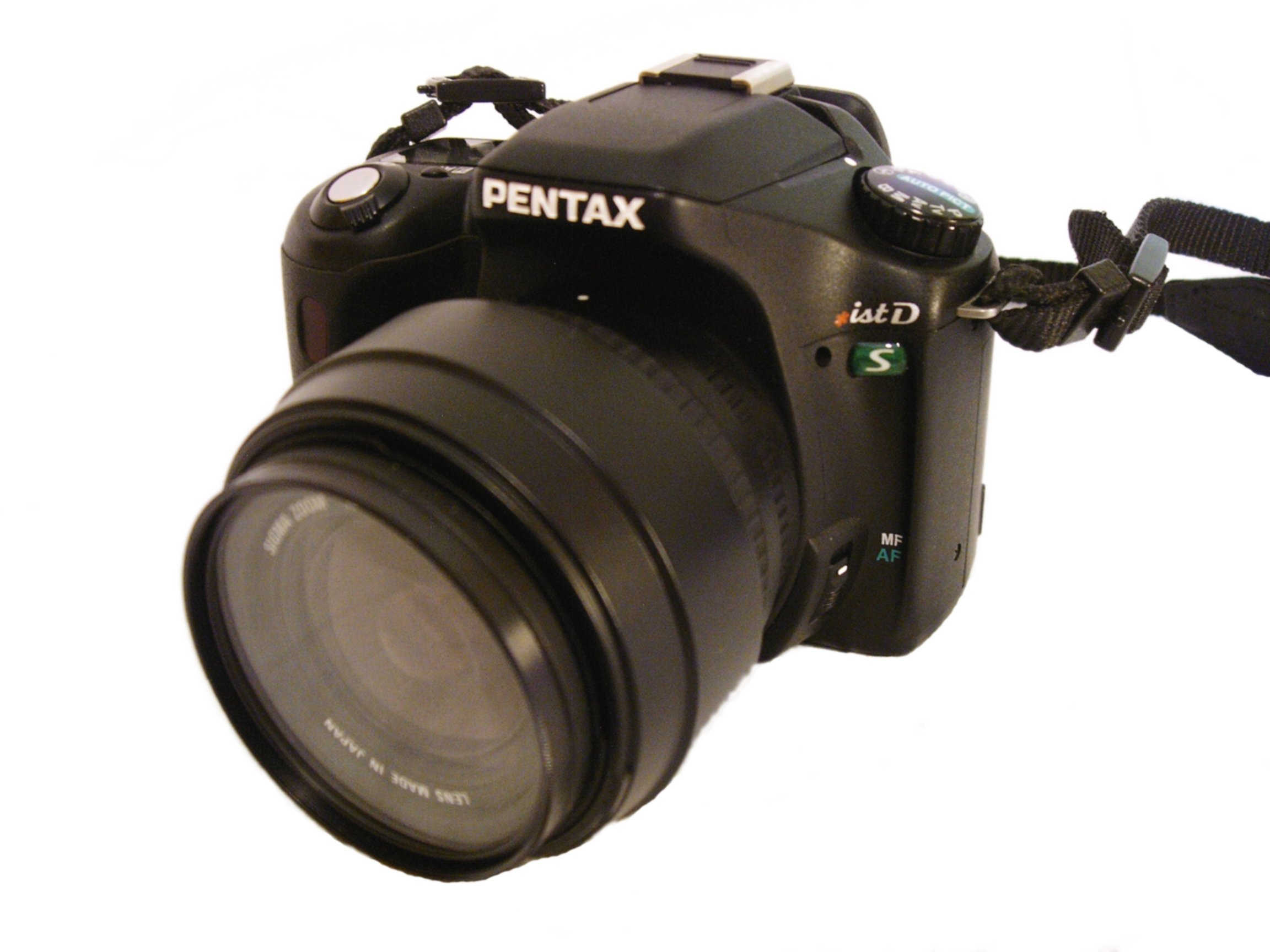
ペンタックス *istDS

*ist DS
2004年11月発売。発売当時は世界最小を標榜。APS-C専用のシャッターユニットの採用など、よりデジタルに最適化されたため、*ist Dよりもよりコンパクトになり、デザインもより*istに近い物となった。610万画素。KAFマウント。記憶媒体はSDメモリーカード。当初はブラックモデルのみだったが、後にシルバーモデルが追加された。なおDS2リリース後のファームウェアアップデート（ver. 2.00）により、ソフトウェア面ではDSもDS2と同等にまで引き上げられ、差異はLCDサイズのみになった（DSは2.0インチ、DS2は2.5インチ）。DS以降の記憶媒体は当初SDメモリーカードになっているが、いずれもファームウェアのアップデートによりSDHC対応となる。

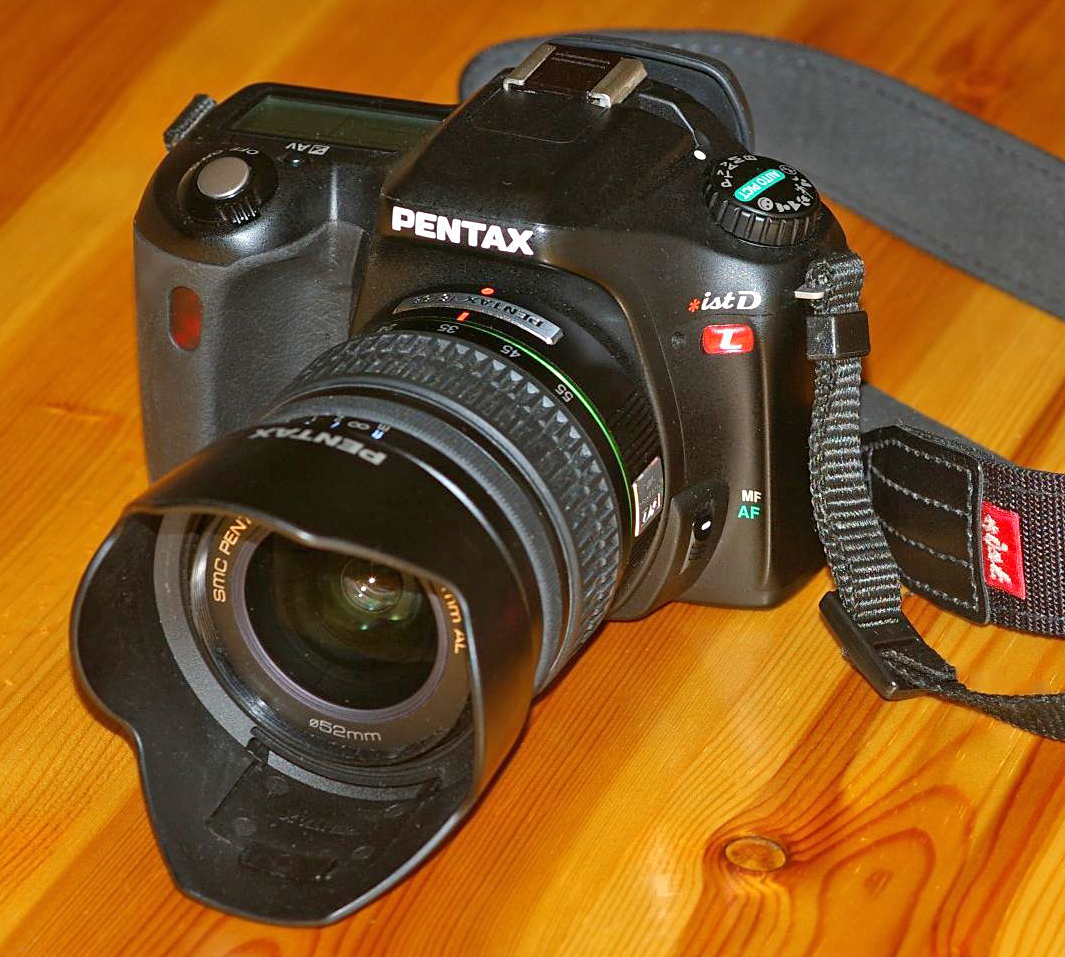
ペンタックス *ist DL

*ist DL
2005年7月発売。発売当時は世界最軽量（470g）を標榜。*ist DSよりもコンパクトになった。610万画素。コストダウンと軽量化のため、ファインダーはペンタダハミラーに変更され、スクリーン交換も不可能となった。記憶媒体はSDメモリーカード（ファームウェアバージョン1.03以上でSDHC対応）。
*ist DS2

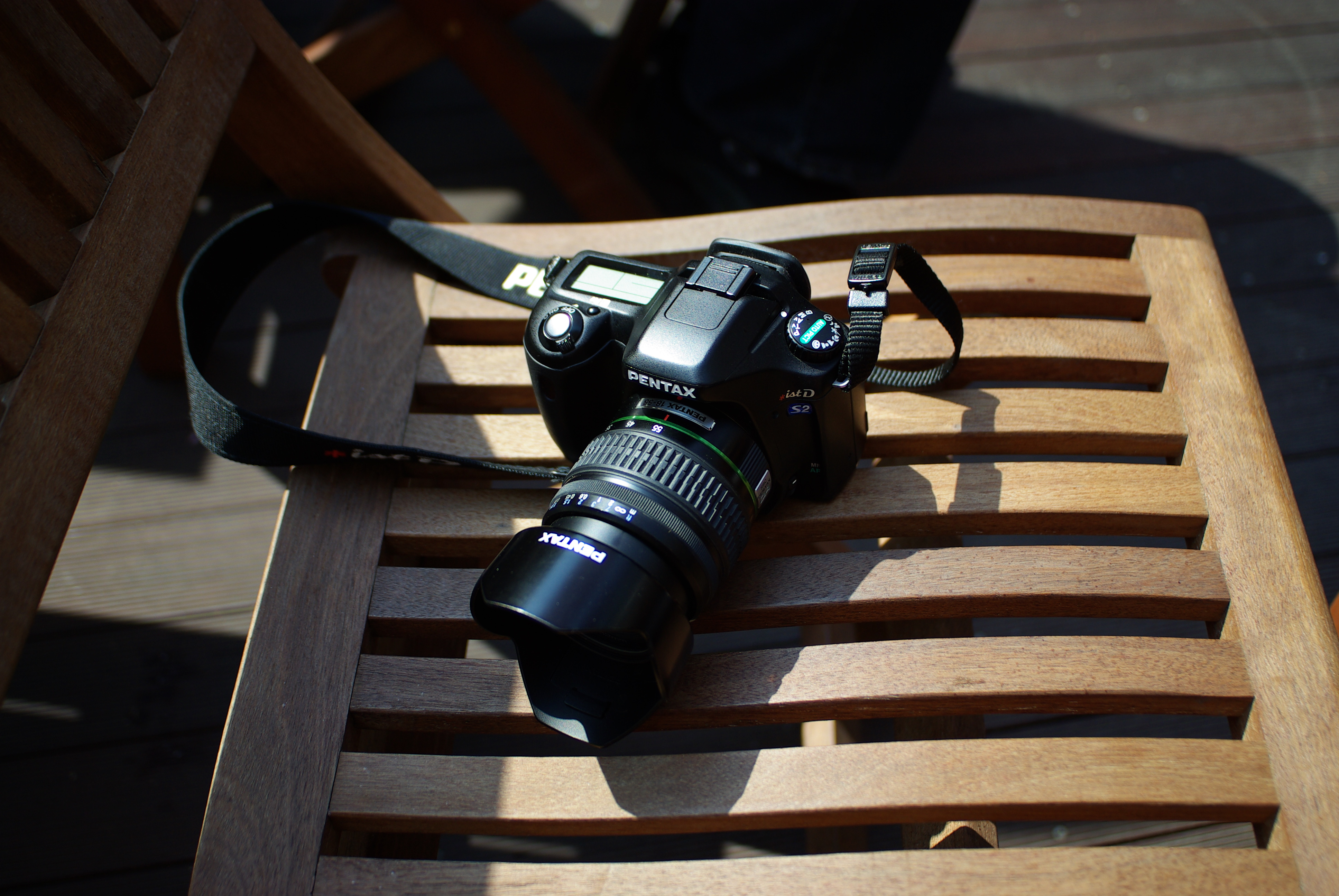
ペンタックス *istDS2

2005年9月発売。*ist DSの後継機。KAFマウント。背面LCDのサイズ等、格下のDLがDSを上回った部分を吸収。シルバーモデルは無い。
*ist DL2

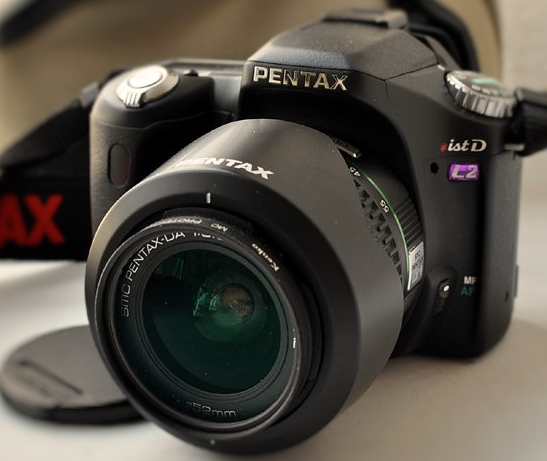
ペンタックス *istDL2

2006年2月発売。*ist DLの後継機。KAFマウント。オートフォーカスセンサーがDLの3点から5点に強化される。

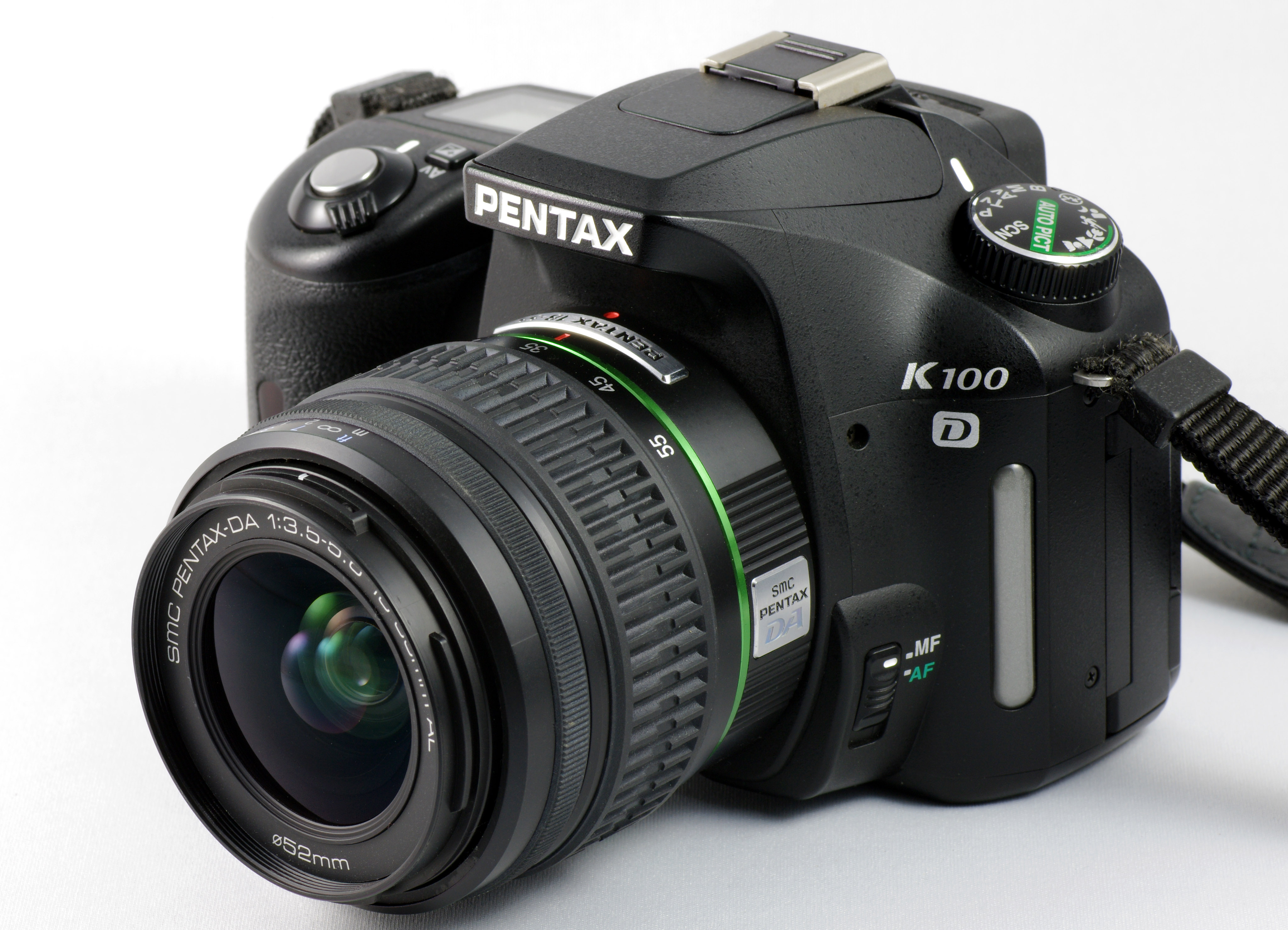
ペンタックス K100D

K100D
2006年7月発売。撮像素子に有効画素数610万画素ソニー製CCDセンサーを採用。KAFマウント。*ist DL2の後継機と言われている。*ist Dシリーズの欠点であったオートフォーカスの遅さや、「鮮やか」モードでの階調つぶれ等、JPEG出力品質などの欠点を改良し、PENTAXの一眼レフカメラとしては初めてボディ内手ぶれ補正「Shake Reduction（SR）」を採用したカメラである。SRは装着可能なすべてのレンズで機能させることが出来る。オートフォーカスセンサーは*ist D, DS, DS2と同じくSAFOX VIII、11点測距、うち中央9点はクロス。コストダウンと軽量化のため、ファインダーはペンタダハミラーになっている。また背面のカーソルキーは円形ボタンから上下左右独立したボタンに、メモリーカード挿入部のカバーはボタン式からスライド式になった。背面LCDにも変更があり、視野角が広くなっているためあらゆる角度から覗くことができる。その他主なところは*ist DS2と*ist DL2のを継承した。記憶媒体はSDメモリーカード（ファームウェアバージョン1.02以上でSDHC対応）。

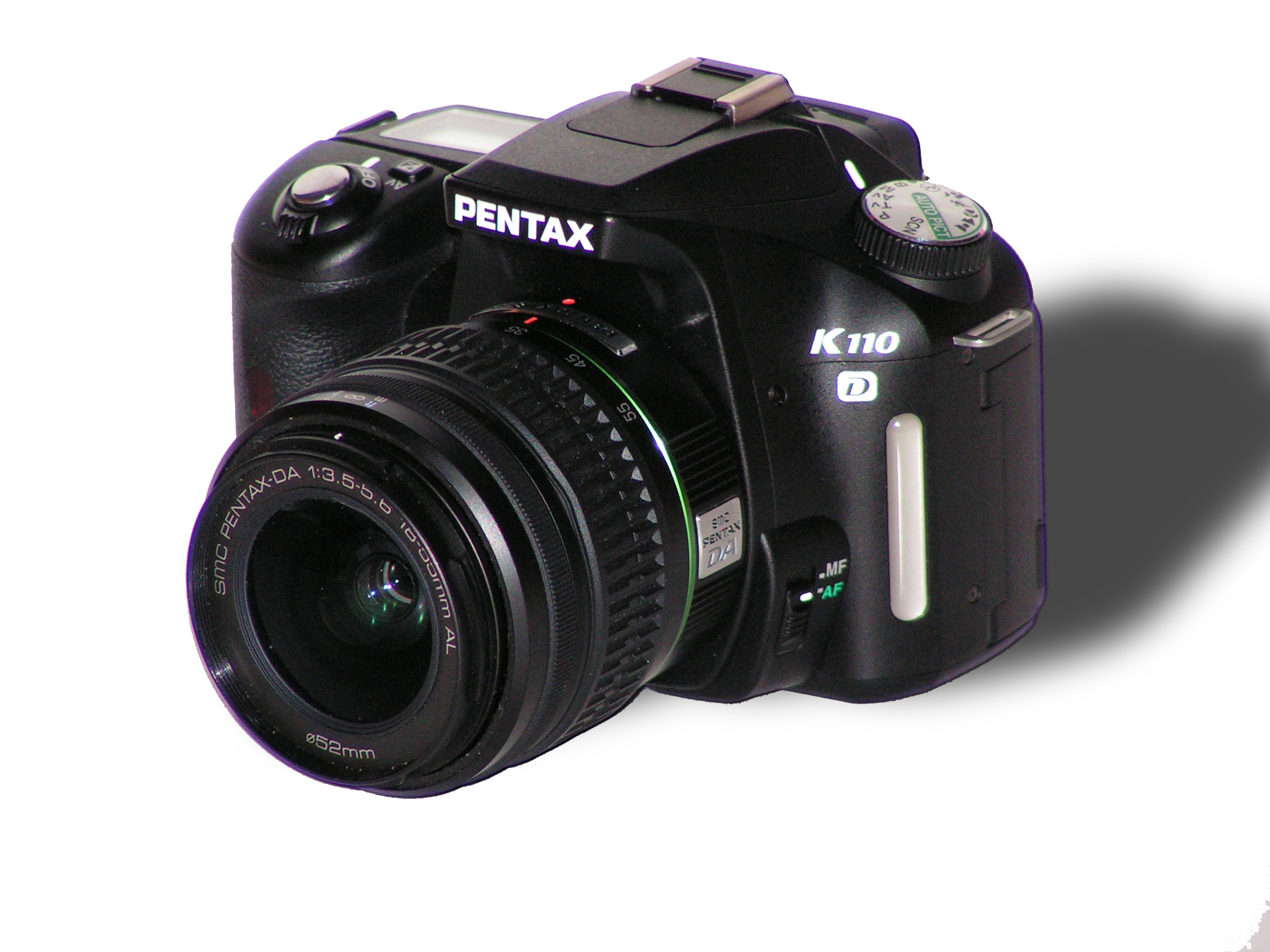
ペンタックス K110D

K110D
K100Dからボディ内手振れ補正機能を省略した海外モデルで、国内未発売。
K10D
2006年11月30日発売。撮像素子に有効画素数1020万画素ソニー製CCDセンサーを採用。KAF2マウント。*ist D/DSの後継と言われ、K100Dの上位機種にあたるハイアマチュア機。ペンタプリズムファインダー、11点測距オートフォーカス、ボディ内手振れ補正「Shake Reduction （SR） 」を採用、同社では初めての1000万画素クラスデジタル一眼レフカメラ。22bit A/D変換や、新開発の画像処理エンジン「PRIME（Pentax Real Image Engine）」、SR機構を応用したダストリダクション、72箇所のシーリングによる防塵防滴機構、開発中の超音波モータ内蔵レンズに対応（同機能のためにマウントはKAF2が採用された）…等により注目を集めた。ハイパーマニュアル露出／ハイパープログラム自動露出を採用している他、デジタルカメラならではの新たな露出モードとして新たに「感度優先AE」「シャッターおよび絞り優先AE」が加えられた。なおハイアマチュア機としては珍しく、モードダイヤルにシーンモード（ピクチャーモード）を搭載していない（メニューでも選ぶことができない）。縦位置レリーズ付きバッテリーグリップ（D-BG2）も発売された。記憶媒体はSDメモリーカード（SDHC対応）。なお、ヨーロッパのカメラ賞 “TIPA ベスト・エキスパート・デジタル一眼レフカメラ 2007”受賞に続いて、日本の“カメラグランプリ 2007”も受賞、さらに“EISA ヨーロピアン カメラ オブ ザ イヤー 2007-2008”をも受賞し、日本・ヨーロッパの主要カメラ賞3冠獲得を達成するなど、国内外から高い評価を受けた。
- K10D グランプリパッケージ

2007年7月12日発売。限定5000台。カメラグランプリとTIPAのダブル受賞を記念した特別意匠で、グリップラバーがダークブラウンに変更され、ロゴや機種名などが白色から金色に変更されているほか、液晶下部に「CAMERA GRAND PRIX 2007」と記載されている。同様にグリップの色が変更されたバッテリーグリップが同梱されている。
K100D Super
2007年7月12日発売。撮像素子に有効画素数610万画素ソニー製CCDセンサーを採用。K100Dのマイナーチェンジ型で、KAF2マウント（ただしFAレンズのパワーズームには非対応、発売時点でDAレンズのSDM用という扱い）に変更され、超音波モータ（SDM）内蔵レンズに対応した。また、ダストリダクションを搭載した。外見上の差は、機種名の「Super」の文字と正面右のウイングの色、側面のSDHCのプリントのみである。SDHC対応。PENTAXのデジタル一眼レフにおいて唯一、ファームウェアのアップデートがない点が特徴的である。

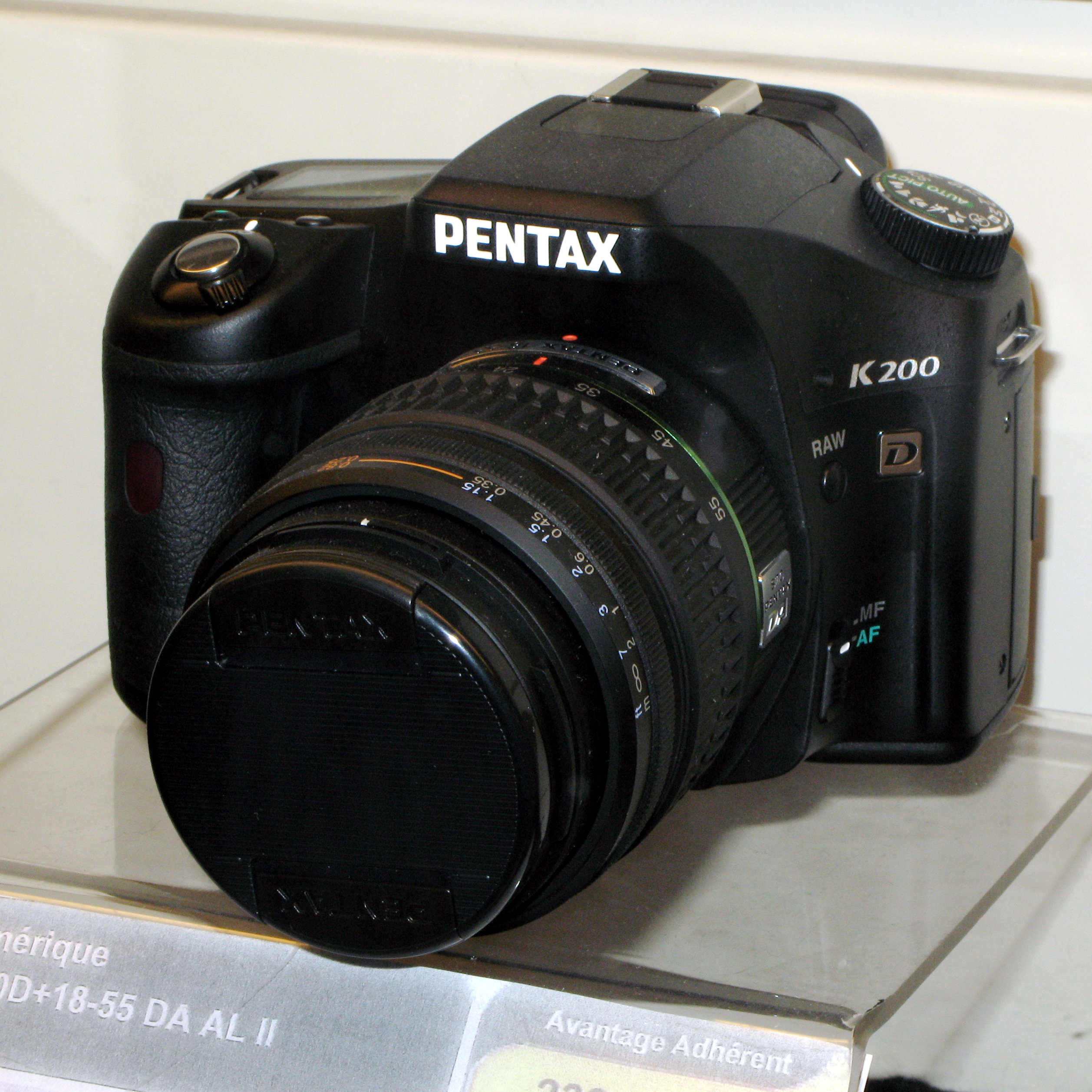
ペンタックス K200D

K200D
2008年2月22日発売。撮像素子に有効画素数1020万画素ソニー製CCDセンサーを採用。KAF2マウント。K100D Superの上位機という位置づけだが、実質的な後継機である。防塵防滴ボディとなり、ゴミ除去機構にはダストを感知してその状況をモニターに表示する「ダストアラート」機能が追加された。また専用のバッテリーグリップ（D-BG3）も発売された。液晶は2.7型モニターを採用。従来「ナチュラル」「鮮やか」の2種類だった画像仕上げを6種類に拡張し、詳細なパラメーター調整を可能にした「カスタムイメージ」を搭載。

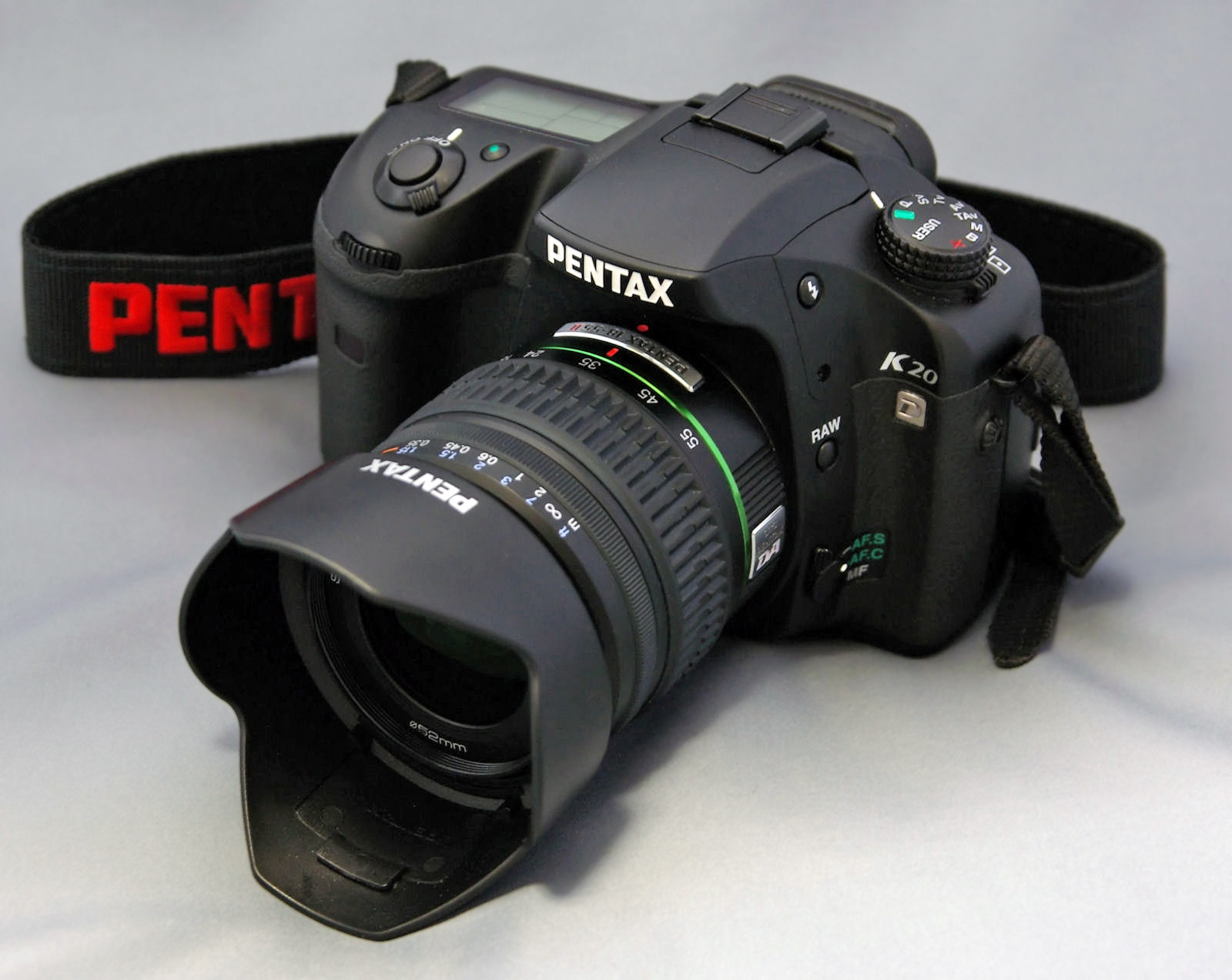
ペンタックス K20D

K20D
2008年3月7日発売。撮像素子に有効画素数約1460万画素のサムスン製CMOSセンサーを採用。KAF2マウント。PENTAXのデジタル一眼レフカメラとしては初となるライブビュー機能を採用している。K200Dでも採用された「カスタムイメージ」「ダストアラート」を搭載。液晶もK200Dと同じ2.7型。ボディも防塵防滴。
HOYAとの合併により、「ペンタックス株式会社」の商品としてはこのK20Dが最後となった。また、機種名にデジタルを表す「D」が入るのもこれが最後となる。
K-m
2008年10月24日発売。撮像素子にK200Dと同じ有効画素数1020万画素ソニー製CCDセンサーを採用。KAF2マウント。K200Dを置き換える形で発売された新しいエントリーモデルである。APS-Cサイズの撮像素子を採用した1000万画素以上のデジタル一眼レフカメラとしては当時世界最小。重量もCCD搭載Kシリーズの中で最も軽い（525g）。女性、及び初心者向き商品として開発され、機能を説明する「ヘルプボタン」を備える。海外での名称は「K2000」である。ペンタックスがHOYAに吸収合併されてから初めてのデジタル一眼レフカメラ商品。
- K-m white

2009年1月28日発売。全世界3000台限定で生産されたホワイトのカラーバリエーションモデル。レンズキットのみの販売で、レンズ（DA 18-55mm F3.5-5.6 AL）の外装もホワイトになっている。
- K-m olive

2009年4月24日発売。日本国内1000台限定で生産されたオリーブのカラーバリエーションモデル。「多様化するニーズに対応する」ために製品化されたという。本体色はマット仕上げで、シルバーのラインはオレンジに変更されている。ホワイトと同様に、オリーブ外装のレンズが付属するレンズキットのみの販売。
K-7
2009年6月27日発売。撮像素子に有効画素数約1460万画素のサムスン製CMOSセンサーを採用。KAF2マウント。K20Dを置き換える形で発売された新しいハイエンドモデルである。ボディはK20Dより一回り小型化。また同社のデジタル一眼レフカメラとして初となるマグネシウム合金の外装となり、防塵・防滴に加えマイナス10度までの耐寒性能を加えた。画像エンジンは「PRIME」を改良した「PRIME II」となる。さらに同社デジタル一眼レフカメラ初となる動画撮影機能も搭載した。ほこり除去機能が超音波振動方式の「ダストリダクションII」に進化。背面モニターが92万画素の3型と大きくなった。さらに、内部のCMOSセンサーの角度を変えることができ、手動設定による構図調整や、自動で構図の傾きを補正する機能も備えている。また、CMOSセンサー位置制御の技術を応用し、同社の一眼レフカメラ初のファインダー視野率約100%を実現している。新たにバッテリーグリップ（D-BG4）も用意された。
フィルムカメラの *ist 以来進化のなかったAFセンサーにも手が入れられ、光源の種類を判定するセンサーを設け精度の向上と低輝度での性能を改善した「SAFOX VIII+」を採用した。
- K-7 Limited Silver

2010年3月13日発売。限定1000台。ボディをシルバーとしたカラーバリエーションモデル。フォーカシングスクリーンは黄金分割マットを使用（標準タイプは非搭載）。ボディのみでレンズキットの発売はない。
K-x
2009年10月16日発売（レッドのみ同月17日発売）。撮像素子に有効画素数約1240万画素のソニー製CMOSセンサーを採用しライブビュー撮影が可能になった。KAF2マウント。K-mの後継機で、カラーは「レギュラーカラー」としてブラック・ホワイト・レッドの3種を用意し、さらに「20色のボディカラー」と、各ボディカラーごとに設定された「全9色中5色のグリップカラー」の合計100種類の組み合わせから好みのバリエーションをオーダーできる「オーダーカラー」システムを用意した。動画撮影機能も搭載。重量はK-mより10グラム軽くなった。（515g）なお、レンズキット及びダブルズームキットのみの販売で、単体では発売しない。また、当製品のオーダーカラーシステムはK-r発売により2010年9月30日をもって終了した。
- K-xコレジャナイロボモデル

2009年11月発売。「コレジャナイロボ」とのコラボレーション製品。オンラインショップ限定で100セットのみ発売。ストロボ部にはコレジャナイロボの「顔」がザリガニワークスによる直筆で描かれている。同梱のキットレンズは特別仕様である。
- TOWER RECORDS×PENTAX RAINBOW K-x

2010年7月発売。タワーレコードとのコラボレーション製品で、1000セットの限定発売で、タワーレコード通販サイトのみの扱い。「フェス会場でひときわ輝く虹色デジタル一眼レフカメラ！」をコンセプトとしており、起動時の液晶画面はタワーレコード特別仕様となっている。また、同梱のキットレンズも特別仕様である。
K-r
2010年10月7日発売。K-xの後継機で、撮像素子のスペックはK-xとほぼ同じ有効画素数約1240万画素のソニー製CMOSセンサーを採用。KAF2マウント。K-xからスーパーインポーズ機能追加、SDXCメモリーカード対応など機能向上が図られている。AFセンサーは新世代の「SAFOX IX」を採用し基本性能を向上させた。またエントリーモデルながら秒6コマの連射速度を持つ。当機種唯一のユニークな機能「フォトチャレンジャー」は、撮影画像のexif情報と赤外線通信を利用して、他のK-rユーザーと対戦ゲームが出来る。バッテリーは専用リチウムイオン電池となったが、オプションで単3電池も使用可能。重量はK-xから多少増加（544g）。レギュラーカラーはブラック・ホワイト・ピンクの3種で、K-x同様のオーダーカラー受注サービスが用意されており、本体12色+グリップ10色の120種類の組み合わせから好みの選択が可能となっている。同時に発表されたレンズDA35mmF2.4ALのオーダーカラー含む12色と合わせると、1440種の組み合わせが可能となる。
- K-rコレジャナイロボモデル

2011年1月発売。「K-xコレジャナイロボモデル」に引き続き実施された、「コレジャナイロボ」とのコラボレーション製品。オンラインショップ限定で100セットのみ発売。今回は、ザリガニワークス直筆のストロボ部に描かれたコレジャナイロボの「顔」に加え、ロボの頭部を模した「ストロボキャンセラー」が付属した。レンズはDA35mmF2.4ALが付属し、カラーリングも特別仕様となっている。
- PENTAX K-r BONNIE PINK MODEL

2011年3月発売。歌手のBONNIE PINKとのタイアップ商品。限定100台。同梱のキットレンズは特別仕様である。
- リラックマ×PENTAX K-r コラボレーションモデル

2011年7月発売。キャラクター「リラックマ」とのコラボレーション製品。限定1000台。ストロボ部正面にリラックマの顔、側面に「Rilakkuma」のロゴが配置されている。
- TOWER RECORDS×PENTAX RAINBOW K-r

2010年7月発売。タワーレコードとのコラボレーション製品で、1000セットの限定発売で、タワーレコード通販サイトのみの扱い。起動時の液晶画面はタワーレコード特別仕様となっている。また、同梱のレンズDA35mmF2.4ALも特別仕様である。
K-5
2010年10月15日発売。K-7の後継機。K-7との主な違いは、撮像素子に有効画素数約1628万画素のソニー製CMOSセンサーを採用。最高感度はISO51200(カスタム設定)、連写速度が秒7コマに向上、SDXCメモリーカード対応、動画撮影機能では、最大1,920×1,080ピクセル、25fpsのフルHD記録に対応。AFセンサーに「SAFOX IX+」を採用し、従来より合焦性能を向上させた。
- K-5 Limited Silver

2011年3月発売。限定1500台。ボディをシルバーとしたカラーバリエーションモデル。ボディのみでレンズキットの発売はない。上面と背面の液晶パネルに強化ガラスを採用している。
- K-5 Silver Special Edition

2012年3月23日発売。限定1500台。マーク・ニューソンデザインの超薄型レンズ「smc PENTAX-DA 40mmF2.8 XS」をシルバーとしたカラーバリエーションモデルが付属する。ボディのみの発売はない。
K-30
2012年6月29日発売。K-5とK-rの中間となる新機種として発表された。最上位機以外では初採用となる2ダイヤルのUIや、防塵防滴、スクリーンも交換可能な視野率約100%のペンタプリズムファインダーなど、K-5に近い装備となっている。有効画素数約1628万画素のCMOSセンサーを採用。AFセンサーに「SAFOX IXi+」を採用し動体追従性能などを向上させた。動画はH.264/AVC形式30fpsのフルHDとなるなど基本性能も向上させている。ただし、連写速度(秒6コマ)、シャッター速度(1/6000秒)、感度(カスタム時ISO25600)、肩部サブ液晶がない点などはK-rに準じている。SDXC対応。
デザインワークも変更された。ペンタプリズム部などの外形が直線基調から曲線基調に変化したほか、グリップなどラバー部分にパンチング風の凹凸が付けられるなど、タフさやスポーティさを表したものとなっている。
カラーバリエーションは、基本9色 それぞれクリスタル(光沢)とシルキー(非光沢)あわせて18色のうち、ブラック、クリスタルホワイト、クリスタルブルーの3色がレギュラーカラーとして流通し、残りの15色はオーダーカラーとして受注生産される。
K-5 II
2012年10月19日発売。K-5のマイナーチェンジモデル。AFセンサーに「SAFOX X」を採用。低照度時の検出限界を拡大し、大口径レンズのAF精度を向上させた。また、液晶モニターの屋外視認性を改善している。
K-5 IIs
2012年10月19日発売。撮像素子からローパスフィルターの機能を省いた他は、K-5 IIと同スペック。
K-50
2013年7月5日発売。有効画素数約1628万画素のCMOSセンサーを採用。防塵防滴、視野率約100%のプリズムファインダーなど、エントリー機でありながら、上位機種のK-30にほぼ共通するスペックとなっている（ISO感度など、一部は上回る）。また、キットレンズが防滴仕様になった。オーダーカラー受注サービスが用意されており、レギュラーカラーの3種（ブラック・ホワイト・ピンク）を含め、合計120パターンのバリエーションから選択が可能。この機種より新たに電磁式絞り駆動機構を搭載したレンズに対応するようになった。
K-500
K-50から防塵防滴、電子水準器、AF時のスーパーインポーズ等の一部機能が省略されている海外モデル。
K-3
2013年11月1日発売。K-5 II/IIsの後継モデル。撮像素子にAPS-Cサイズ相当の有効2,435万画素ソニー製CMOSセンサーを採用。光学ローパスフィルターを省く代わりに、レンズ交換式デジタルカメラで世界初となる「ローパスセレクター」の機能を新たに採用。センサーシフト式手ブレ補正機構「SR」機能を利用して撮像素子をサブピクセル単位で上下左右に微小駆動させ、光学ローパスフィルターと同様のモアレ低減効果をもたらす。また、駆動量の加減によってローパス効果の選択も可能にした。8.6万画素RGB測光センサー、測距点27点のAFセンサー「SAFOX11」など、基本性能も従来機種から大幅にアップしている。新たに対応するバッテリーグリップ（D-BG5）が用意された。
- K-3 Premium Silver Edition

2013年11月29日発売。カメラ本体と同梱のバッテリーグリップにシルバー塗装を施した世界2,000台限定のシルバーカラーモデル。
- K-3 Prestige Edition

2014年8月29日発売。カメラ本体と同梱のバッテリーグリップに、ペンタックスでは初となるガンメタル塗装を施した世界2,000台限定のガンメタリックカラーモデル。
K-S1
2014年9月19日発売。ボディ各所の操作部材にLEDライトを備え、カメラの操作状態によって点灯内容が変化する「ボディライトインターフェース」を搭載。撮像素子は有効約2012万画素CMOSセンサーで、K-3に引き続き光学ローパスフィルター非搭載の代わりにローパスセレクターの機能を搭載。レギュラーカラーとしてブラック、ホワイト、ブルーの３種が用意される他、オーダーカラー受注サービスで９種が用意される。
- K-S1 Sweets Collection

2014年12月19日発売。受注生産。受注期間は2014年10月23日～11月30日。スイーツをテーマにした、3つのカラーモデル。ボディはホワイトで、グリップはライムパイ、ストロベリーケーキ、ブルークリームソーダの3色が用意された。レンズキットのみの発売。
K-S2
2015年3月6日発売。世界最薄の標準ズームレンズ18-50mmREと合わせ、防塵防滴仕様のレンズ交換式デジタル一眼レフとしては世界最小最軽量を謳っている。撮像素子はK-S1に引き続き有効約2012万画素CMOSセンサー。新たにバリアングル液晶モニターとNFC対応Wi-Fi機能を搭載。レギュラーカラーとしてブラック、ホワイト、ブラック×オレンジの他、オーダーカラー受注サービスとして、ネイチャーコレクション3種類、スポーツコレクション4種類が用意されている。
K-3 II
2015年5月22日発売。K-3 の後継モデル。新機能としては、センサーシフトの機能を利用して撮像素子を1画素単位で動かして4枚の画像を連続撮影し、カメラ内で自動合成して高精細な画像を作成する「リアル・レゾリューション・システム」を搭載。また、ペンタ部からポップアップストロボを省く代わりに、GPSユニットと電子コンパスを内蔵した。ペンタックスのオートフォーカス一眼レフにおいてポップアップストロボを搭載しなかったのは、本機が初めてである。
K-1
2016年4月28日発売。中判フィルムカメラ「67II」を小型化したような外観ながら、ペンタックスKマウントの市販機では初の35mmフルサイズ機である。有効3640万画素CMOSセンサーを採用。感度はISO100〜204800。画像処理エンジンは「PRIME IV」。AFシステムは33点測距のSAFOX12。手ブレ補正機構はシャッタースピード5段分・5軸補正のセンサーシフト式「SRII」を搭載。SRIIを利用した「ローパスセレクター」「リアル・レゾリューション・システム」「アストロトレーサー」「構図微調整」「自動水平補整」の機能も搭載されている。また、絞り・シャッタースピードの設定をメインとした前後ダイヤルの他に背面右上に操作ダイヤルが新設され「スマートファンクション」でISO感度や露出補正機能等の操作の割当が設定できる。液晶モニターは、フレキシブルチルト式の可動モニターとした。バッテリーグリップ（D-BG6）が装着可能。
- K-1 Limited Silver

2017年9月15日発売。カメラ本体と同梱のバッテリーグリップにシルバー塗装を施した世界2,000台限定のシルバーカラーモデル。「FA Limited Silver」のレンズとベストマッチングのシルバーカラーと紹介されている。ロゴ入り限定メタルホットシューカバーが付属する。
K-70
2016年7月22日発売。撮像素子はAPS-Cサイズ相当の有効約2424万画素CMOSセンサー。高度なノイズ処理をするアクセラレーターユニット、像面位相差とコントラストのハイブリッドオートフォーカス、スタンダードクラスとしては初の「リアル・レゾリューション・システム」を搭載。
- K-70 IR

K-70をベースとした、赤外線カットフィルターを外し赤外線域の撮影を可能とした製品。手振れ補正SR II搭載のため、手振れ補正機能のみならず自動水平補正や構図微調整といった機能が使用できる。図書館や博物館、研究機関、官公庁などへの販売のみで、一般には販売されない。
KP
2017年2月23日発売。撮像素子はAPS-Cサイズ相当の有効約2432万画素CMOSセンサーを採用し、アクセラレータユニットを搭載して、超高精細画像とISO819200の超高感度撮影を実現。スナップ撮影にも適した小型設計に交換式グリップと上下チルト式3.0型液晶モニター、さらに優れた耐環境性能を両立。手ブレ補正機構は「K-1」で定評のあるシャッタースピード5段分・5軸補正のセンサーシフト式「SRII」を搭載。SRIIを利用した「ローパスセレクター」「リアル・レゾリューション・システム」「構図微調整」「自動水平補整」の機能も搭載されている。また「K-1」で定評を得た「スマートファンクション」には、新たに任意機能を3つ割り当て可能とした。ハイエンドクラス以外の機種としてはK200D以来となるバッテリーグリップ（D-BG7）が用意された。
- KP IR

KPをベースとした、赤外線カットフィルターを外し赤外線域の撮影を可能とした製品。手振れ補正SR II搭載のため、手振れ補正機能のみならず自動水平補正や構図微調整といった機能が使用できる。また、レンズ前面にIRカットフィルターを装着することで、通常モデルのKPとほぼ同様に、可視光線域の撮影が可能となる。図書館や博物館、研究機関、官公庁などへの販売のみで、一般には販売されない。
- KP J limited

2019年6月13日発売。受注生産。ボディマウント部にシチズン時計の加工技術「デュラテクトDLCコーティング」を行い、カスタムパーツとして職人の手仕上げによる特殊塗装を行った木製グリップと、多角形の特徴的なデザインを採用したトップカバー（ペンタ部に脱着可能）が付属している他、露出モードのユーザー設定には吉村和敏の監修による「PH-mode Yoshimura」の風景用撮影モードが追加されている。オーダーカラーは「ブラック&ゴールド」「ダークナイトネイビー」の2種類が用意されていた。2021年2月10日受注受付終了。

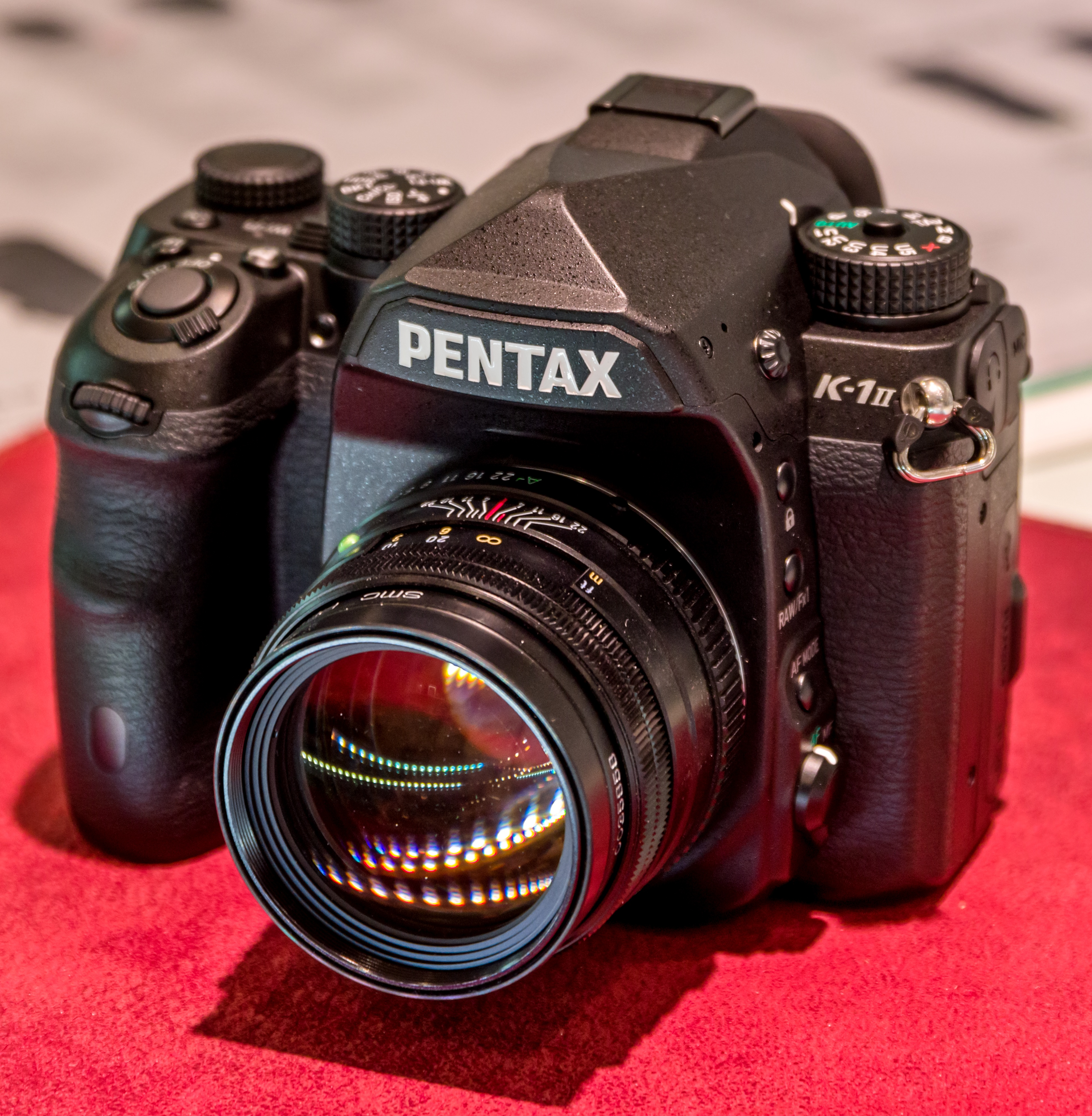
ペンタックスK-1 mkII

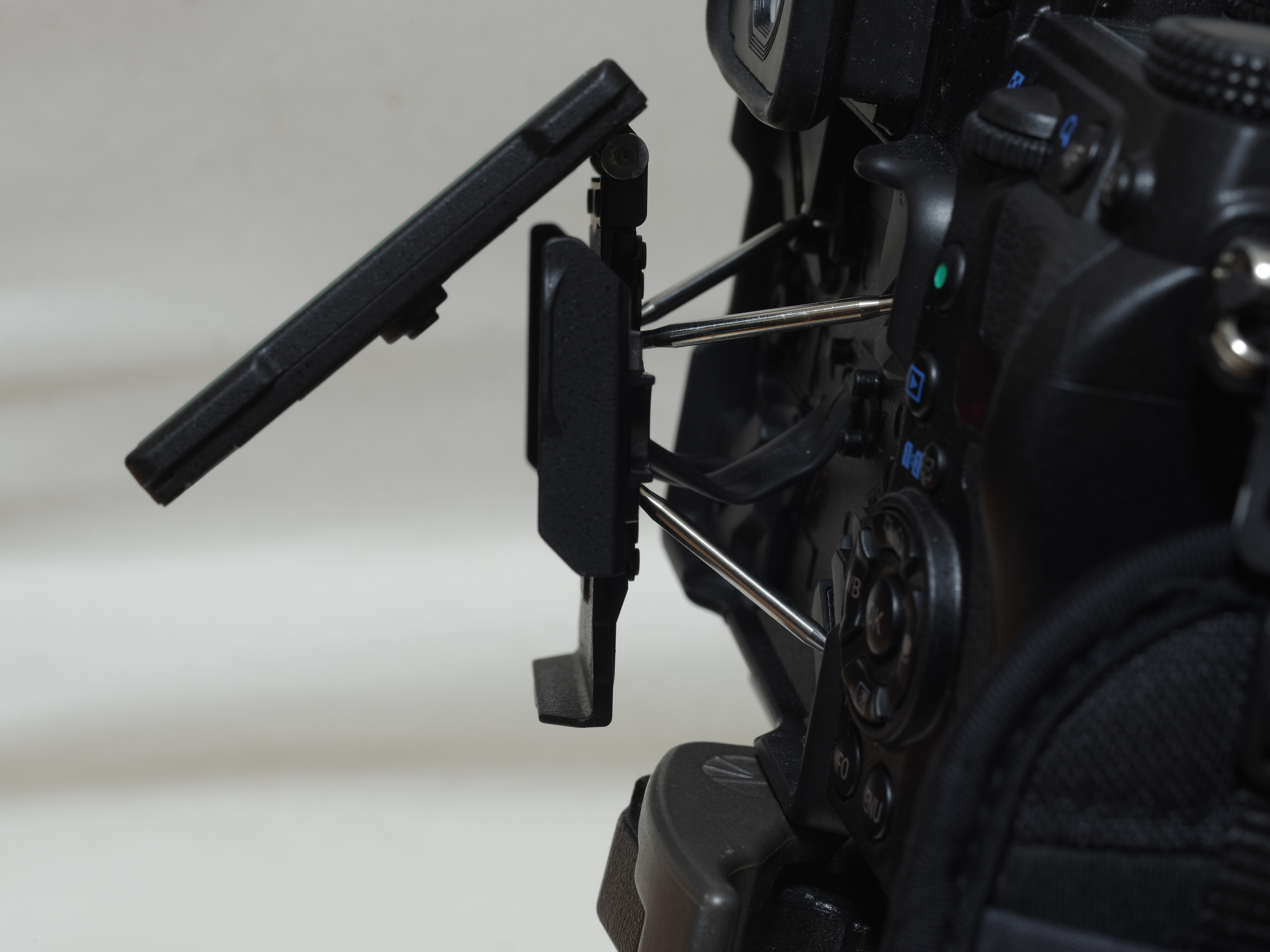
上記機種のフレキシブルチルト式モニター

K-1 Mark II
2018年4月20日発売。K-1のマイナーチェンジモデル。新たにアクセラレータユニットを搭載し、高感度撮影範囲をISO819200まで拡大、画質の向上もはかるとともに、「リアル・レゾリューション・システムII」では、手振れ補正機能との併用による手持ち撮影にも対応した。K-1との外観上の差は、正面の機種名とボディ底部のシールのみである。K-1のメイン基板を交換し、Mark IIと同等の機能にする期間限定の有償サービスも提供された。
- K-1 Mark II J limited 01

2021年4月30日発売。受注生産。KP J limitedと同様、ボディマウント部は「デュラテクトDLCコーティング」仕様。カスタムパーツには手仕上げによる切削と塗装を行った木製グリップの他、エンジニアリングプラスチック製のトップカバーBと真鍮削り出しのトップカバーAの2種類が付属。ペンタ部とボディ右部とトップカバーBには、一眼レフ「アサヒフレックス」当時から長年に渡って使用されていた「AOCo」マークがあしらわれている。また、露出モードのユーザー設定には吉村和敏監修の「PH-mode Yoshimura」と瀬尾拓慶監修の「PH-mode T.Seo」2種類の風景用撮影モードが追加されている。オーダーカラーは「ブラック&ゴールド」「スカーレットルージュ」「ビリジアン」「LX75 メタリック」の4種類が用意されている。

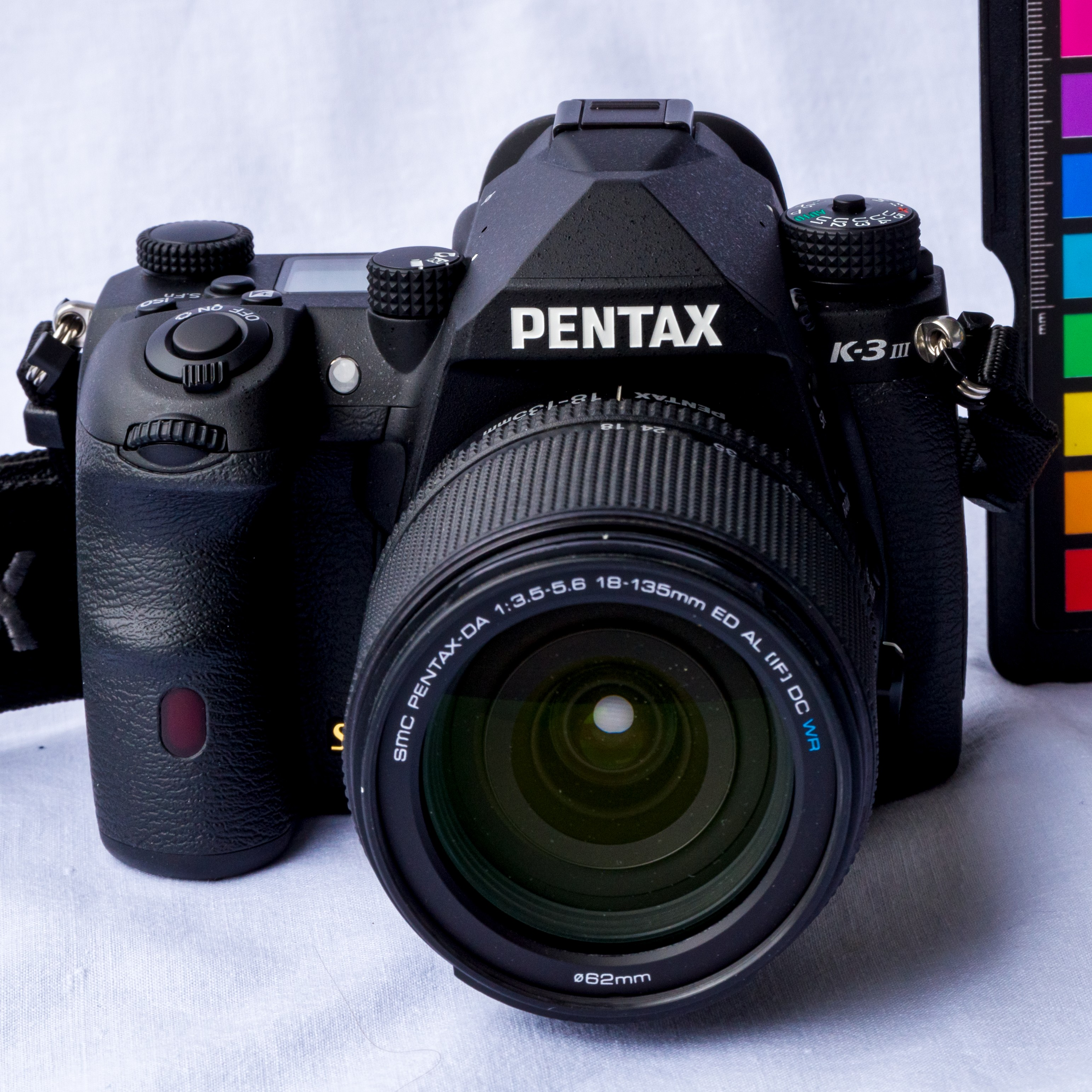
ペンタックス K-3 MarkIII

K-3 Mark III
2021年4月23日発売。K-3 Mark Ⅱの後継モデル。ファインダーは視野率約100%、倍率約1.05倍。アイレリーフの確保と、35mmフルサイズ機に匹敵する大きな視野を実現した。イメージセンサーは有効約2,573万画素の裏面照射型CMOS。設定感度はISO100-1600000。4K動画やフルHD動画記録にも対応し、ステレオマイク端子とヘッドホン端子を備える。AFシステムは101点測距・中央25点クロスの「SAFOX 13」。低輝度限界は、F2.8光束対応レンズを装着時に、対応する測距点を選んだ場合、-4EVまで対応。
- K-3 Mark III Monochrome

2023年4月28日発売。K-3 Mark IIIをモデルとしたモノクロ撮影専用デジタル一眼レフカメラ。撮像素子からベイヤー配列のカラーフィルターを省き、照度情報のみで高精細高画質のモノクロ画像を生成する。カスタムイメージもモノクロ版が用意される。
KF
2022年11月25日発売。スタンダードクラスで実質的にK-70の後継モデル。通常カラーのブラックと、リコーイメージング直販のみで台数限定のクリスタルブルー、クリスタルホワイト、オリーブ、ストーンのカラーバリエーションがある。

### 645マウント機

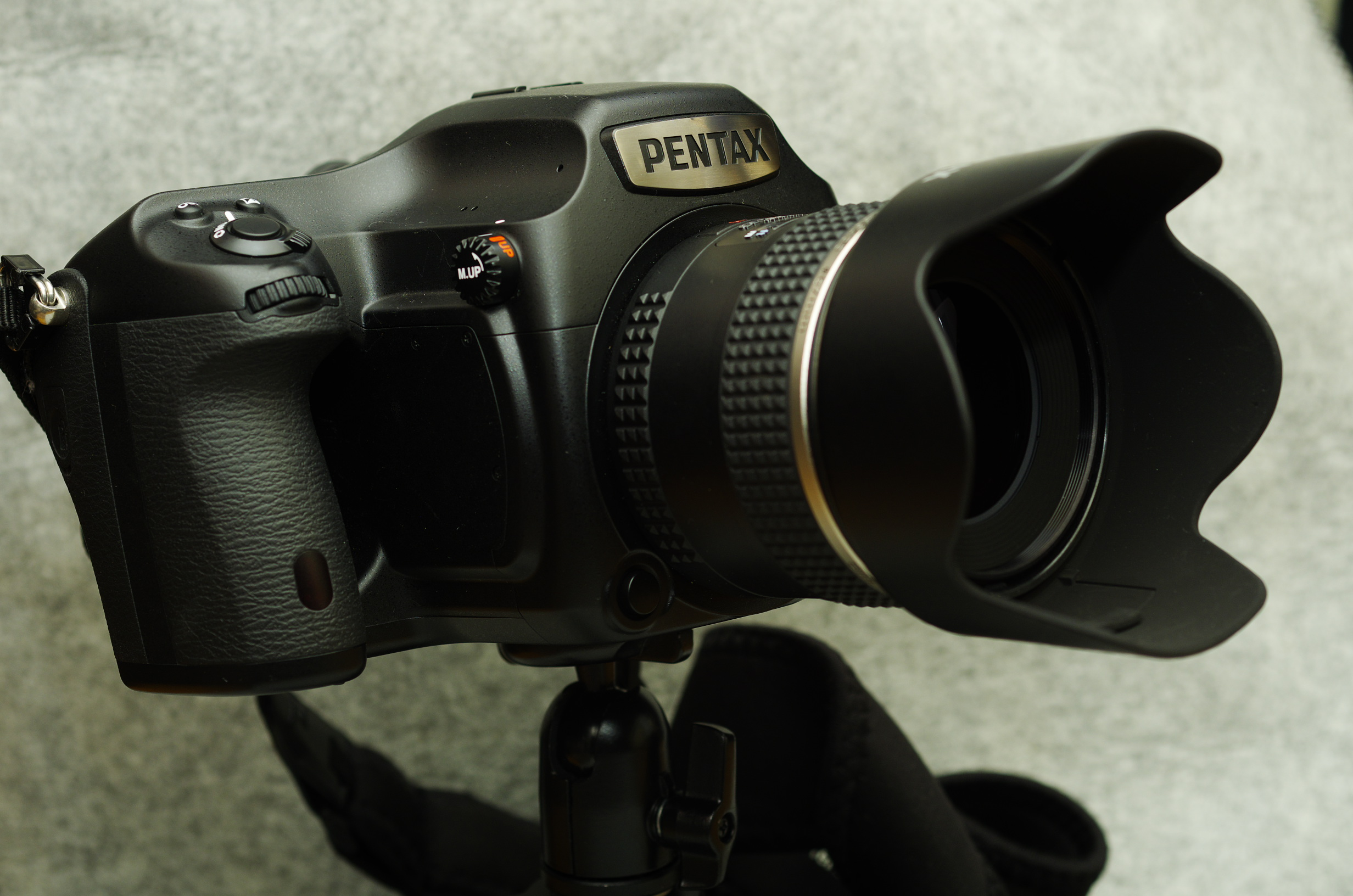
ペンタックス 645Z

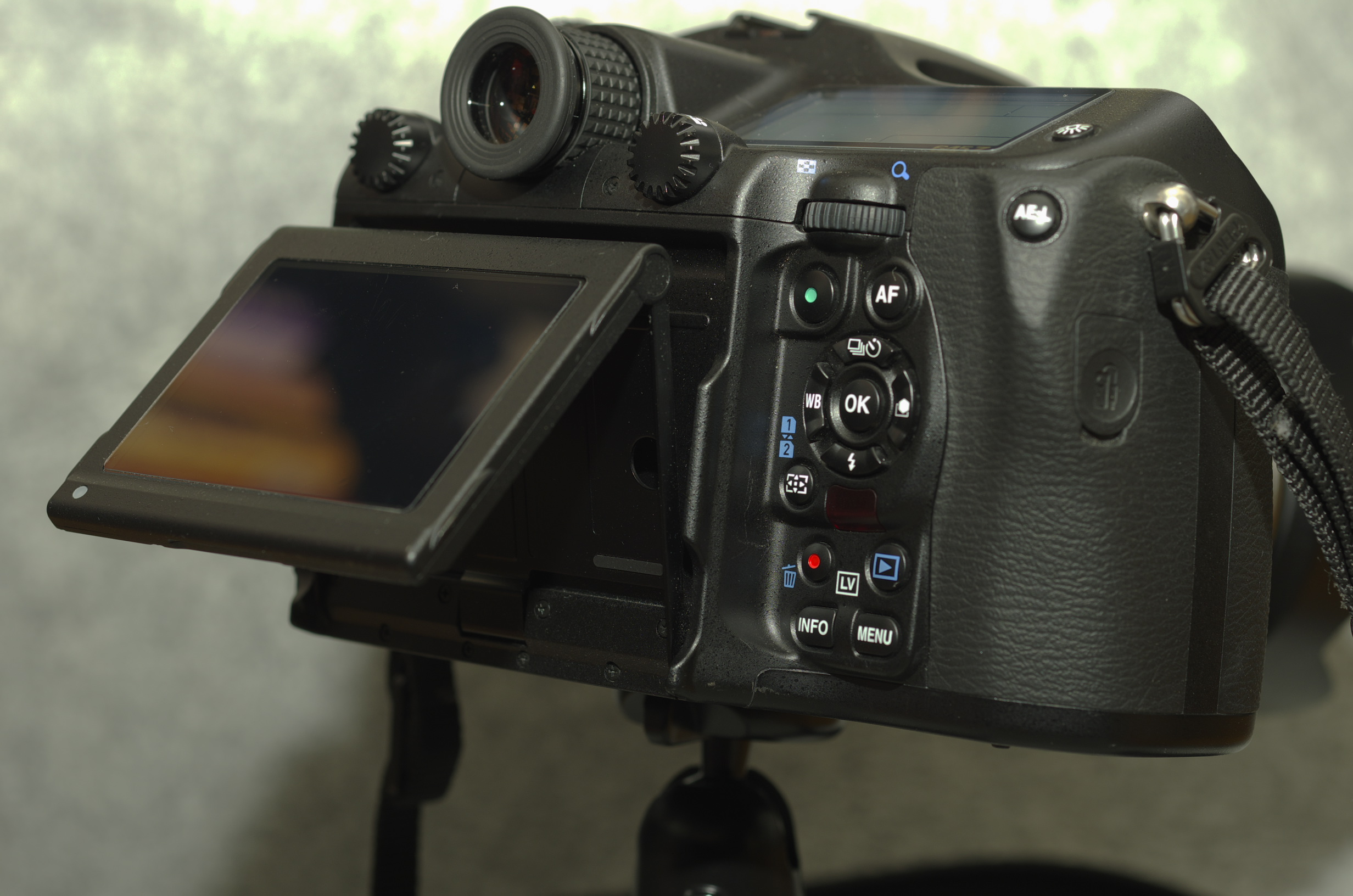
ペンタックス 645Z チルト液晶

中判フィルムカメラであるペンタックス645シリーズのマウントを備えた中判デジタル一眼レフカメラ。

最初に披露されたのはフォトイメージングエキスポ2005で、撮像素子1800万画素のCCDを採用した「645 Digital」（仮称）として参考出品された。その後、開発の一時凍結と再開の経緯を得て、2010年3月10日に仕様を一新した「645D」として再度発表された。なお、フィルムカメラ向けのペンタックス645マウント用交換レンズも、原則としてほぼ全てのレンズが使用可能である。

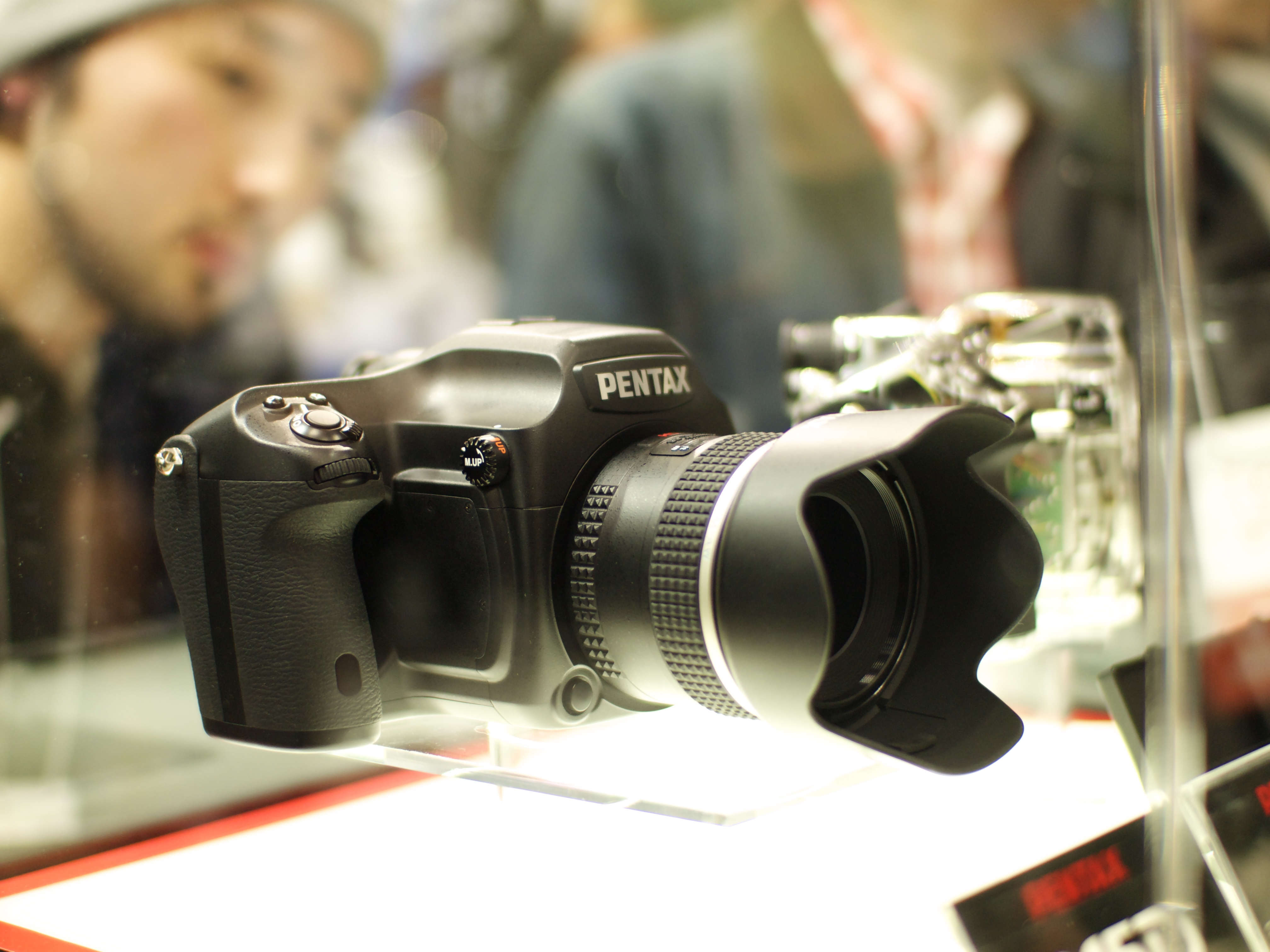
ペンタックス645D

645D

2010年6月11日発売。撮像素子に44mm×33mmのコダック製CCDセンサーを採用し、有効画素は4000万画素。解像力を優先しコストを下げるため、ローパスフィルタレスのCCDユニットとした。ボディ本体はマグネシウム合金の外装に防塵・防滴性能を有し、記憶媒体はSDメモリーカード（SDXC対応）のデュアルスロット。TTL開放77分割測光・電子水準器の搭載・AFセンサーに「SAFOX IX+」採用など、Kマウントデジタル一眼レフと同じ技術が多く投入されている一方、CCDセンサーを搭載したためライブビュー機能・動画撮影機能は非搭載で、センサーの大きさの関係からボディ内手振れ補正機能も搭載されていない。
従来のFA645レンズを駆動するボディ内モーターの他、新たにレンズ内にオートフォーカス駆動用の超音波モータを搭載したD FA645レンズにも対応している。そのため、新たに645AF2マウントを採用した。価格はオープンだが、発売時の実勢価格は80万円台半ばであった。“TIPA ベスト・プロフェッショナル・デジタル一眼レフカメラ 2011”・“カメラグランプリ 2011 大賞”受賞。
- 645D Japan

2011年7月20日～9月20日受注発売。通常品との主な違いは、ボディ外装を漆塗装・PENTAXロゴとモードダイヤル表記を金メッキ処理・グリップラバーを素材変更している他、LCDのバックライト色の変更や、付属のストラップと桐製の専用化粧箱が、カメラグランプリ受賞記念の特別仕様になっている。
- 645D IR

2012年12月12日発売。645Dをベースに赤外線フィルターを外し、赤外線撮影を可能とした製品。基本的な機能は645Dに準ずるが、赤外線撮影時はAFおよびAEが利用できない。また、非破壊鑑定用の撮影装置という位置づけから、博物館や研究機関などへの販売のみで一般向けの販売は行われておらず、購入時に使用条件を規定した契約書の締結が必要となる。
645Z
2014年6月27日発売。645Dからスペックアップした後継機。645Dと機能上の主な違いは、撮像素子に有効画素約5140万画素、43.8×32.8mmのソニー製CMOSセンサーを採用。最高感度はISO204800に対応、ライブビュー機能と動画撮影機能も新たに搭載した。また、連写速度は約3コマ/秒、液晶モニターがチルト式になり、K-3にも搭載された8.6万画素RGB測光センサー、測距点27点のAFセンサー「SAFOX11」を採用している他、シャッター耐久性の向上や、細かな操作性や撮影レスポンスの向上も図っている。価格は、ボディーにレンズを付けて税込み100万円前後の価格となったが、国内外の予約注文だけで約1,500台を越え発売直後に完売。しばらく店頭に商品が並ばないヒット作となった。
2023年7月の時点において、リコーイメージングのサイトでは「生産終了品」の扱いとなった。後継機種開発のアナウンスはなく、交換レンズのラインナップも縮小しており、1984年発売のフィルムカメラ「ペンタックス645」から続いて来た645シリーズ一眼レフの事実上の終息状態となっている。
- 645Z IR

2016年1月15日発売。645D IRと同様、645Zの赤外線カットフィルターを外して赤外線領域の撮影を可能とした製品。ベースとなった645Zで新たに搭載したライブビューの機能により、赤外光のピント合わせが容易になった。学術研究や官公庁等の専門機関向け受注販売品。

## デジタル一眼カメラ

### Qマウント機

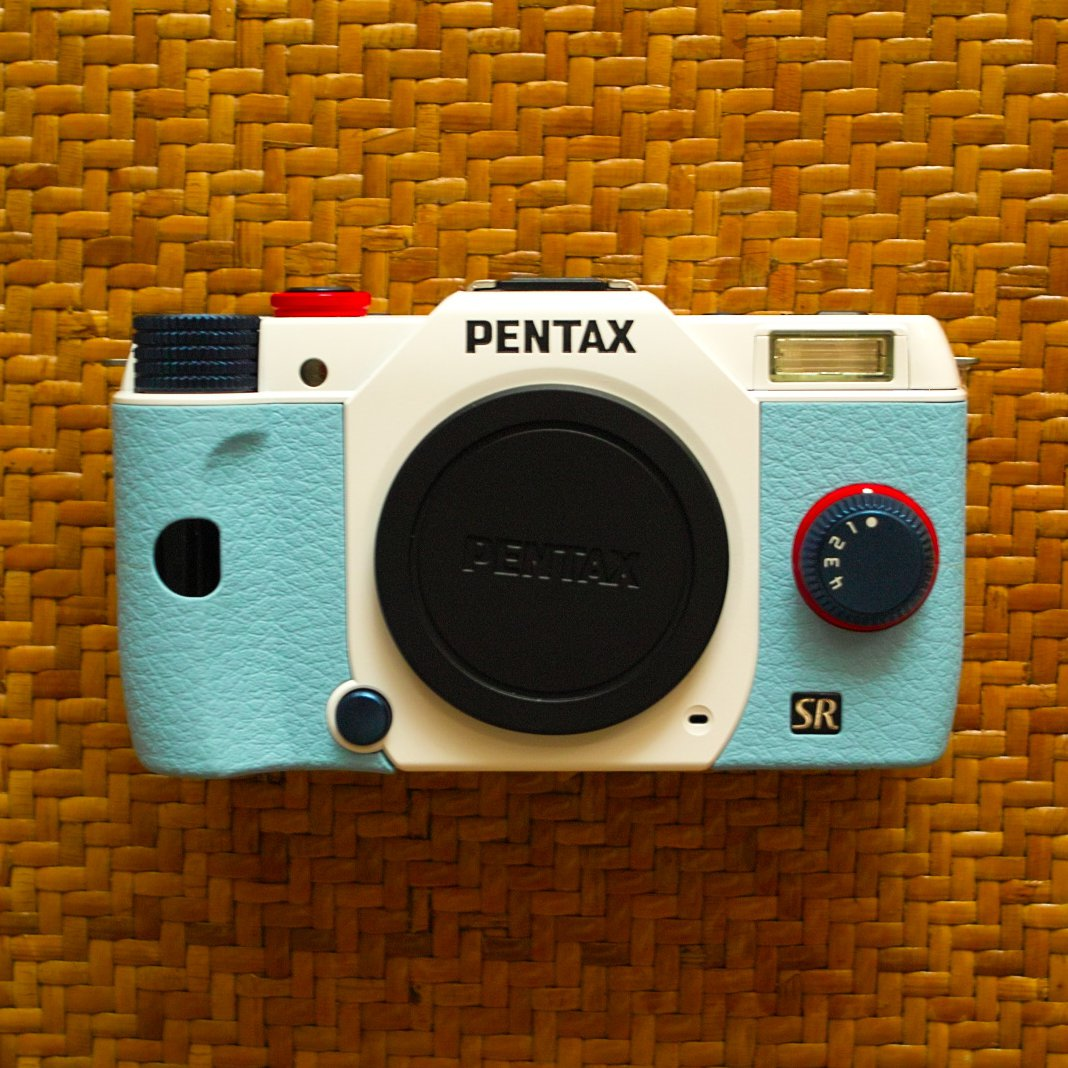
ペンタックス Q10

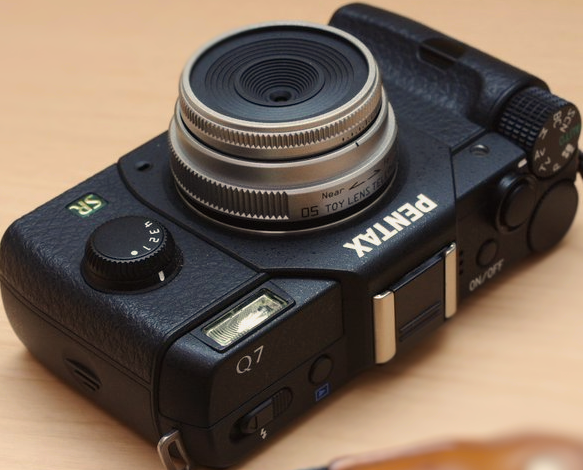
ペンタックス Q7

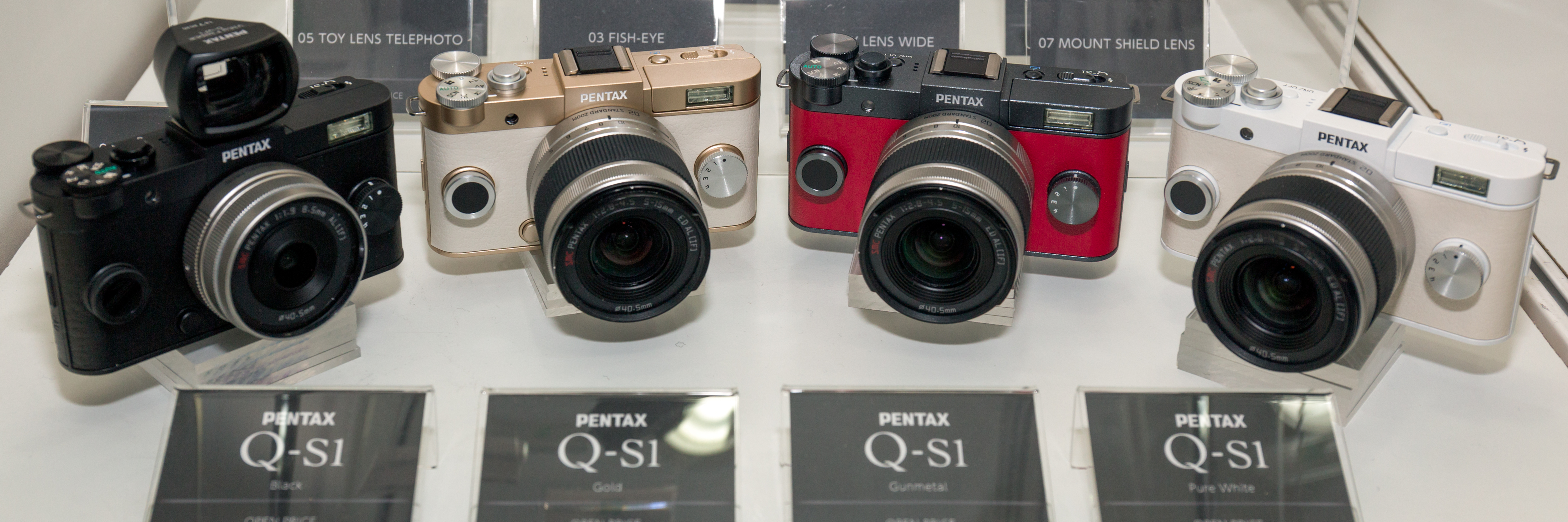
ペンタックス Q-S1

新開発のQマウントを備えたデジタル一眼カメラ。

2011年6月、レフレックスミラーを使用しないレンズ交換式デジタルカメラ（ミラーレス一眼カメラ）としてはペンタックス初となる「Q」を8月31日に発売し、レンズの新マウントとして「Qマウント」(Queen of DILC mount)を使用することを発表。
最初の機種の撮像素子は、1/2.3インチの裏面照射型CMOSセンサーを採用したが、後に1/1.7インチのセンサーを採用した機種も発売している。
なお、ペンタックスQマウント用交換レンズには、高画質を追求した高性能レンズシリーズと、小型軽量・リーズナブルなユニークレンズシリーズがある。

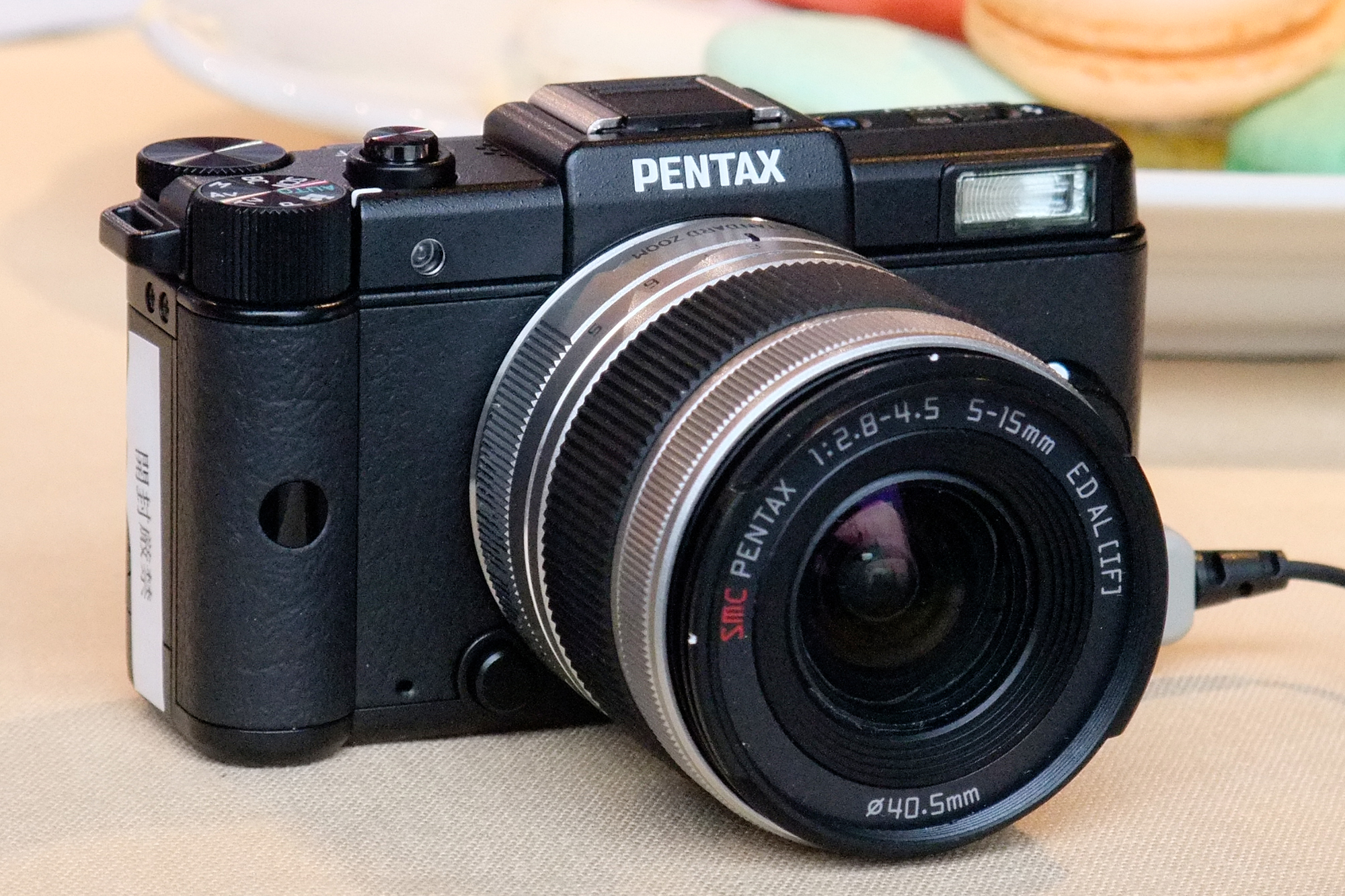
ペンタックスQ

Q

2011年8月31日発売。レンズ交換式デジタル一眼カメラ（DILC）。マグネシウム合金の外装で、レール式手振れ補正機構を持つ。ダストリムーバル機構は赤外線フィルタを超音波振動させる方式で、ローパスフィルタは持たない。マウントサイズは口径29mm、フランジバック9.2mm、情報ピンの数は10個。撮像素子には約1240万画素・1/2.3インチの裏面照射型CMOSセンサーを採用し、メカシャッター、自動絞り、オートフォーカス機構、NDフィルターは全てレンズ内に持つ（ユニークレンズを除く）。ボディカラーはホワイトとブラック。
- Q Limited Silver

2012年3月16日発売。限定1600台。ボディをシルバーとしたカラーバリエーションモデル。
- Q MAGENTA PINK

2012年4月28日発売。「ロエベ」とのコラボレーション製品で、ボディをマゼンタピンクとしたカラーバリエーションモデル。専用の“AMAZONA12”カメラケース、レンズケースとともにロエベの店舗にて限定販売される。ロエベのシグネチャーカラーであり、スペインの大地や日没の輝く空を思わせるゴールドカラーがかかった、ノスタルジックでアンニュイな写真が撮れる“オロ”フィルターを、スマートエフェクトの一つとして搭載している。
Q10
2012年10月26日発売。レンズ交換式デジタル一眼カメラ（DILC）。撮像素子の省電力化と、AFの高速化や解像感を高める等、Qから基本性能を向上させた。外装のプラスチック化を利用し、ボディカラーはブラック・シルバー・レッドの3種がレギュラーカラーとし、更にボディカラー20種類とグリップ部カラー5種類から100種類の組み合わせが選択できるオーダーカラー受注サービスと、グリップ部カラー10種類から選択できるグリップラバー交換サービスが用意されている。
- PENTAX Q10 エヴァンゲリオンモデル

2013年3月28日発売。各色限定1500台。映画『ヱヴァンゲリヲン新劇場版:Q』とのコラボレーションモデルで、綾波レイをイメージした「TYPE00:レイ」、初号機をイメージした「TYPE01:初号機」、式波・アスカ・ラングレーをイメージした「TYPE02:アスカ」の3色が用意されている。
Q7
2013年7月5日発売。撮像素子に約1240万画素、1/1.7型の裏面照射型CMOSセンサーを採用。ボディカラーはブラック・シルバー・イエローの3種がレギュラーカラーとし、更にボディカラー20種類とグリップ部カラー6種類から120種類の組み合わせが選択できるオーダーカラー受注サービスが用意されている。
- PENTAX Q7 コンプリートキット

2013年7月5日発売。限定1000台セット。ボディと、Qマウンレンズシリーズ7本全て（当時）、カメラバックセットの限定キット。01 STANDARD PRIME用のブラックのメタルフード（MH-RB40.5、通常はシルバーのみ）が同梱されている点が特徴である。
- PENTAX Q7 プレミアムキット

2014年4月18日発売。限定1000台セット。ボディと、Qマウント高性能レンズシリーズ4本、カメラバックセットの限定キット。コンプリートキット同様、メタルフードMH-RB40.5のブラックモデルが付属する。
Q-S1
2014年8月28日発売。Q7から外観を変更し、ボディ前面をフラットにして合皮素材を使用、円形の指掛かりを設けた。約1240万画素の1/1.7型MOSセンサーや各種スペックはQ7を継承するも、起動の高速化や、エフェクト機能の追加等、Q7より機能が向上した部分もある。ボディカラーはブラック×チャコールブラック、ピュアホワイト×クリーム、ガンメタル×カーマインレッド、シャンパンゴールド×クリームの4種がレギュラーカラーとして用意され、他にボディカラー5色とフロントシート8色の組み合わせから36種類の組み合わせが選択できるオーダーカラー受注サービスが用意されている。

### Kマウント機
135フィルムカメラおよびデジタル一眼レフカメラ向けと同じマウントであるKマウントを備えたデジタル一眼カメラ（ミラーレス一眼カメラ）。

マウント名である「K」を冠した「Kシリーズ」の一つとしてリリースされている。マウントはKAF2マウントで、過去のKマウントレンズについては原則としてほぼ全てが使用可能であるが、オートフォーカスレンズ以外のものでは制限が生じる。

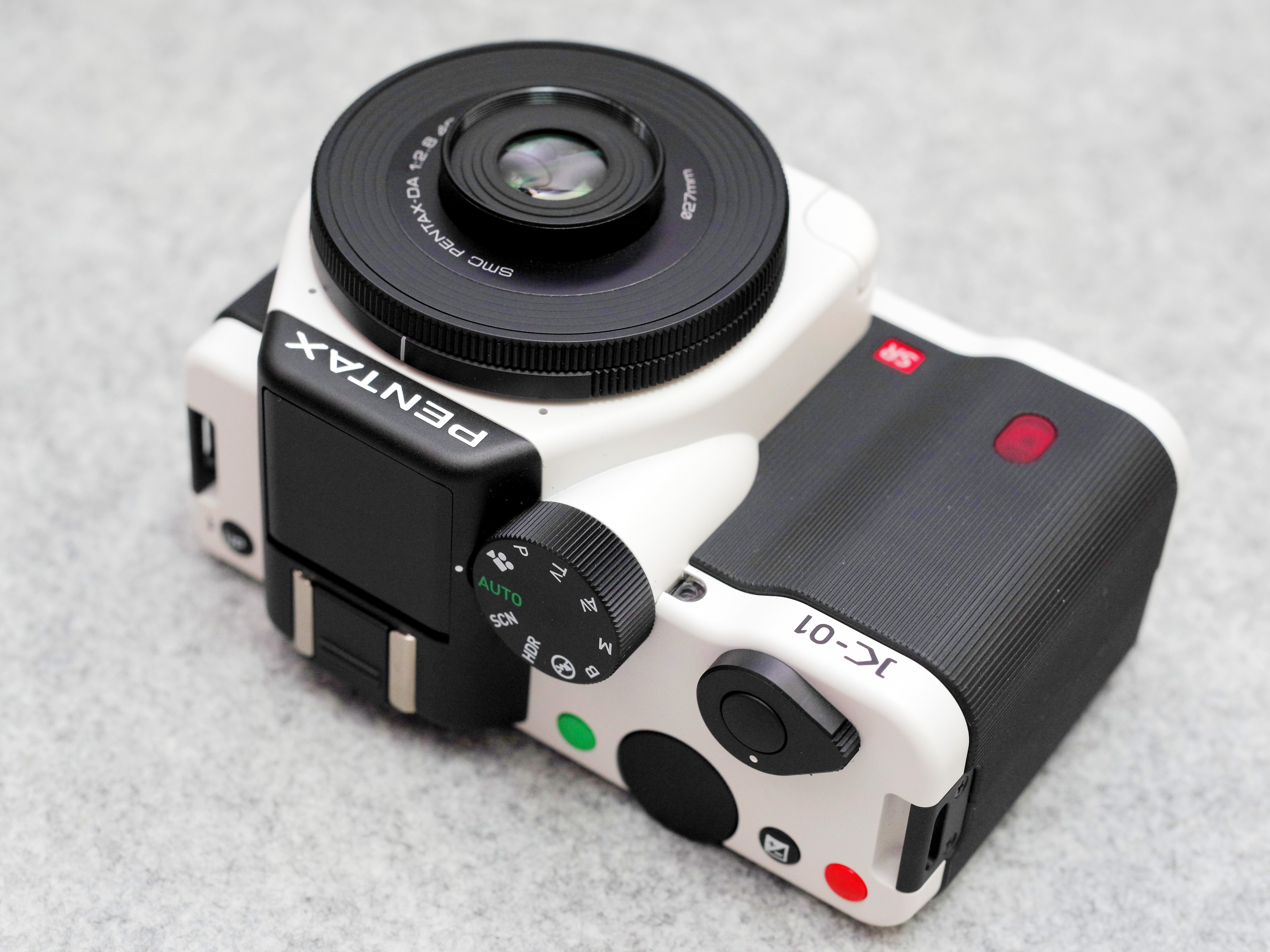
ペンタックス K-01(ホワイト×ブラック)

K-01

2012年3月16日発売。クイックリターンミラーや光学ファインダーを省略してミラーレス構造にしたデジタル一眼カメラ。外観は、インダストリアルデザイナーであるマーク・ニューソンによるデザインを採用しており、「PENTAX」のロゴマークが、MF一眼レフ時代の書体と同じ横長仕様になっているのが特徴的。同じ書体を採用したストラップO-ST120が新たに用意された。KAF2マウントを採用し、オートフォーカスはコントラスト検出方式。撮像素子のスペックは、APS-Cサイズ相当のソニー製CMOSイメージセンサーを搭載し、有効画素数はK-5等と同等の約1,628万画素。ライブビューを常時使用することを考慮して、従来より低消費電力となる新開発の撮像素子を採用している。感度はISO100-25600（カスタム設定時）。本体色は、ブラック×ブラック、ブラック×イエロー、ホワイト×ブラック、ブラック×シルバー。
2013年7月25日、新色グリップを採用したカラーバリエーションモデル「PENTAX K-01 レンズキット ホワイト×ブルー」を発売。

## コンパクトデジタルカメラ
画角については、全て35mm相当の値を記載している。

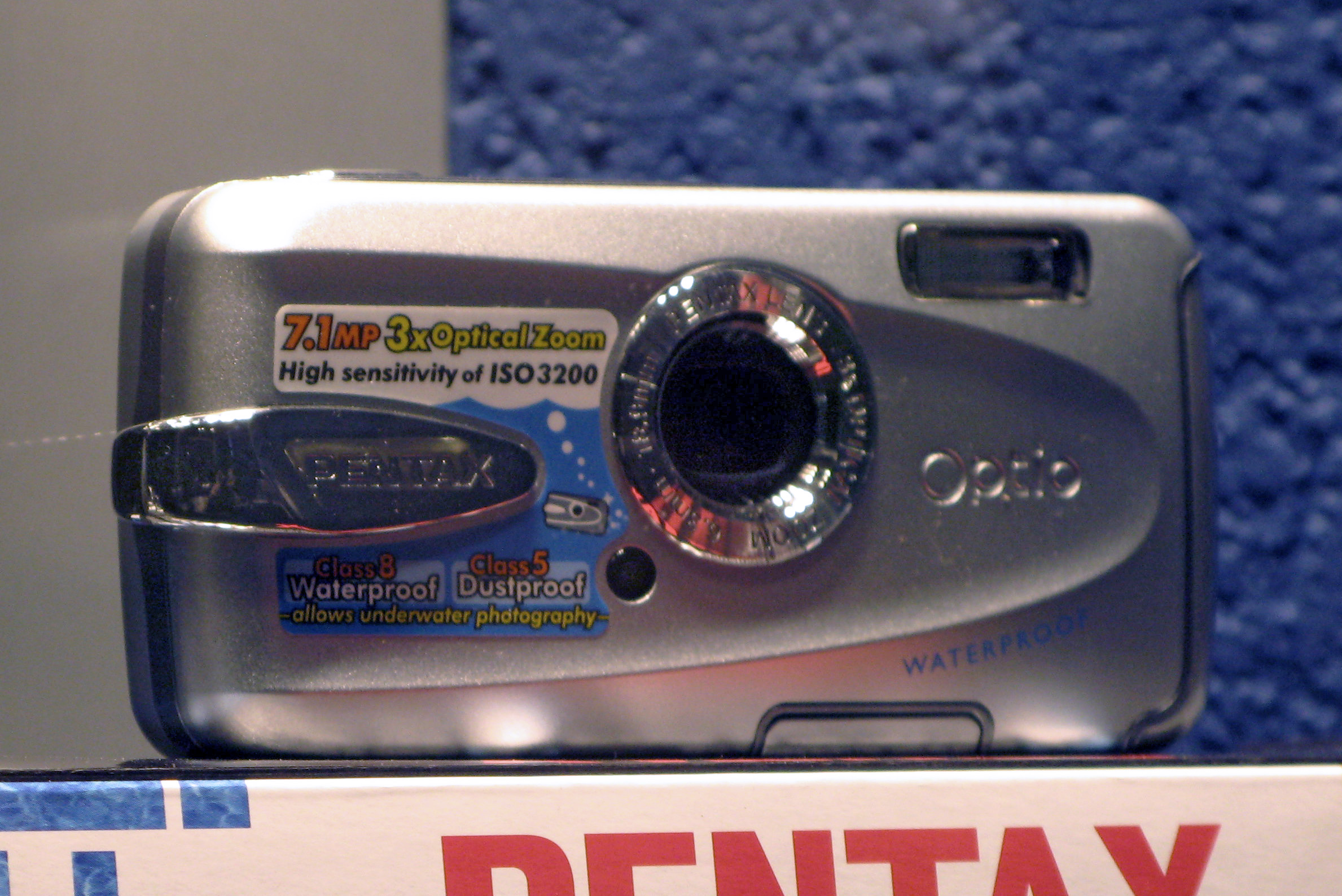
ペンタックス Optio W30

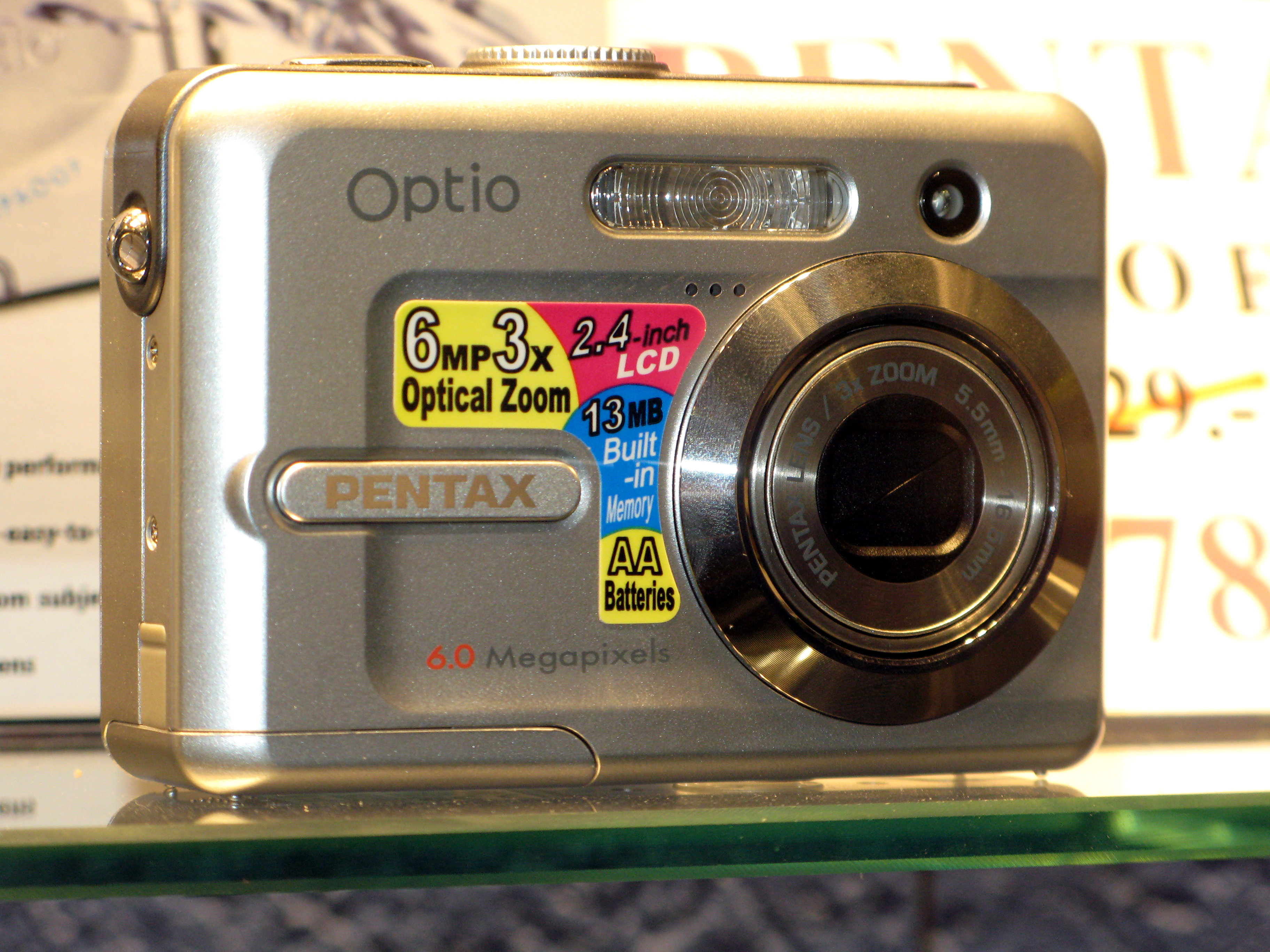
ペンタックス Optio E20

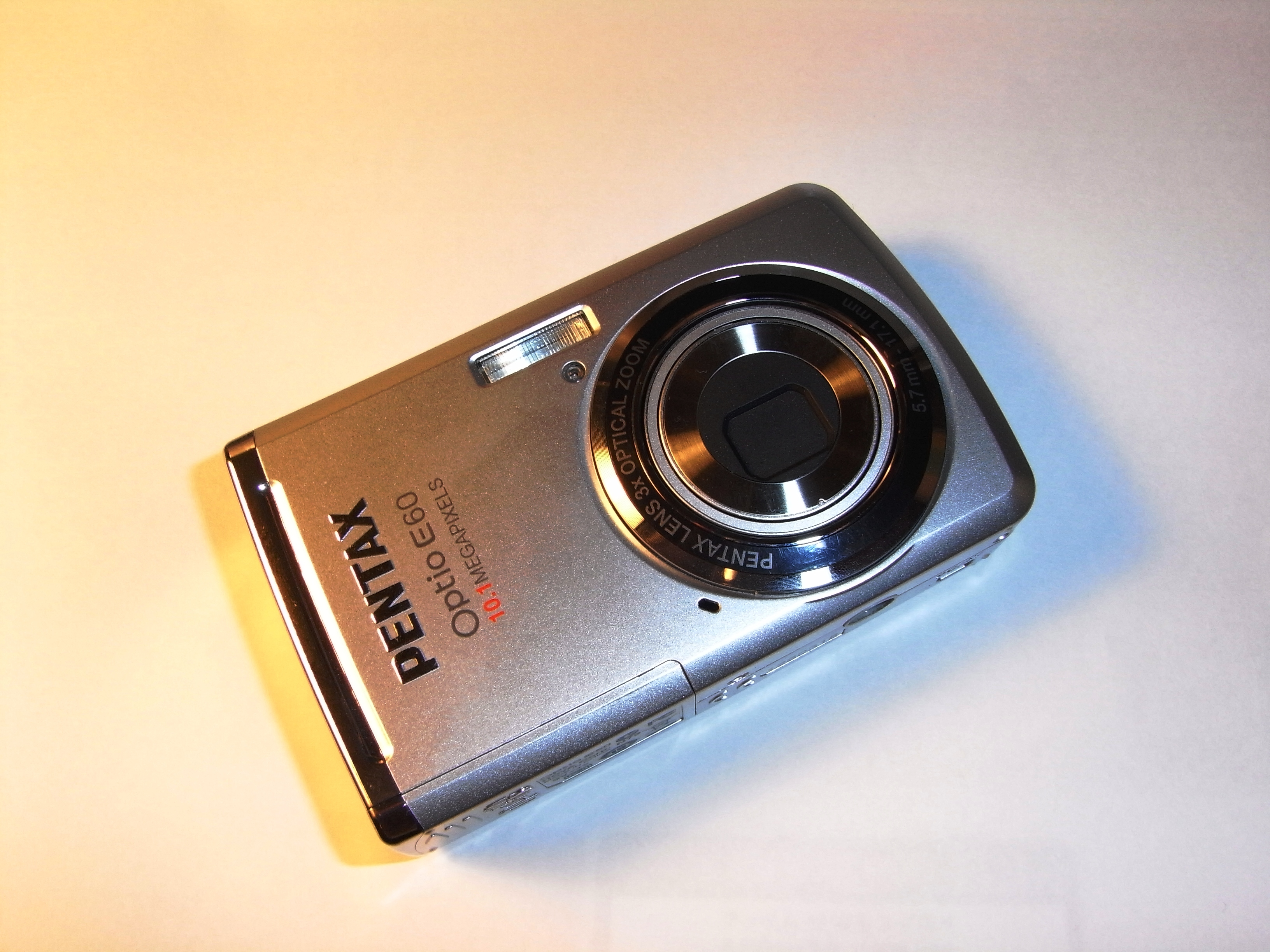
ペンタックス Optio E60

### オプティオ
ペンタックスのかつてのコンパクトデジタルカメラのブランド。2001年に発売された初代のOptio 330以降、Optioブランドで販売していた。

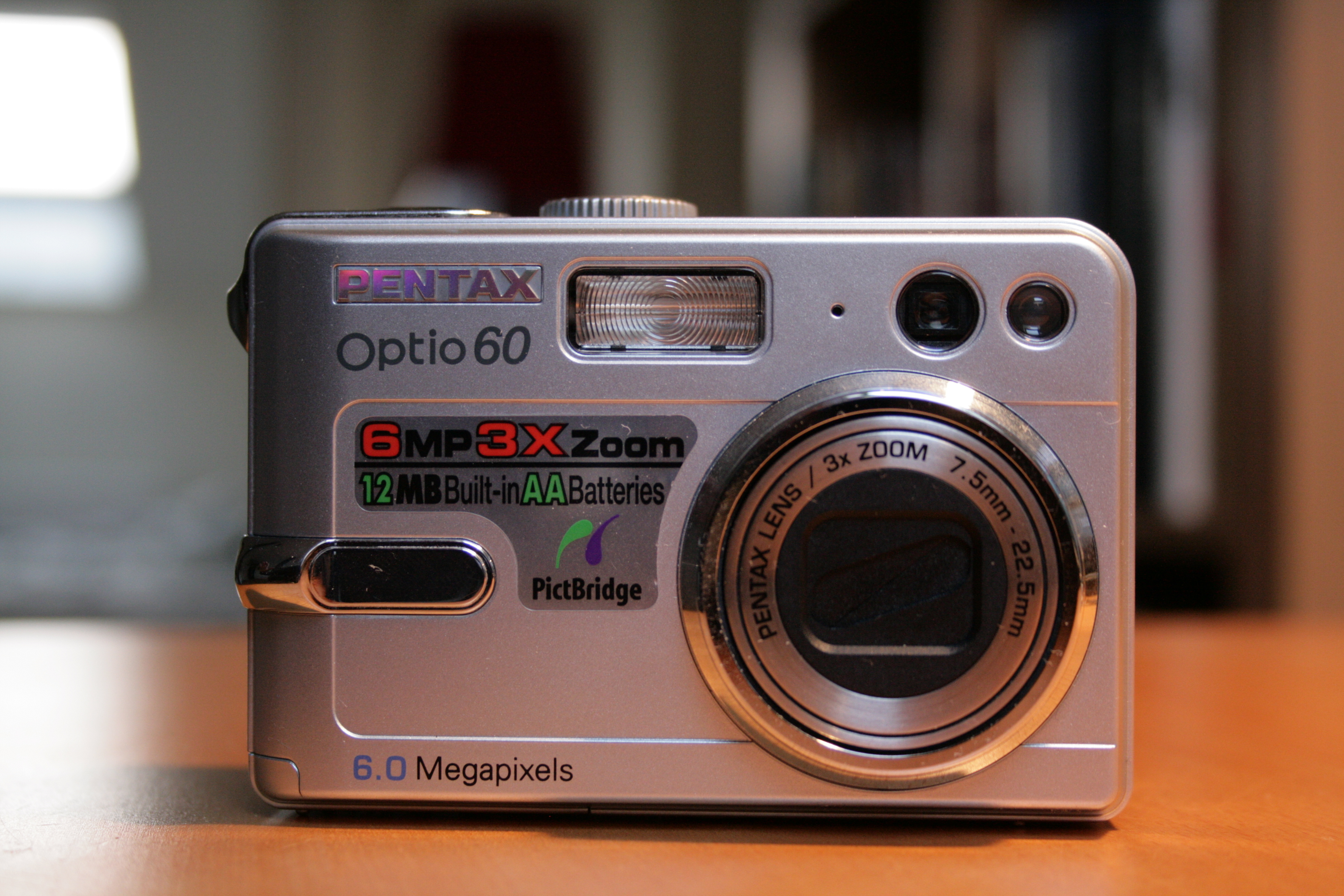
ペンタックス Optio S60

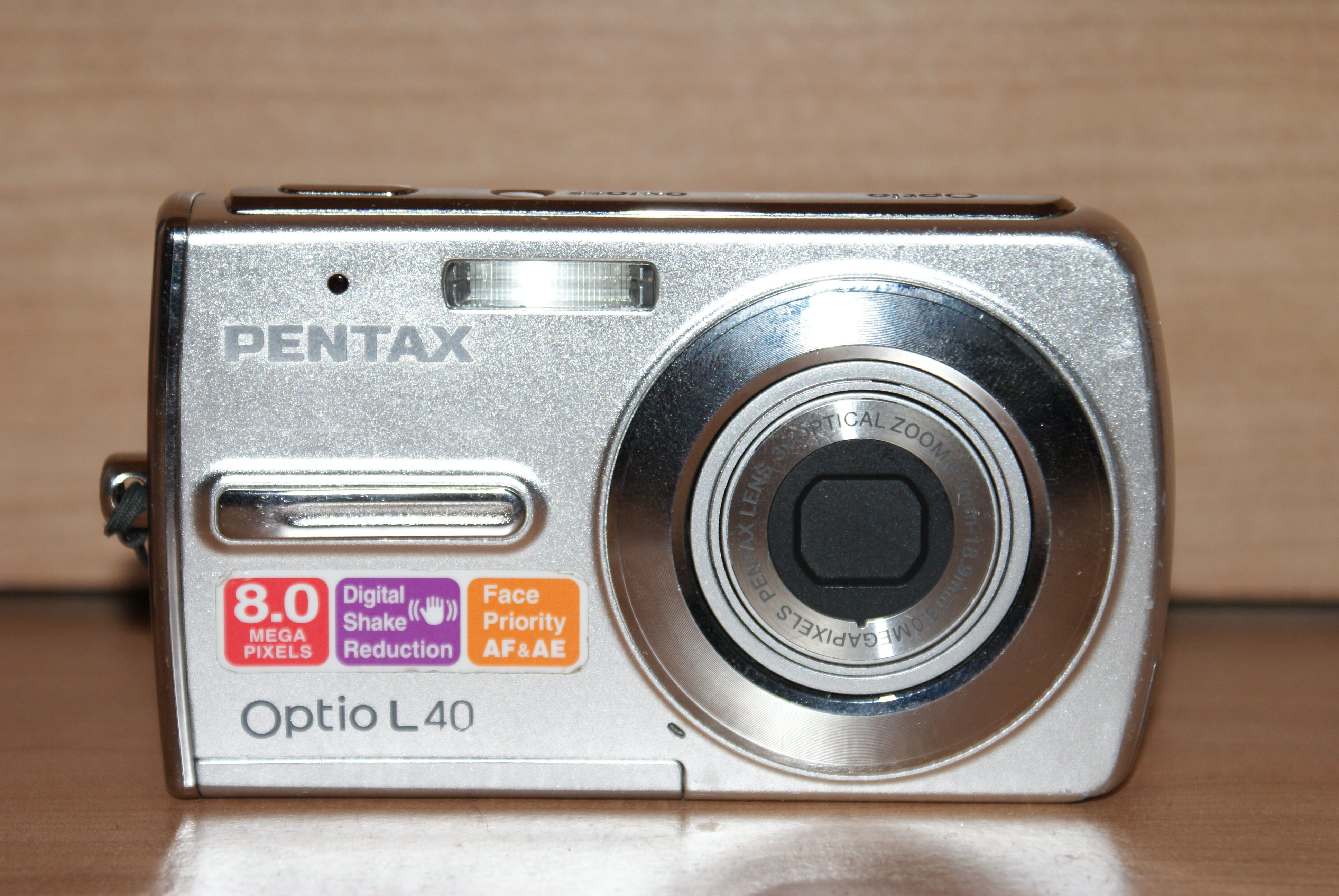
ペンタックス Optio L40

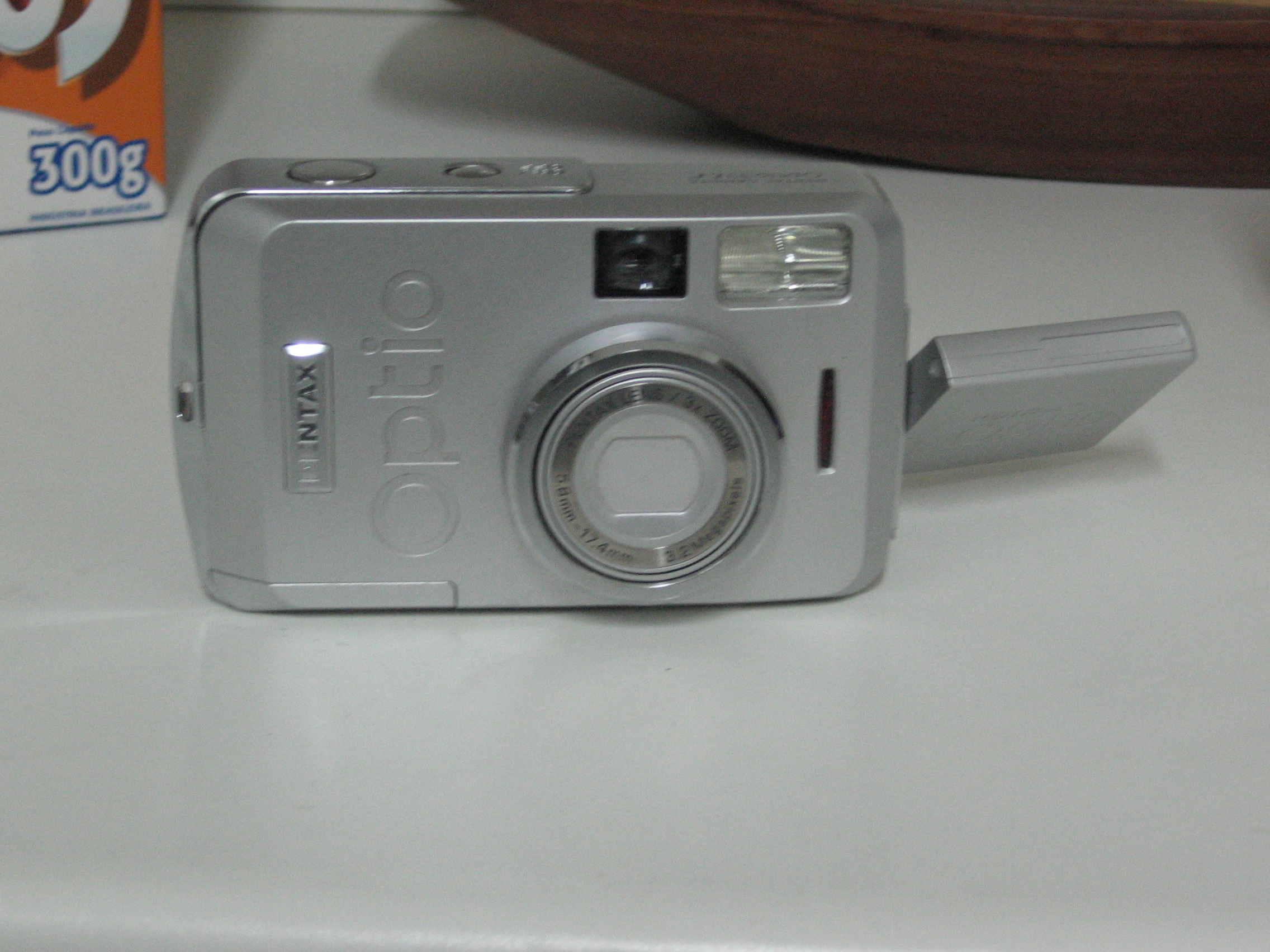
ペンタックス Optio 33LF

- Optio 330 - 2001年7月発売。CFカード。ステンレス外装。
- Optio 430 - 2001年10月発売。
- Optio 230 - 2002年4月発売。単三電池。1軸回転式液晶モニタ。初の3D撮影モード（2回撮影して横並びの画像を生成し、平行法または交差法で立体視する）搭載。3Dイメージビュアー同梱。
- Optio 330RS - 2002年6月発売。
- Optio 430RS - 2002年6月発売。
- Optio 330GS - 2002年10月発売。単三電池。1軸回転式液晶モニタ。
- Optio 33L - 2003年4月発売。フレキシブル液晶モニタ。ペンタックスのデジタルカメラで初めて光学ファインダーを省略。最後のCFカード採用機種。
- Optio 550 - 2003年5月上旬発売。
- Optio 555 - 2003年10月上旬発売。
- Optio 33LF - 2003年12月発売。フレキシブル液晶モニタ。
- Optio 30 - 2004年3月発売。単三電池
- Optio 43WR - 2004年6月発売。JIS保護等級7級の防水機能。単三電池。

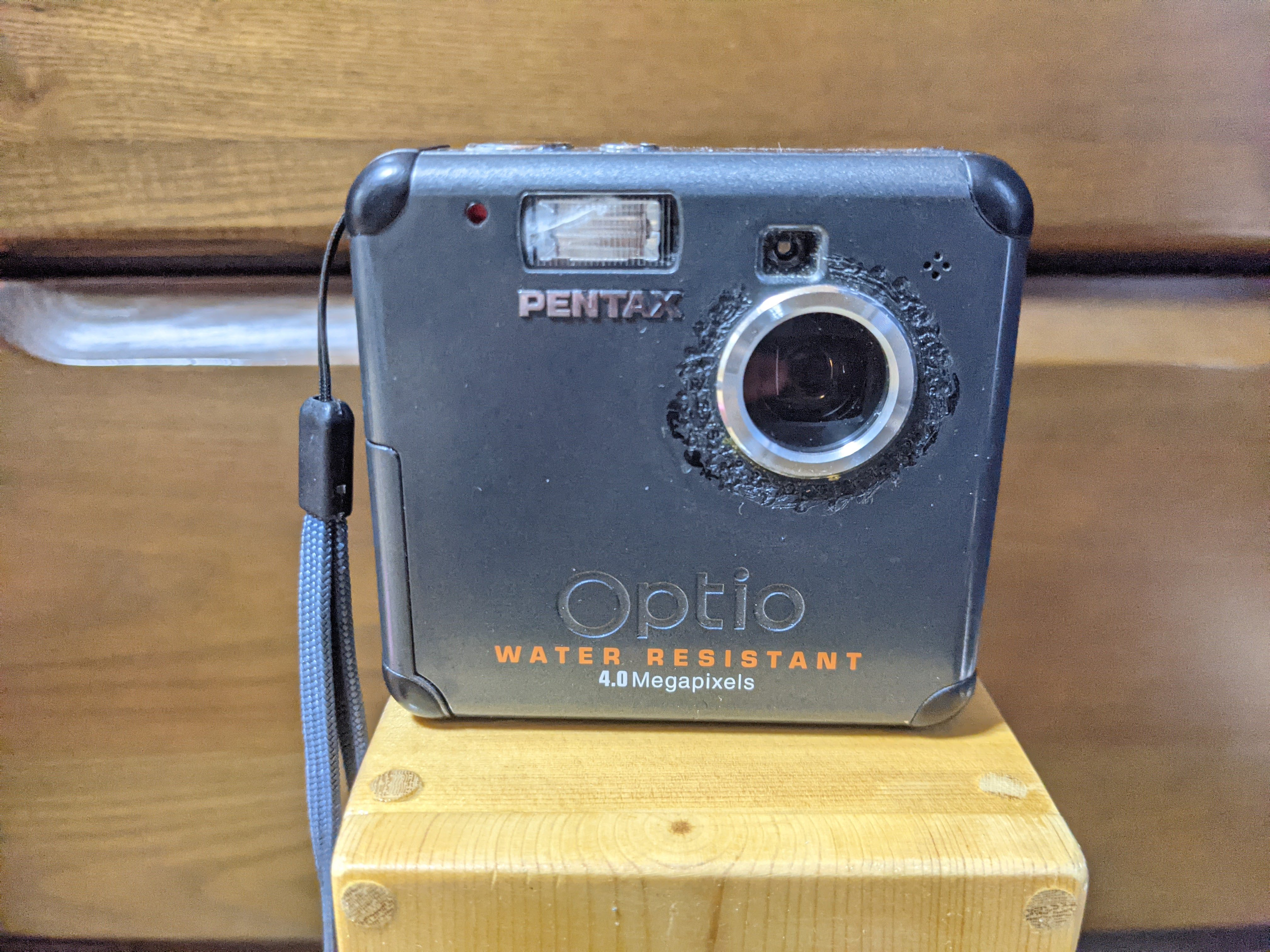
PENTAX Optio43WR

- Optio MX4 - 2004年10月発売。フレキシブル液晶モニタ。使用時に引き出す可動式ガングリップ。MPEG4動画撮影。ワイドコンバージョンレンズ対応。
- Optio X - 2005年6月発売。スイバル式液晶モニタ。厚さ18mm。
- Optio 750Z - 2005年6月発売。フレキシブル液晶モニタ。他の機械式カメラのためのスポットメーターになるデジタル露出計モードを搭載。最後の光学ファインダー搭載機種。
- Optio L36 - 2007年8 月約800万画素CCD。36-108mmの3倍光学ズームに対応。デジタル手ブレ除去 (Digital SR) 搭載。中国市場向け。
- Optio Z10 - 2007年10月発売。屈曲式7倍ズームレンズ。
- Optio L40 - 2007年10月発売。
- Optio H90 - 2010年2月発売。
- Optio NB1000
- Optio RS1000
- Optio RS1500

Aシリーズ
専用電池。光学式の手ブレ補正を搭載する。
- Optio A10 - 2006年4月発売。約800万画素CCD。38-114mmの3倍光学ズームに対応。
- Optio A20 - 2006年9月25日発売。CCDシフト式手ブレ補正機能搭載型高感度、顔認識オートフォーカス&AEを追加した1000万画素CCDデジタルカメラ。DivX動画撮影可能。38-114mmの3倍光学ズームに対応。
- Optio A30 - 2007年3月発売。約1000万画素CCD。38-114mmの3倍光学ズームに対応。
- Optio A36 - 2008年3月発売。約1200万画素CCD。CCDシフト式手ブレ補正機能搭載。中国市場向け。
- Optio A40 - 2008年3月発売。約1200万画素CCD。37-111mmの3倍光学ズームに対応。当初2007年11月発売の予定だったが、電池メーカーの工場火災によりバッテリー調達が出来なくなり、設計変更のために発売が延期された。

Vシリーズ
専用電池、大画面液晶を搭載する。電子式の手ブレ補正を搭載する。
- Optio V10 - 2007年11月発売。約800万画素CCD。36-108mmの3倍光学ズームに対応。
- Optio V20 - 2008年8月発売。約800万画素CCD。36-180mmの5倍光学ズームに対応。

Mシリーズ
M20までは乾電池式でエントリーモデルを受け持っていた。M30以降は専用電池式でエントリーモデルはEシリーズになった。電子式の手ブレ補正を搭載する。
- Optio M10 - 2006年4月発売。約600万画素CCD。35-105mmの3倍光学ズームに対応。
- Optio M20 - 2006年9月上旬発売。約700万画素CCD。38-114mmの3倍光学ズームに対応。
- Optio M30 - 2007年3月発売。約710万画素CCD。38-114mmの3倍光学ズームに対応。
- Optio M40 - 2007年8月発売。約800万画素CCD。36-108mmの3倍光学ズームに対応。
- Optio M50 - 2008年3月発売。約800万画素CCD。36-180mmの5倍光学ズームに対応。
- Optio M60 - 2008年8月発売。約1000万画素CCD。36-180mmの5倍光学ズームに対応。

Sシリーズ
- Optio S - 2003年5月発売。薄型化のために収納時に光学系の一部を退避させる「スライディング・レンズ・システム」を初めて採用した超小型デジタルカメラ。このレンズはカシオExilimシリーズにも供給された。
- Optio S4 - 2003年10月発売。
- Optio S4i - 2004年3月発売。
- Optio S40 - 2004年3月発売。単三電池。
- Optio S30 - 2004年5月発売。単三電池。
- Optio S5i - 2004年9月発売。
- Optio SV - 2004年9月発売。5倍ズームレンズ。
- Optio S50 - 2004年9月発売。単三電池。2005年3月より、映画「ハルウララ」公開記念モデルを1000台限定で販売した。
- Optio S5n - 2005年3月発売。
- Optio SVi - 2005年5月発売。5倍ズームレンズ。
- Optio S55 - 2005年6月発売。単三電池。
- Optio S5z - 2005年6月発売。
- Optio S6 - 2005年10月発売。
- Optio S60 - 2005年10月13日発売。単3乾電池式、超初心者向け小型デジタルカメラ
- Optio S7 - 2006年8月中旬発売。高感度薄型デジタルカメラ。ぶれ軽減モードを追加した、DivX動画撮影可能なモデル。
- Optio S10 - 2007年9月発売。
- Optio S1 - 2011年4月発売。約1400万画素CCD。

Tシリーズ
- Optio T10 - 2006年4月発売。3.0型タッチディスプレイモニター搭載。付属のペンで字や絵などが描ける。
- Optio T20 - 2006年10月中旬発売。
- Optio T30 - 2007年2月下旬発売。手書きメモを保存できるメモパッド機能。

W/WP/WGシリーズ
専用電池、防水対応。W40とW50は欠番になっている。電子式の手ブレ補正を搭載する。
- Optio WP - 2005年6月発売。約500万画素CCD。38-114mmの3倍光学ズームに対応。
- Optio WPi - 2005年10月4日発売。約600万画素CCD。38-114mmの3倍光学ズームに対応。JIS保護等級8級水中防水形、JIS保護等級5級防塵型の高感度完全防水カメラ
- Optio W10 - 2006年4月発売。約600万画素CCD。38-114mmの3倍光学ズームに対応。
- Optio W20 - 2006年9月上旬発売。約710万画素CCD。38-114mmの3倍光学ズームに対応。液晶画面2.5インチ。ぶれ軽減モードを追加した強化した高感度デジタルカメラ。
- Optio W30 - 2007年3月発売。約710万画素CCD。38-114mmの3倍光学ズームに対応。
- Optio W60 - 2008年8月発売。約1000万画素CCD。28-140mmの5倍光学ズームに対応。
- Optio W80 - 2009年7月発売。約1210万画素CCD。28-140mmの5倍光学ズームに対応。
- Optio WS80 - 2009年8月発売。約1210万画素CCD。35-175mmの5倍光学ズームに対応。
- Optio W90 - 2010年3月発売。約1210万画素CCD。28-140mmの5倍光学ズームに対応。
- Optio WG-1 - 2011年3月発売。約1400万画素CCD。28-140mm 5倍光学ズーム。
- Optio WG-1GPS - 2011年3月発売。WG-1にGPSを搭載したバリエーションモデル。
- Optio WG-2 - 2012年3月発売 約1600万画素 裏面照射型CMOS。28-140mmズーム。
- Optio WG-2GPS - 2012年3月発売。WG-2にGPSを搭載したバリエーションモデル。

Eシリーズ
単三電池を電源に使うシリーズ。電子式の手ブレ補正を搭載する。
- Optio E10 - 2006年2月にアメリカ市場のみで発売。約600万画素CCD。37.5-112.5mmの3倍光学ズームに対応。
- Optio E20 - 2006年10月発売。日本市場でも発売開始。約600万画素CCD。34-102mmの3倍光学ズームに対応。
- Optio E30 - 2007年2月発売。約710万画素CCD。36-108mmの3倍光学ズームに対応。
- Optio E40 - 2007年8月発売。約810万画素CCD。37.5-112.5mmの3倍光学ズームに対応。
- Optio E50 - 2008年3月発売。約810万画素CCD。37.5-112.5mmの3倍光学ズームに対応。
- Optio E60 - 2008年8月発売。約1010万画素CCD。32-96mmの3倍光学ズームに対応。
- Optio E70 - 2009年2月発売。約1010万画素CCD。35-105mmの3倍光学ズームに対応。
- Optio E80 - 2009年8月発売。約1000万画素CCD。31.5～94.5mmの3倍光学ズームに対応。
- Optio E85 - 約1210万画素CCD。31.5～94.5mmの3倍光学ズームに対応。海外向けモデル。
- Optio E90 - 2010年2月発売。約1010万画素CCD。31.5～94.5mmの3倍光学ズームに対応。

Pシリーズ
専用電池、薄型シリーズ。電子式の手ブレ補正を搭載する。Mシリーズの後継機。
- Optio P70 - 2009年2月発売。約1200万画素CCD。27.5-110mmの4倍光学ズームに対応。
- Optio P80 - 2009年8月発売。約1210万画素CCD。27.5-110mmの4倍光学ズームに対応。

Iシリーズ
専用電池、CCDシフト式の手ブレ補正を搭載する。
- Optio I-10 - 2010年2月発売。約1200万画素CCD。28-140mmの5倍光学ズームに対応。

ボディはかつて発売された銀塩一眼レフカメラ「オート110」をモチーフにし、また同機種で使用されていた「横長ロゴ」も採用するなどレトロ調なデザインが特徴。後継機は発表されず一代限りとなってしまったが、レンズ交換式としてより進化した形の PENTAX Q が発売された。
LSシリーズ
着せ替えシート対応のスティックタイプデザイン、手振れ対策として高感度モードを持つ。
- Optio LS465 - 2012年6月発売。約1600万画素CCD。28-140mm 5倍光学ズーム。

VSシリーズ
縦位置撮影に配慮した高倍率ズームモデル。CCDシフト方式の手ブレ補正を搭載する。
- Optio VS20 - 2012年2月発売。約1600万画素CCD。28-560mm 20倍光学ズーム。

縦撮り専用のシャッターボタンとズームレバーを備える。電子水準器内蔵。構えた向きで液晶表示を切り替えるほか、横位置では縦撮りシャッターボタンが自動的に無効になる。
RZシリーズ
- Optio RZ10 - 2010年9月発売。約1400万画素CCD。28-280mm 10倍光学ズーム。
- Optio RZ18 - 2011年10月上旬発売。約1600万画素CCD。25～450mm 18倍光学ズーム。

### WGシリーズ

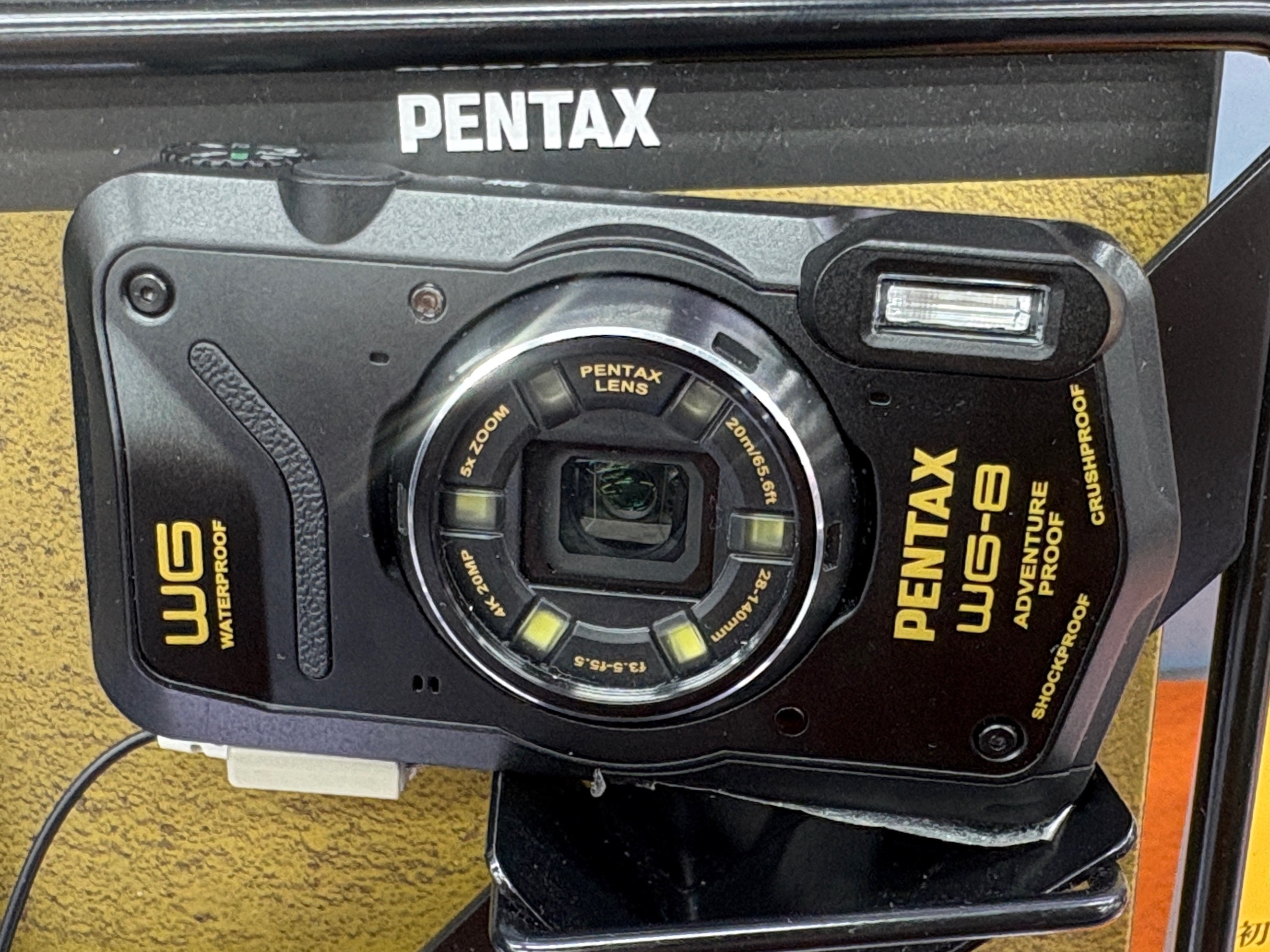
WG-8

オプティオブランド廃止後のOptio WGシリーズの後継機。なお、WG-4/WG-4GPS以降はリコーブランドで展開していたが、2023年12月発売のWG-90より再びペンタックスブランドでの展開となっている。
- WG-3 - 2013年3月発売。約1600万画素 裏面照射型CMOS。F2からの25-100mmズーム。
- WG-3GPS - 2013年3月発売。WG-3にGPSを搭載したバリエーションモデル。
- WG-10 - 2013年3月発売。スペックはOptio WG-1と同等。
- （※2013年以降、2023年以前発売の「RICOH WG-○○」シリーズはリコーのデジタルカメラ製品一覧#WGシリーズを参照）
- WG-90 - 2023年12月発売。1600万画素 裏面照射型CMOS。28-140mm相当のズーム。
- WG-1000 - 2024年6月21日発売。約1635万画素 裏面照射型CMOS。27-108mm相当のズーム。
- WG-8 - 2024年7月12日発売。約2000万画素 裏面照射型CMOS。28-140mm相当のズーム。

### Xシリーズ
デジタル一眼カメラ風にデザインされた、広角・高倍率ズームレンズ内蔵のコンパクトデジタルカメラ（いわゆるネオ一眼、ブリッジカメラ）。
- X70 - 2009年3月発売。1200万画素CCD。35mm相当で26mmから624mmまでの光学ズームを搭載。1/2.33型の撮像素子を採用した。DB200以来約5年半ぶりのオプティオ以外のコンパクトデジタルカメラになる。390g（電池・メモリーカード非搭載時）
- X90 - 2010年3月下旬発売。1210万画素CCD。35mm相当で26mmから676mmまでの26倍光学ズームへ変更。X70の後継機。
- X-5 - 2012年9月13日発売。従来のXシリーズの終了後、新たに生産が開始された製品で、約1600万画素、1/2.33型CMOS搭載。レンズは約22.3～580mmの光学26倍ズームとなっている。駆動方法は従来までの専用リチウム充電池を止め、単三乾電池4本使用に変更された。本体は同社デジタル一眼カメラK-5シリーズを一回り小型にしたようなデザインで、K-5と同様にSDHCメモリーカード対応、動画撮影機能も最大1,920×1,080ピクセルのフルHD記録に対応している。黒とシルバーの2色が発売。
- XG-1 - 2014年8月8日発売。「smc PENTAX 4.3-223.6mm 1:2.8-5.6」光学52倍ズームレンズを搭載。センサーシフト式手ぶれ補正機構「SR」を採用している。

### EIシリーズ
- EI - 1988年にフォトキナ88で出品されたプロトモデル。発売はされてない。
- EI-C70 - 1993年4月21日発売。ペンタックスが初めて市販したデジタルスチルカメラ。
- EI-C90 - 1997年8月発売。ペンタックス初のデジタルカメラ。液晶表示ユニット（EI-L90）とセットで使用する。メディアはPCカード。
- EI-200 - 2000年7月発売。HPとの共同開発。FlashPoint社のDigita OSを採用。赤外線によりJetSend対応のHPのプリンタに画像出力ができた。フィルムコンパクトカメラに似たスタイルが特徴。HPからは PhotoSmart C618の名称で販売された。
- EI-2000 - 2000年9月発売。光学一眼レフカメラ。HPとの共同開発。FlashPoint社のDigita OSを採用。赤外線によりJetSend対応のHPのプリンタに画像出力ができた。光学式一眼レフファインダーと液晶を両方備え、一眼レフカメラ然とした形状となっている（レンズは固定式）。液晶モニタは上方に可動してローアングル撮影に対応する。HPからは PhotoSmart C912の名称で販売された。
- EI-3000 - 2001年のプロトタイプのみ。
- EI-100 - 2002年4月発売。光学ファインダー搭載で510万画素の高解像度イメージセンサーや、高い色再現性を持つRGBプライマリーカラーフィルターが採用された。

### DIGIBINOシリーズ
コンパクトな双眼鏡とデジタルカメラ機能を一体化したシリーズ。現在はすべて終売。双眼鏡部分の倍率は7倍。
- DB100 - 2002年5月発売。85万画素。
- DB200 - 2003年8月発売。130万画素。

### その他
- PENTAX Efina Plus　(日本未発売)
- PENTAX Efina　(日本未発売)

2013年1月17日発表。Efinaの由来は、同社がかつて発売していたAPSカメラのブランド名から。約1400万画素・1/2.3型CCD、26-130mmの光学5倍ズームレンズ、米コダックがかつて発売していたEASYSHAREシリーズのものに酷似したUIが搭載されている。カラーバリエーションはピンク・シルバー・グリーン・レッドの4つで、フロントケースにアルミ素材を使用。日本と中国を除くアジア諸国で販売予定とされているが、リコーイメージング（ドイツ法人、フランス法人）のウェブサイトに本製品の情報が掲載されている。
- MX-1

2013年5月発売。ボディに真鍮を利用し、かつての銀塩一眼レフPENTAX MXを彷彿させる高級コンパクトカメラ。有効1200万画
素、1/1.7型CMOSセンサー。開放F1.8-2.5の大口径レンズを搭載。焦点距離は28-112mm相当。
- WD-1300 - 2004年12月発売。業務用通信機能付モデル。「WD-350」の上位機種として発売された。
- WD-350 - 愛称は「現場でEG」だった。
- 撮ってもEG - 2001年10月19日発売。旭光学工業とアルテック，三洋電機が共同開発したリユース対応の使い切りデジタルカメラ。
- PENTAX Nexa - 

## 参考図書
- 中村文夫 『使うペンタックス』 クラシックカメラ-MiniBook第10巻、高沢賢治・當麻妙（良心堂）編、双葉社、2001年5月1日、ISBN 4-575-29229-X
- 『アサヒカメラニューフェース診断室-ペンタックスの軌跡』 アサヒカメラ編集部、朝日新聞社、2000年12月1日、ISBN 4-02-272140-5
- 『往年のペンタックスカメラ図鑑』 マニュアルカメラ編集部、枻文庫、2004年2月20日、ISBN 4-7779-0019-3
- 『ペンタックスのすべて』 エイムック456-マニュアルカメラシリーズ10、枻出版社、2002年1月30日、ISBN 4-87099-580-8